# Liste der Baudenkmäler in Feuchtwangen
Auf dieser Seite sind die Baudenkmäler in der mittelfränkischen Stadt Feuchtwangen zusammengestellt. Diese Tabelle ist eine Teilliste der Liste der Baudenkmäler in Bayern. Grundlage ist die Bayerische Denkmalliste, die auf Basis des Bayerischen Denkmalschutzgesetzes vom 1. Oktober 1973 erstmals erstellt wurde und seither durch das Bayerische Landesamt für Denkmalpflege geführt wird. Die folgenden Angaben ersetzen nicht die rechtsverbindliche Auskunft der Denkmalschutzbehörde.

Diese Liste gibt den Fortschreibungsstand vom 13. Dezember 2023 wieder und enthält 137 Baudenkmäler.

## Ensembles

### Ensemble Altstadt Feuchtwangen

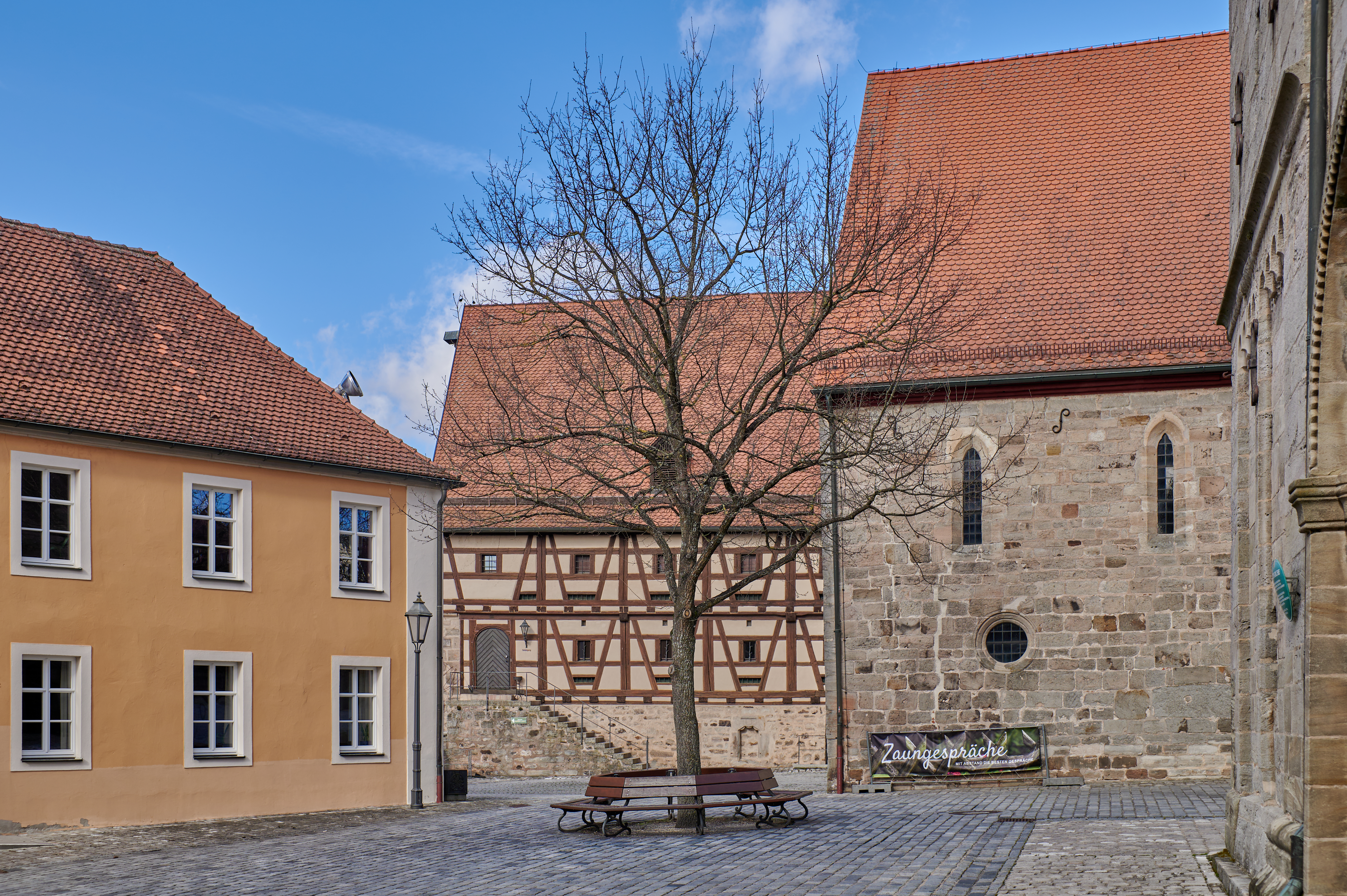
Lateinschule, Kasten und Johanniskirche von Süden

Das Ensemble umfasst die am Ostufer der Sulzach auf einem leicht erhöhten Standort gelegene Altstadt in ihrer durch die neuere Stadtbefestigung des frühen 15. Jahrhunderts festgelegten Ausdehnung und die unmittelbar umgebende Grünzone vor der ehemaligen Stadtmauer, die im Westen in die Flussaue hinein reicht. Als Ursprung der Siedlung wird ein fränkischer Königshof an einer Straßenfurt angenommen. Das vor 800 gegründete Benediktinerkloster (erste gesicherte Erwähnung 817) wurde im 12. Jahrhundert, jedenfalls vor 1197, durch den Bischof von Augsburg in ein weltliches Chorherrenstift umgewandelt. Um 1230 ist unter staufischer Herrschaft von der Entwicklung zu einer Siedlung mit stadtähnlichem Charakter auszugehen. An einem strategisch wichtigen Punkt im Verlauf der Handelsstraße Augsburg-Würzburg gelegen, war der Ort um 1270 Reichsstadt. Nach mehrfachen Verpfändungen gelangten Stadt, Stift und Vogtei (als Verwaltungsbezirk für das Umland) unter die einheitliche Herrschaft der Burggrafen von Nürnberg, den späteren Markgrafen von Brandenburg-Ansbach. Vom benachbarten Dinkelsbühl aus zerstörten 1388 reichsstädtische Truppen im Krieg des Schwäbischen Städtebundes gegen die Fürsten die Stadt. Nach 1395 entstand die heute noch in größeren Teilen vorhandene Stadtbefestigung mit ursprünglich drei Toren und 13 Türmen. Durch die Einführung der brandenburgischen evangelischen Kirchenordnung 1537 im Zusammenhang mit der Reformation und nach dem Tod des letzten katholischen Chorherren 1554 wurde das Stift säkularisiert. Landesherrliche Versuche, anstelle des Stiftes eine Universität zu etablieren, schlugen fehl. Die Stadt erlitt im Schmalkaldischen und im Dreißigjährigen Krieg Zerstörungen. 1792 fiel die Markgrafschaft Brandenburg-Ansbach und damit Feuchtwangen an Preußen, 1806 an Bayern.
Das wesentliche Kennzeichen der mittelalterlichen Stadtstruktur stellt die im Baubestand nachvollziehbare Ergänzung eines Kloster- und späteren Stiftsbezirkes durch eine Siedlung mit städtischem Charakter dar (vergleichbare Entwicklungen in Ansbach, Herrieden, Spalt, Kitzingen). Der regelmäßig angelegte Marktplatz in der Mitte der Altstadt wurde direkt an den Chor der Stiftskirche bzw. den Kreuzgang des Klosterkomplexes angelagert. Zu diesem gehören die Stiftskirche mit Kreuzgang, die Pfarrkirche St. Johannes und der Kasten. An der Stelle dieses Speicherbaus stand die im 16. Jahrhundert abgegangene Kirche St. Peter und Paul. Unterhalb des Plateaus der Kirchen liegt der zur Flussaue exponierte Bereich der ehemaligen Niederungsburg des Stiftsvogts. Eine in Fragmenten erhaltene, bastionsartige Erweiterung im Stadtmauerring, die so genannte „öttingische Veste“, wird dieser Funktion zugeordnet. Südlich schließt sich hieran in der Straße Am Zwinger ein Bereich an, dessen ursprüngliche Kleinteiligkeit noch erkennbar blieb, der aber seit Ende des 19. Jahrhunderts durch größere Gewerbebauten überformt ist. Der Marktplatz erstreckt sich in Nord-Süd-Richtung und wird von giebelständigen Wohnhäusern (im Erscheinungsbild mehrheitlich des 18. Jahrhunderts) und dem gotischen Hochchor der Stiftskirche bestimmt. Von der Flussquerung im Westen hinaufführend trifft die Untere Torstraße auf den Marktplatz. Sie ist ebenfalls von zweigeschossigen Giebelbauten des 18. Jahrhunderts geprägt. Durch eine Aufweitung des Straßenraumes geht die Untere Torstraße fließend in den Marktplatz über. Am südlichen Ende des Marktes mündet die Museumsstraße ein. Im nordöstlichen Teil der Altstadt, zwischen Hindenburgstraße, Herrengasse und Museumsstraße, lag das Viertel der ehemaligen Stiftsherren. Hier sind mehrere zweigeschossige Wohnhäuser vor allem des 18. Jahrhunderts mit reicherer Fassadenausstattung vorhanden. Dieser bauliche Maßstab ist in der Hindenburgstraße seit dem frühen 19. Jahrhundert verändert und an mehreren Stellen gestört worden. Im östlichen Teil der Herrengasse befand sich das Wohngebiet der Juden, die für das Jahr 1274 erstmals in Feuchtwangen bezeugt sind. Im Südwesten der Altstadt zeugen die wenig regelhaft angelegten Gassen mit bescheidenen, zum Teil mit Sichtfachwerk versehenen Handwerkerhäusern von einer kleingewerblichen Struktur. Dies ist auch durch die Namen wie Gerber-, Weber-, Drechsler- und Hirtengasse dokumentiert. Die jüngeren baulichen Veränderungen sind vor allem als Um- und Ausbau der ehemaligen Nebengebäude festzumachen. Ein weitgehend überlieferter räumlicher Eindruck mit Aufweitungen des Straßenraums, zugeordneten Wohnhaus-Giebeln, Hausgärten und an die Stadtmauer angebauten Kleinhäusern ist im Bereich des südlichen Bärmeyerplatzes und der angrenzenden Hirtengasse erhalten geblieben.
Im Zuge des verstärkten Wachstums der Stadt ab dem frühen 19. Jahrhundert wurden die Gebäude verschiedener öffentlicher Einrichtungen repräsentativ an der Außenseite der Grabenzone der Altstadt-Befestigung errichtet. Die überlieferte Bezeichnung „Ringstraße“ benennt das entsprechende stadtplanerische Konzept. Die jeweils längsseitige Ausrichtung der Fassaden dieser öffentlichen Gebäude zum Stadtzentrum wurde im Fall der Turnhalle mit einem neuen Straßendurchbruch durch die Stadtbefestigung im Nordosten verbunden. Als historische Grünfläche blieb die Grabenzone der Stadtmauer erhalten und wird überwiegend durch Privatgärten genutzt. Die stellenweise Bebauung mit Wohn- und zugehörigen Nebengebäuden konzentriert sich an den historischen und neu geschaffenen Zugängen zur Altstadt. In der ersten Hälfte des 20. Jahrhunderts wurden in verschiedenen Straßen innerhalb der Altstadt mehrere Gebäude mit Stilelementen des Historismus und des Heimatschutzstils errichtet.
Die drei historischen Stadtzufahrten erfuhren im 19. Jahrhundert eine unterschiedliche Behandlung: Das Obere Tor ist in veränderter Form überliefert. Der Bereich des Spitaltores blieb nach dessen Niederlegung durch die verengte städtebauliche Situation auch bei den neueren Ergänzungsbauten nachvollziehbar. Dem Abriss des Unteren Tores folgten der Ausbau der Straße und die Anlage eines repräsentativen Vorplatzes mit räumlicher Aufweitung, flankierenden Gebäuden und eines Parks. Im Übergang zur Flussaue ist der Grünbereich auf der Westseite der Ringstraße durch unmaßstäbliche Bebauung in Teilen empfindlich gestört. Der Verlauf der verlängerten Unteren Torstraße zeigt mit der Überquerung der Sulzach über eine Brücke bis heute einen wesentlichen Faktor zur Standortwahl und der Kontinuität des gesamten Siedlungsstandortes. Der Flusslauf mit der seit 1341 nachweisbaren Stadtmühle ergänzt die räumliche Wirkung des Hauptzugangs zur Altstadt. Aktennummer: E-5-71-145-1.

## Stadtbefestigung Feuchtwangen
Die Stadtbefestigung in Feuchtwangen wurde seit 1395 bis mindestens 1450 unter Einbeziehung der älteren sogenannten öttingische Veste angelegt. Die Ringmauer besteht aus Brockenquaderwerk. Nur noch vereinzelt sind Teilabschnitte der Mauer in voller Höhe mit Wehrgang erhalten (im Inneren von Häusern verbaut, bzw. nordöstlich des Oberen Tores nicht zugänglich – dort befindet sich als Abschluss des komplett erhaltenen Mauerzuges mit Wehrgang auch ein auf die Mauer aufgesetzter runder Wehrturm, wie sie in dieser Bauausführung in der Feuchtwanger Anlage üblich waren (runde oder dreieckige Ausführung)). Ausnahmen bildeten der Bürger- und der Faulturm, als Flankierungen der, aus der Umwallung auskragenden, öttingischen Veste (Vogteisitz des Stiftes). Beide Türme waren in einer größeren Dimension und als eigenständige Rundtürme in die Mauer einbezogen, sie dienten noch um 1700 als Gefängnis (das sich später im Unteren Torturm befand). Der nördliche ist original erhalten, der südliche in der Parkanlage Am Zwinger wurde wieder aufgebaut. Das einzige erhaltene Tor ist das Obere Tor in der Hindenburgstraße. Laut Schaudig Geschichte der Stadt und des ehemaligen Stiftes Feuchtwangen: „... und es ist sehr wahrscheinlich, daß das obere Tor in seinen Grundbestandteilen der Zugang zum Klostergelände gewesen ist. Die am inneren Torbogen in roher Bildhauerarbeit beiderseits angebrachten, mit Kreuznimbus versehenen Köpfe, an deren einem ein Bart angebracht ist, bilden mit der am Scheitel des Bogens angebrachten Taube die Darstellung der heiligen Dreifaltigkeit und dürften in sehr hohes Alter zurückreichen.“ Aktennummer: D-5-71-145-1.
Im Folgenden sind die einzelnen Abschnitte der Stadtbefestigung beginnend beim einzig erhaltenen Tor, dem Oberen Tor, im Uhrzeigersinn aufgeführt.
Im ersten Abschnitt von der Rothenburger Straße zur Spitalstraße ist der Mauerzug oftmals in Häuser verbaut.
- Oberes Tor (Rothenburger Straße 2 Lage): zweigeschossiger Torbau mit Mansarddach und hoher Rundbogendurchfahrt, Bauplastik, Torstube, Baubeginn 1421, Veränderungen im 18. Jahrhundert durch Abbruch des Turmes in der Höhe und Umbau in ein biedermeierliches Torhaus. Im 20. Jahrhundert Erweiterung durch Fußgängerdurchlässe und einer zweiten großen Durchfahrmöglichkeit für Militärfahrzeuge, da die Hauptstraßen damals eine Durchfahrung der Stadt bedingten, um die Brücken über die Sulzach nutzen zu können (Dinkelsbühl–Crailsheim nach Ansbach–Rothenburg ob der Tauber).(Aktennummer: D-5-71-145-41)
- Geschlossener Mauerzug von Rothenburger Straße 2 (Lage) zur Ringstraße 59 (Lage) (Aktennummer: D-5-71-145-1)
- Darin befindet sich ein Mauerturm an der nordwestlichen Ecke (Lage) (Aktennummer: D-5-71-145-1)

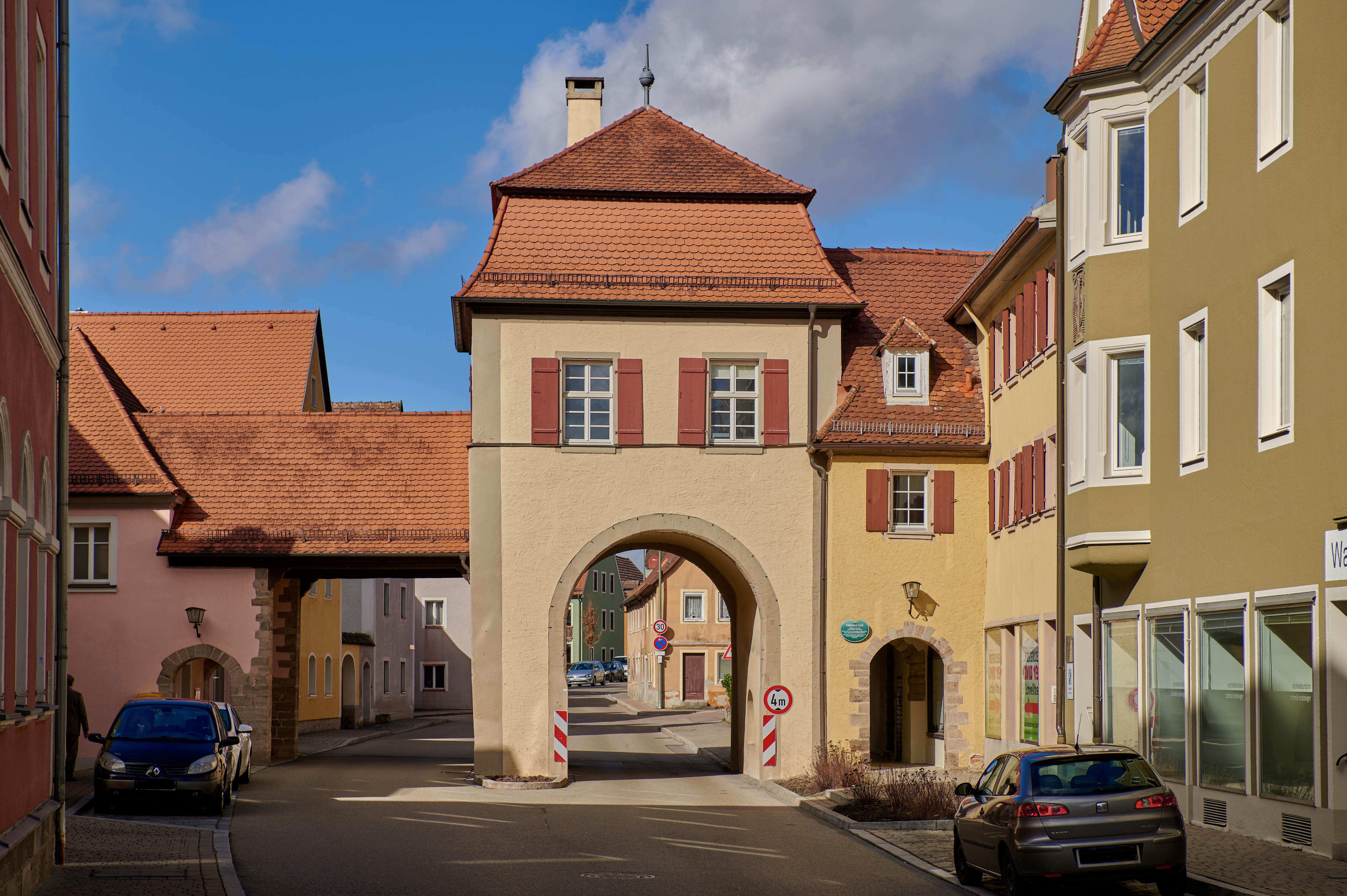
Oberes Tor, Stadtseite weitere Bilder
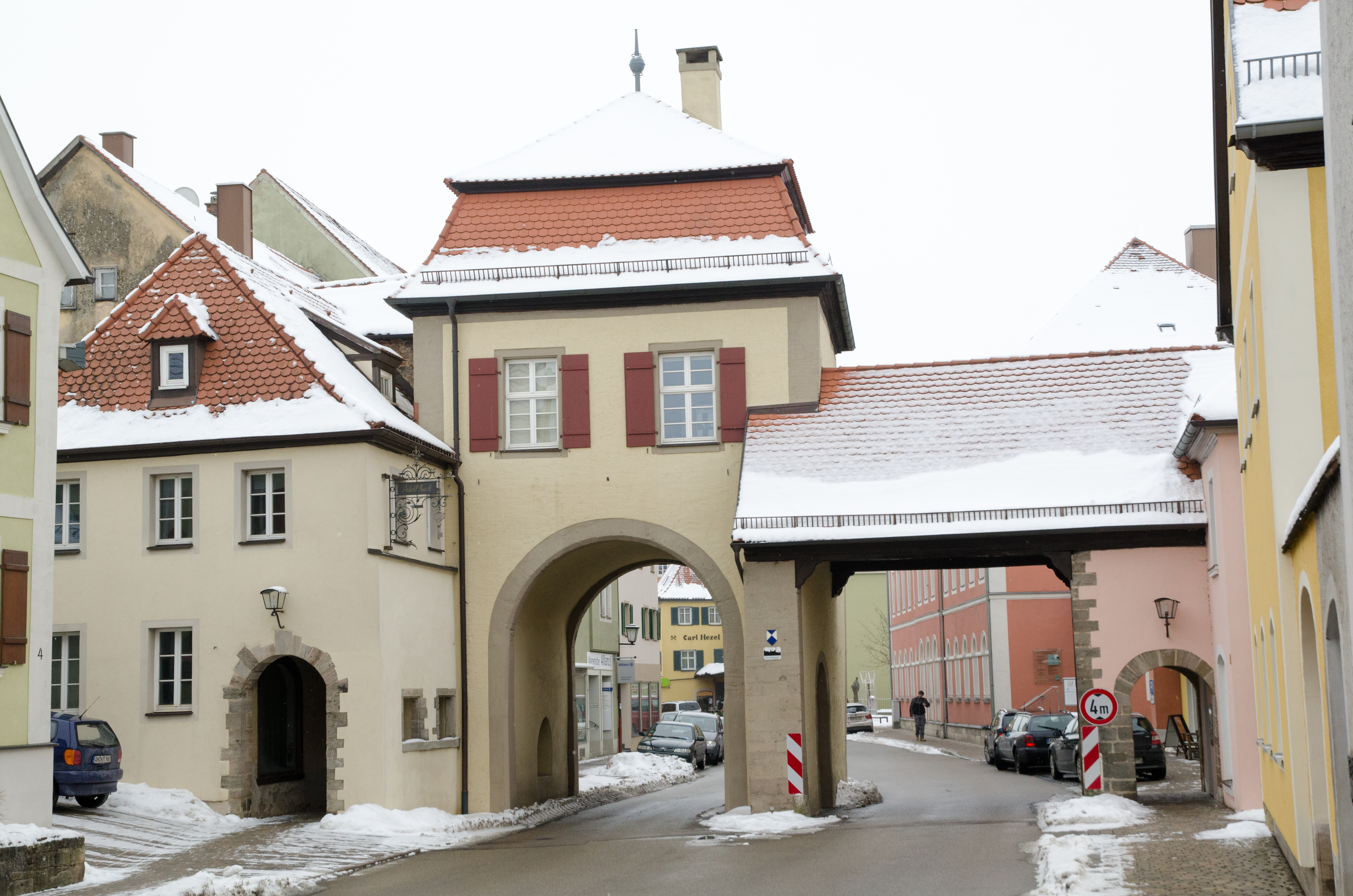
Oberes Tor, Feldseite weitere Bilder
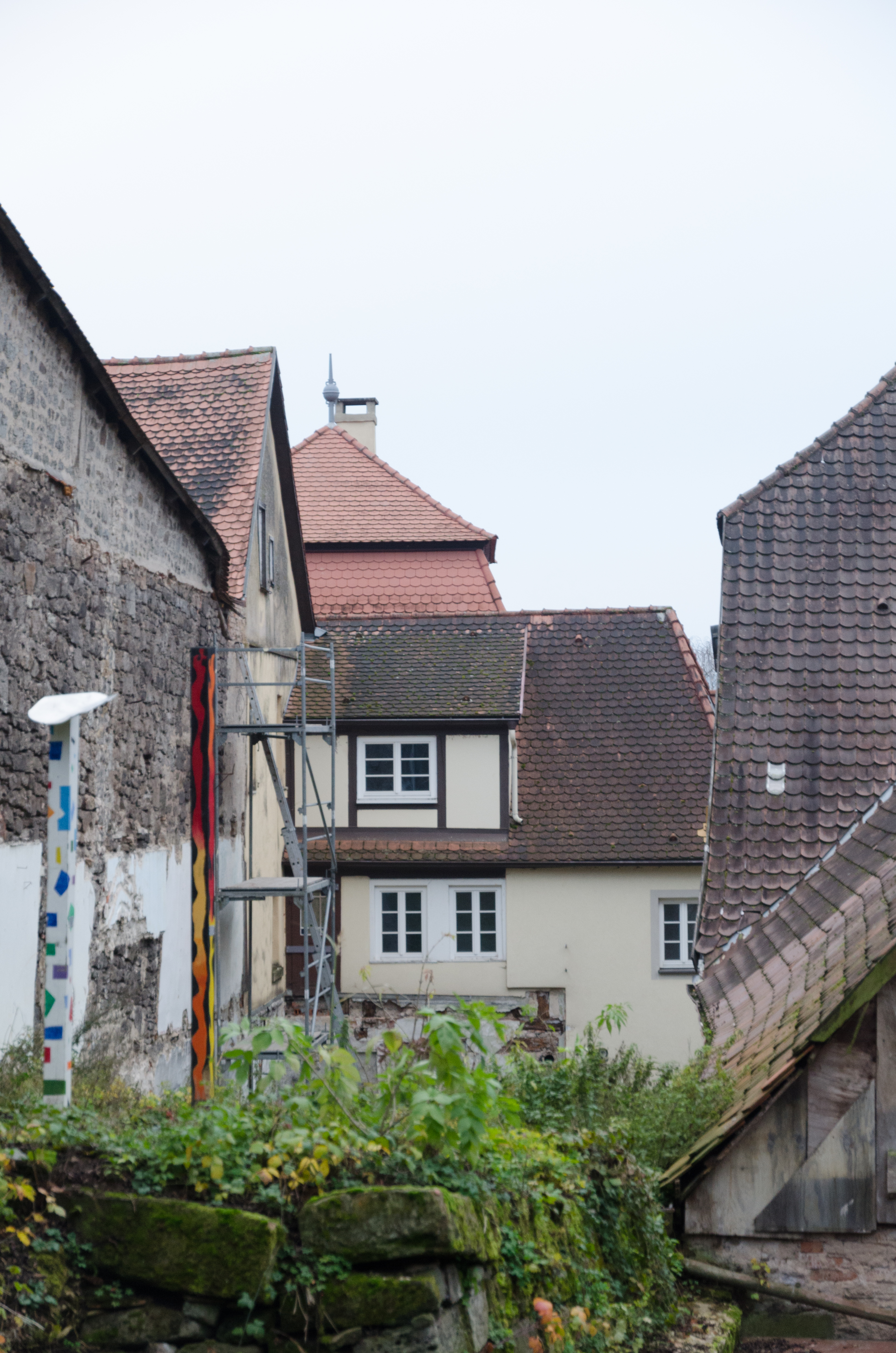
Mauerabschnitt nördlich des Oberen Tors weitere Bilder
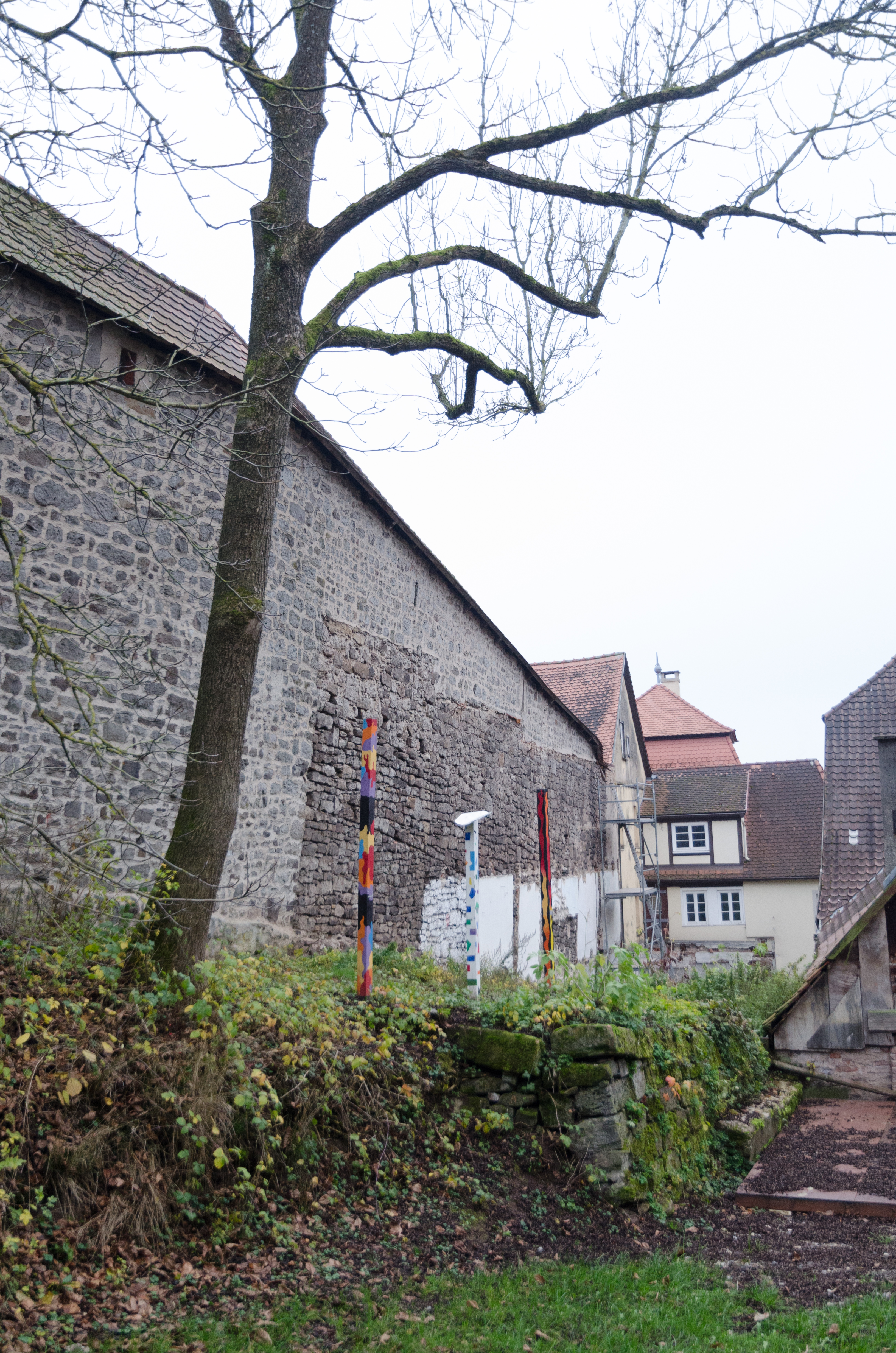
Mauerabschnitt nördlich des Oberen Tors weitere Bilder
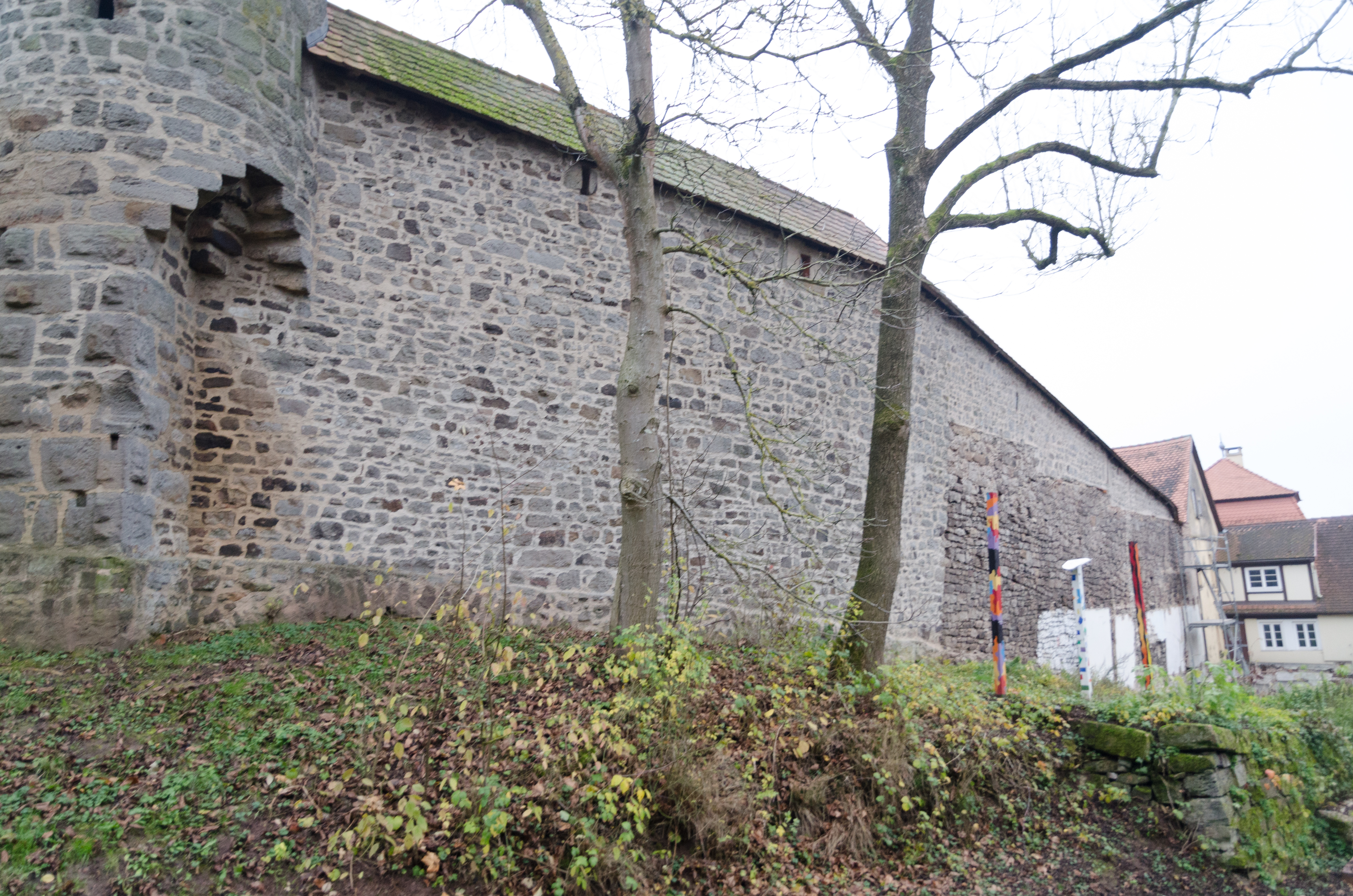
Mauerabschnitt nördlich des Oberen Tors weitere Bilder
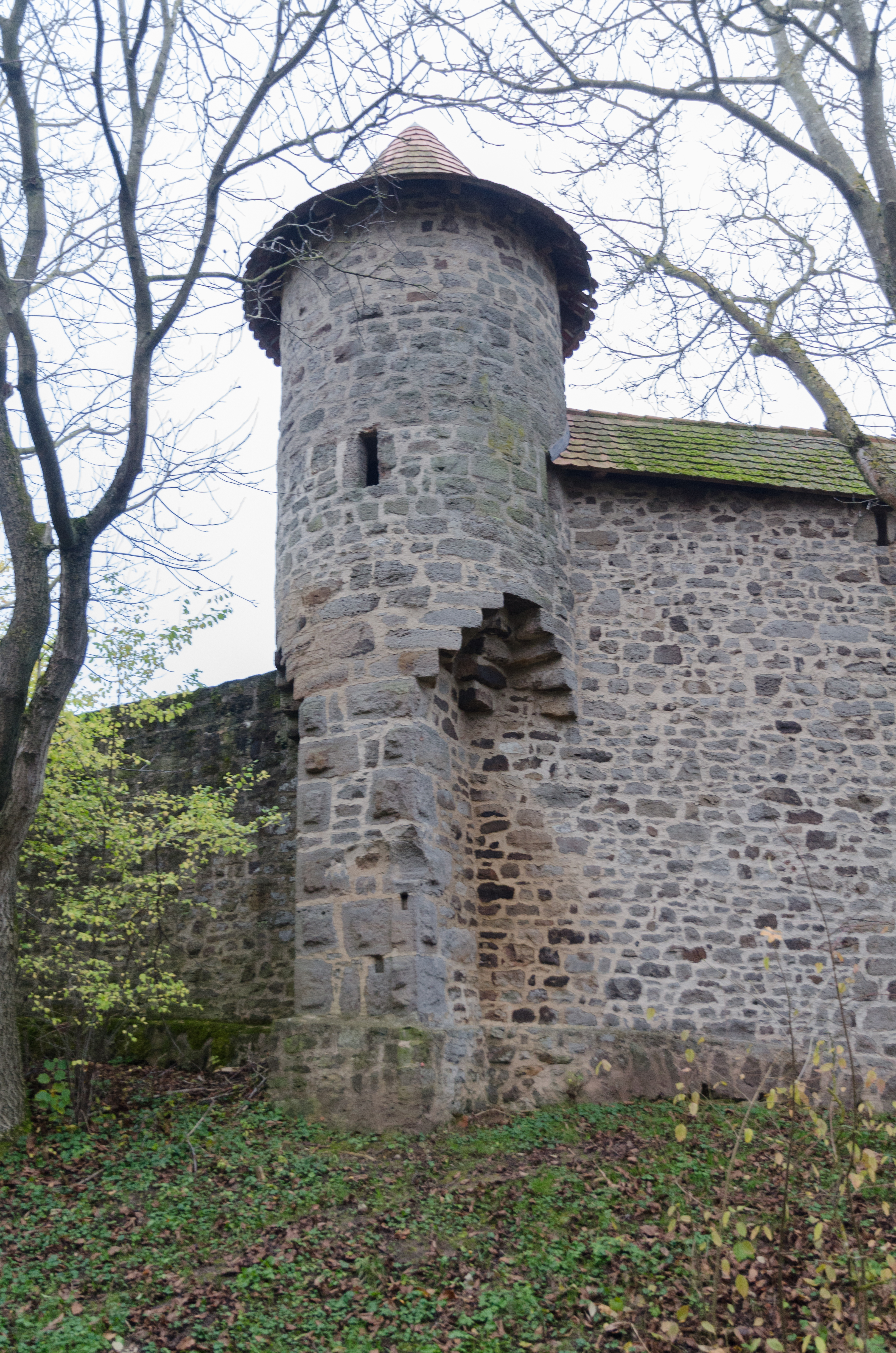
Mauerturm in der nordwestlichen Ecke weitere Bilder
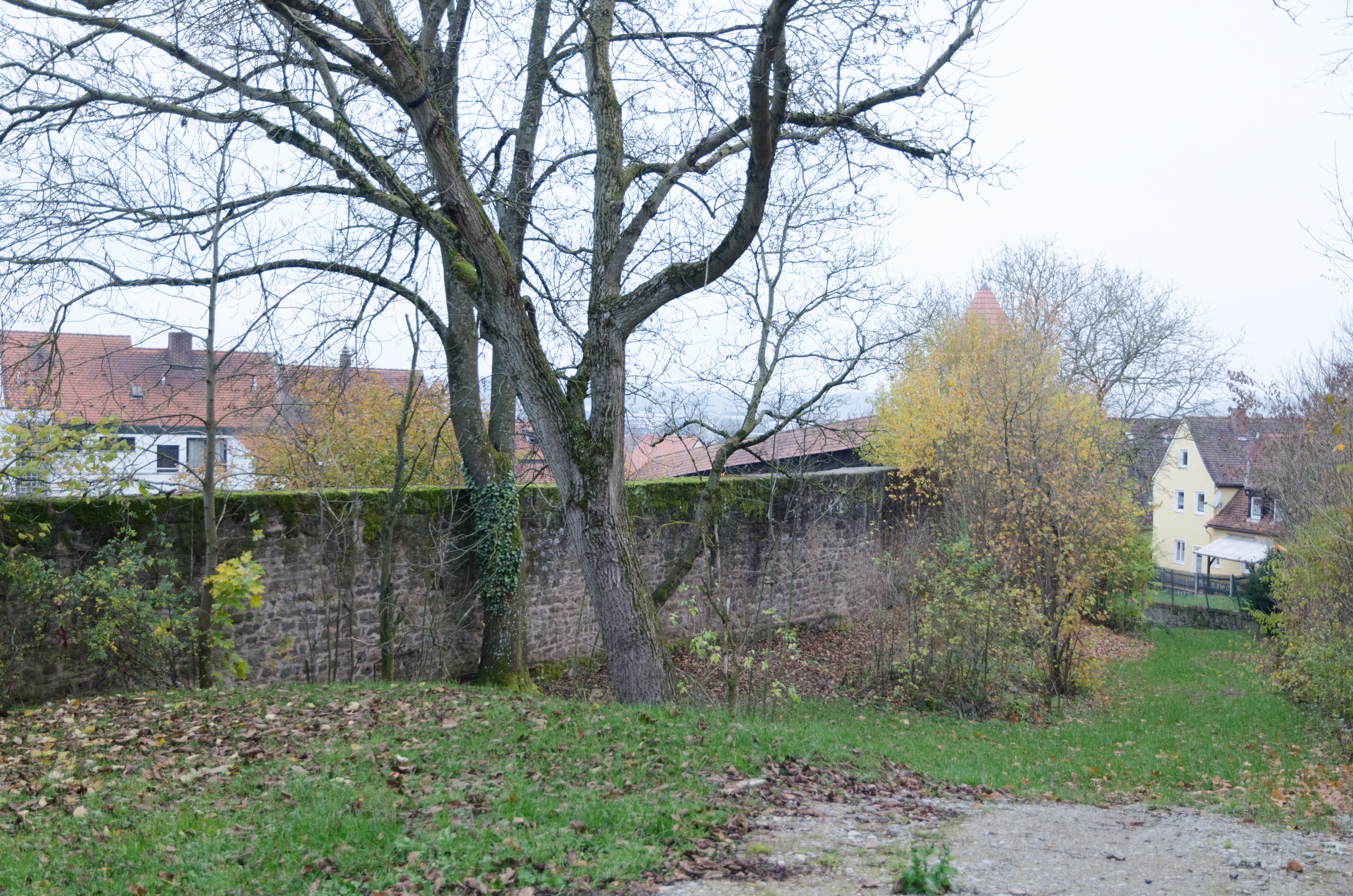
Mauerabschnitt westlich von Ringstraße 59 weitere Bilder
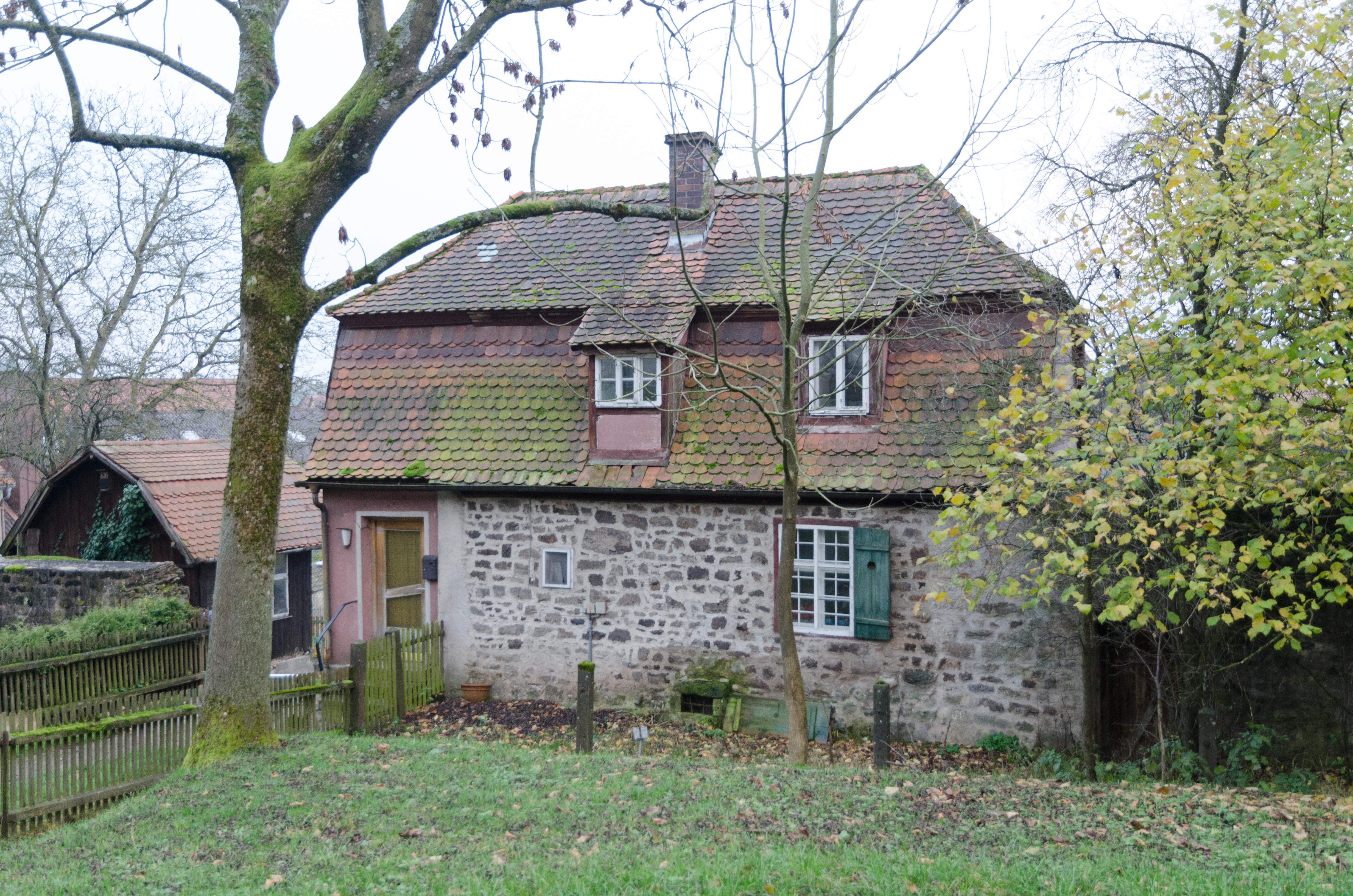
Mauerabschnitt bei Ringstraße 59 weitere Bilder

- Nach einem Durchbruch verläuft der Mauerzug westlich von Vorderer Spitzenberg 11 (Lage) über Vorderer Spitzenberg 9 (Lage) und endet bei einem Durchbruch bei Vorderer Spitzenberg 7 (Lage) (Aktennummer: D-5-71-145-1 und D-5-71-145-111 (Nr. 7))
- Bei Vorderer Spitzenberg 15 (Lage) beginnt ein durchgehender Mauerzug über Nr. 17 (Lage), 19 (Lage), 21 (Lage), 23 (Lage), 25, 27 (Lage) und 29 (Lage) und endet bei einem Durchbruch bei Vorderer Spitzenberg 31 (Lage) (Aktennummer: D-5-71-145-1 und D-5-71-145-113 (Nr. 23))
- Darin befindet sich bei Vorderer Spitzenberg 19 (Lage) ein runder Mauerturmrest

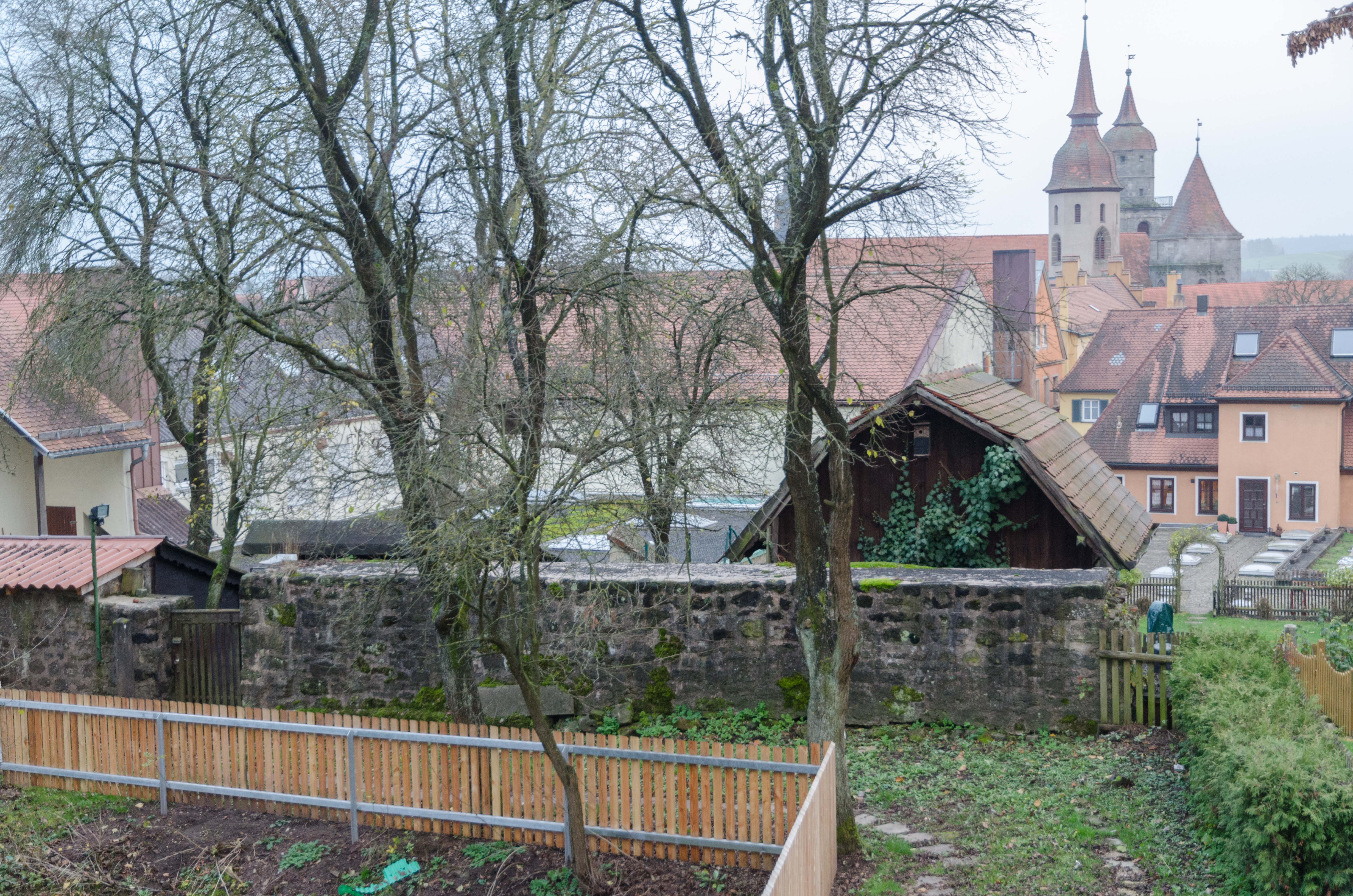
Mauerabschnitt bei Vorderer Spitzenberg 11 weitere Bilder
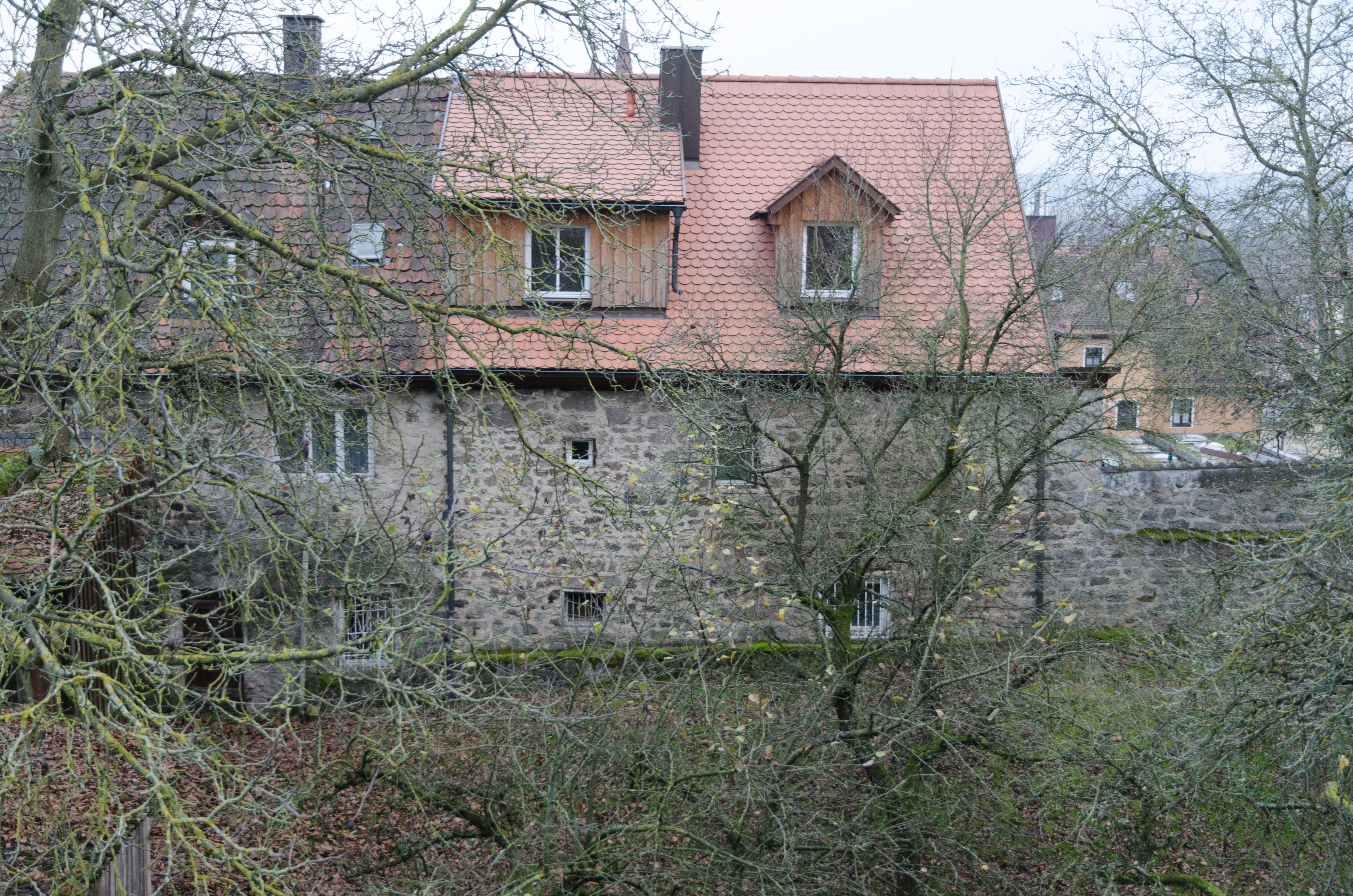
Mauerabschnitt bei Vorderer Spitzenberg 9 und 11 weitere Bilder
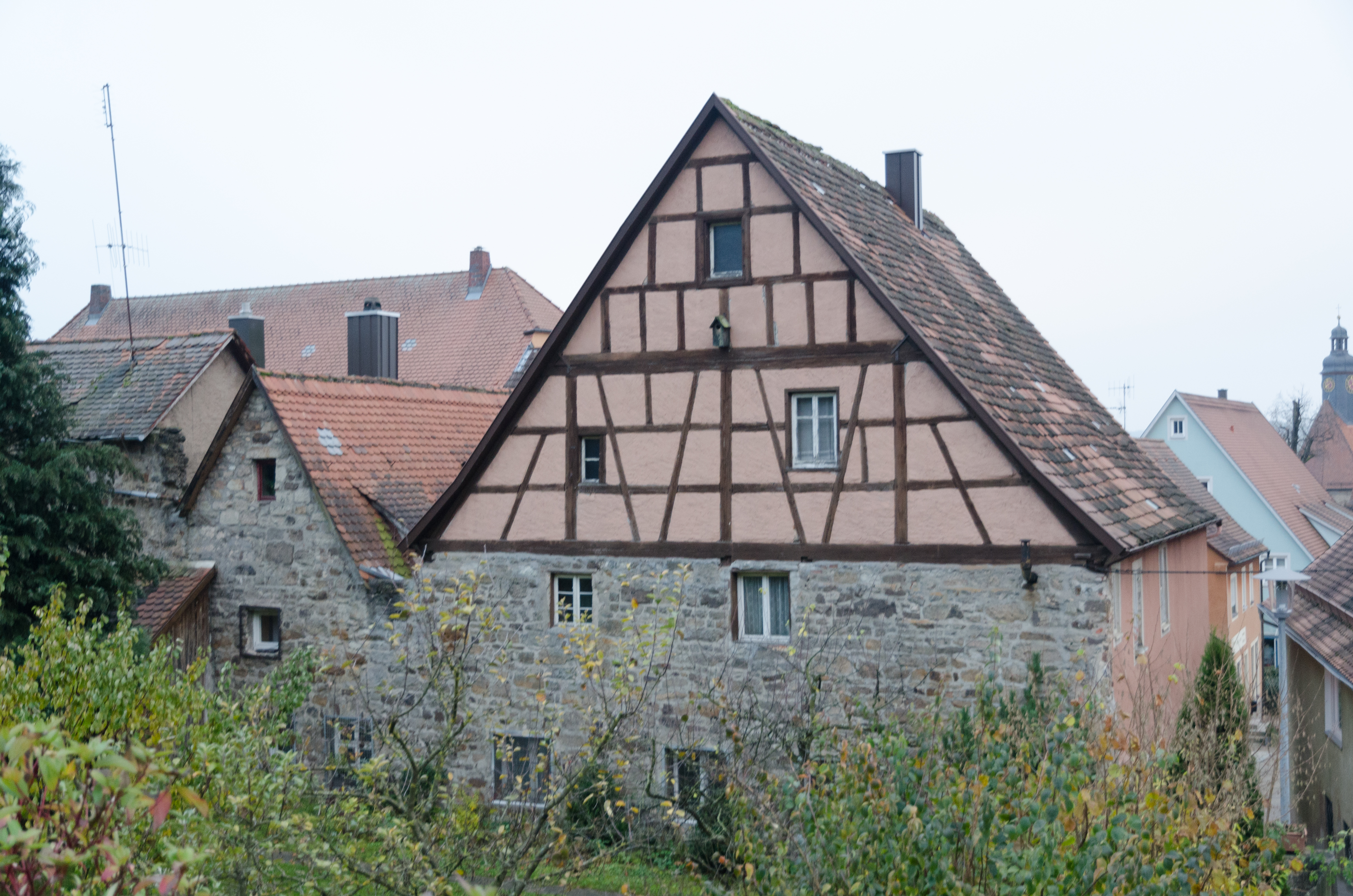
Mauerabschnitt bei Vorderer Spitzenberg 15 und 17 weitere Bilder
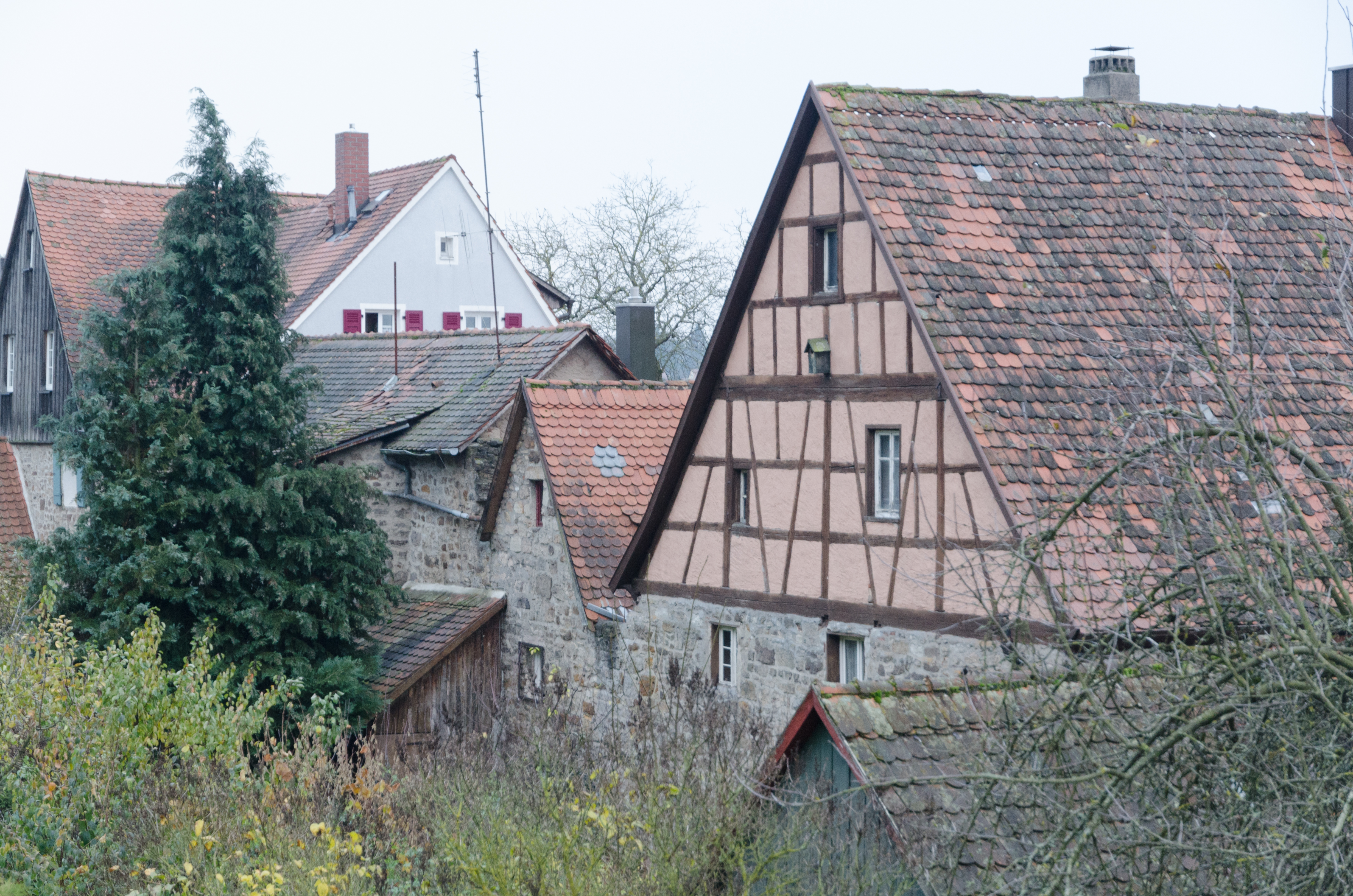
Mauerabschnitt bei Vorderer Spitzenberg 15, 17 und 19 weitere Bilder
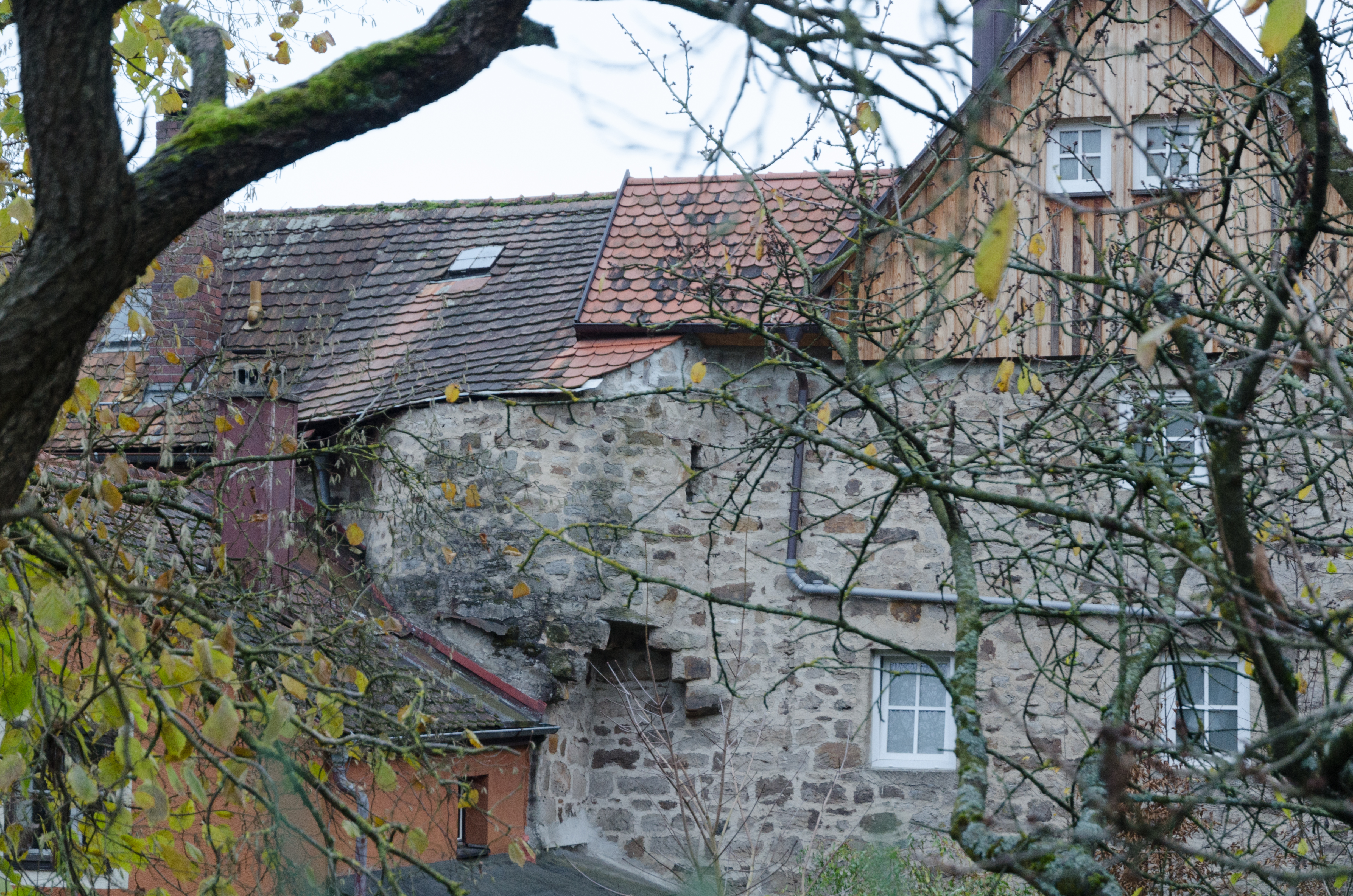
Mauerturm bei Vorderer Spitzenberg 19 weitere Bilder

- Nach einem Durchbruch der Jahnstraße bei Hinterer Spitzenberg 1 (Lage) verläuft die Mauer bis zu einem Durchbruch Hinterer Spitzenberg 3 und 3 a (Lage). In Hinterer Spitzenberg 1 ist im Dachboden ca. acht Meter Wehrgang mit Steinplattenbelag erhalten. (Aktennummer: D-5-71-145-1 und D-5-71-145-42 (Nr. 1))
- Darin befindet sich ein runder Mauerturm (Lage) (Aktennummer: D-5-71-145-1)

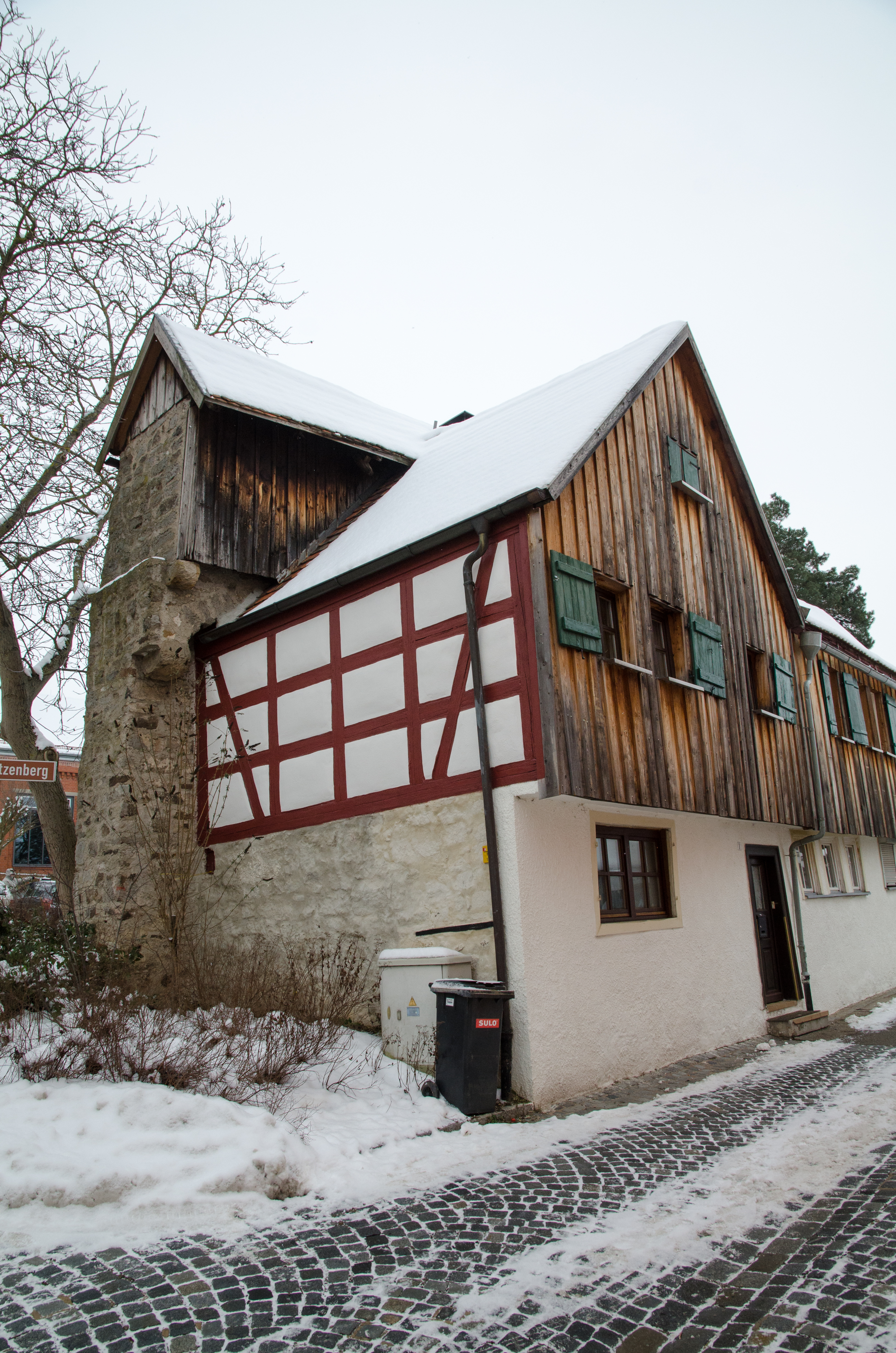
Mauerabschnitt bei Vorderer Spitzenberg 1, Stadtseite weitere Bilder
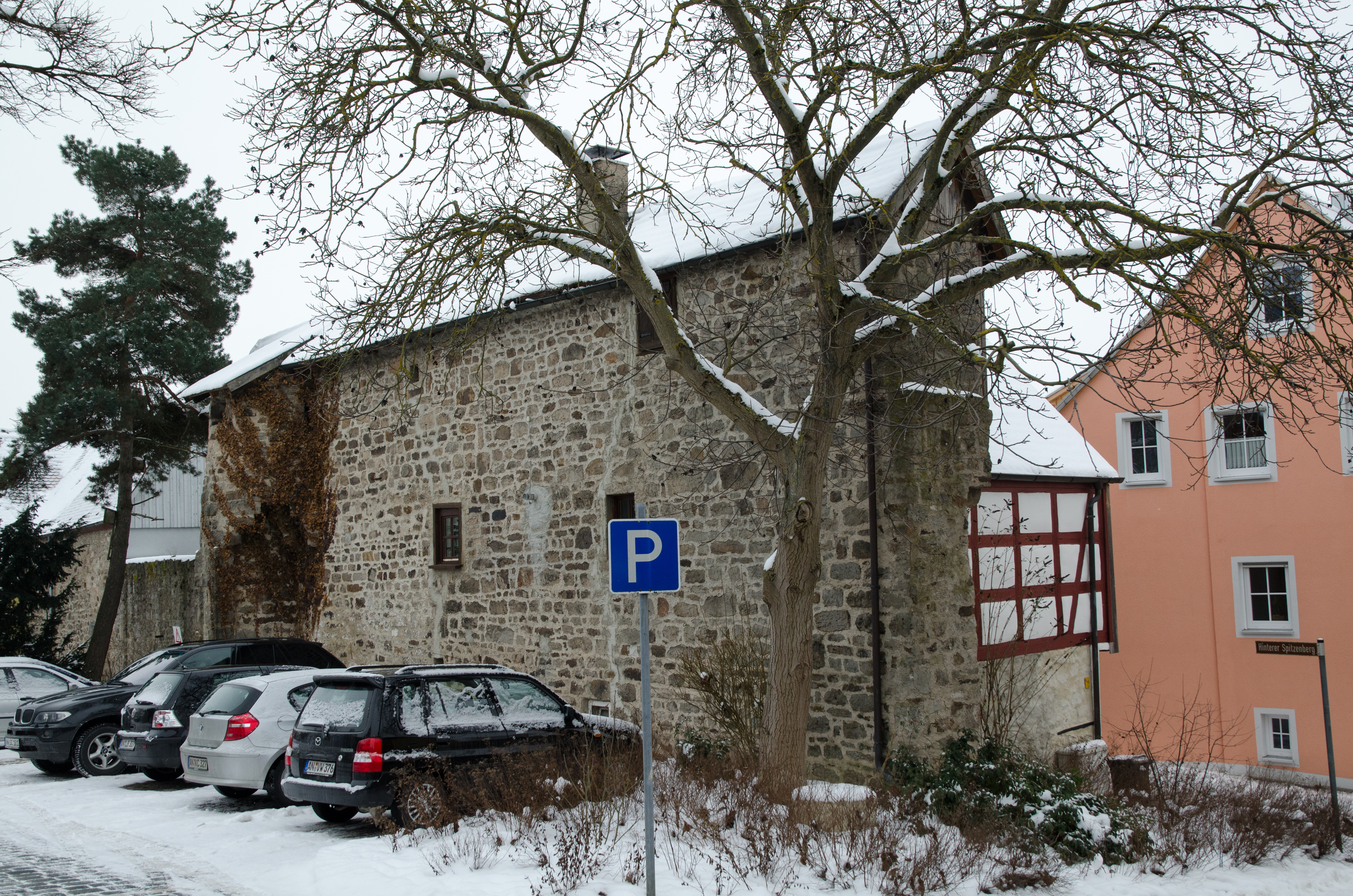
Mauerabschnitt bei Vorderer Spitzenberg 1, Feldseite weitere Bilder
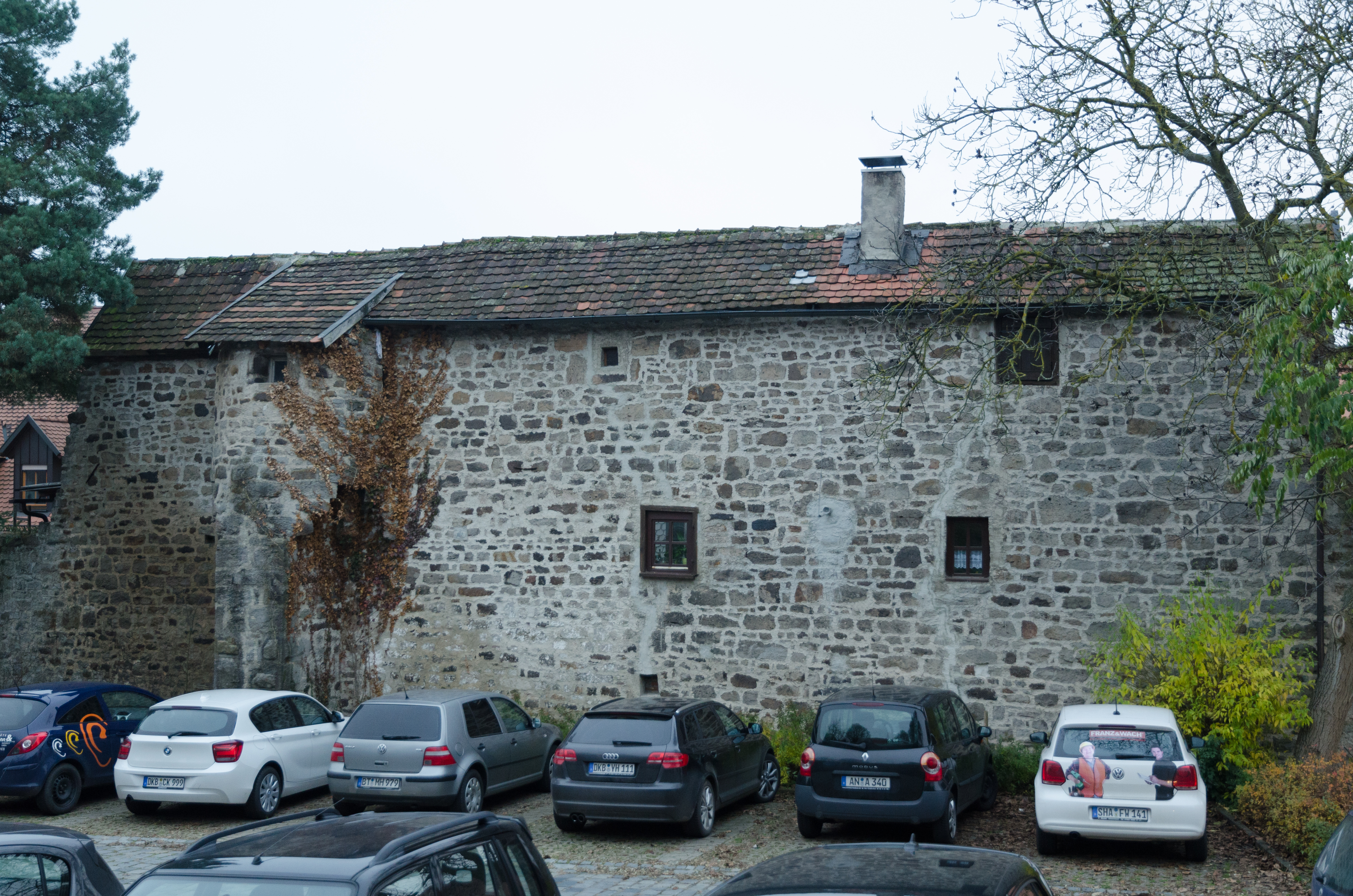
Mauerabschnitt bei Vorderer Spitzenberg 1, Feldseite weitere Bilder
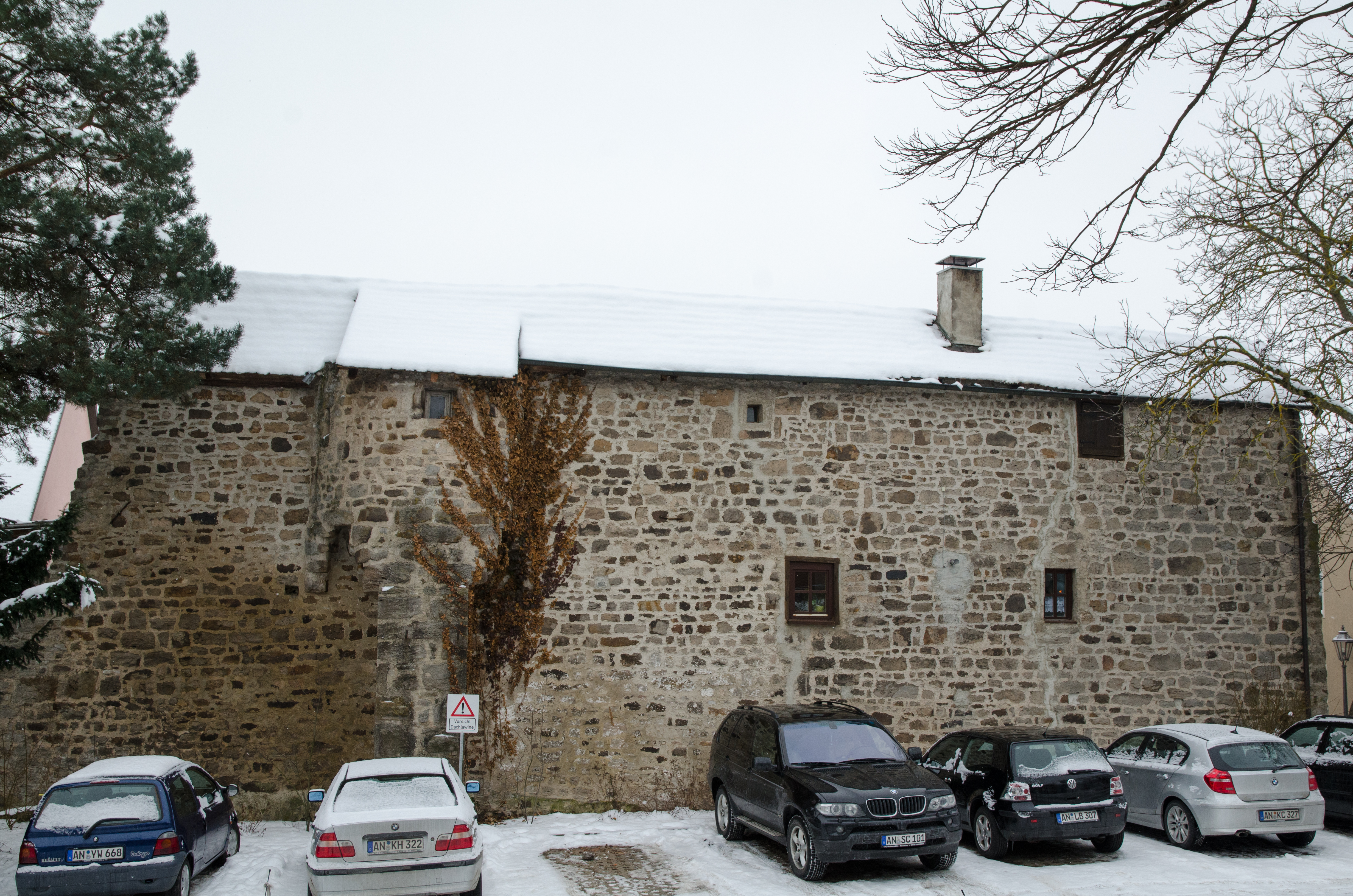
Mauerabschnitt bei Vorderer Spitzenberg 1, Feldseite weitere Bilder
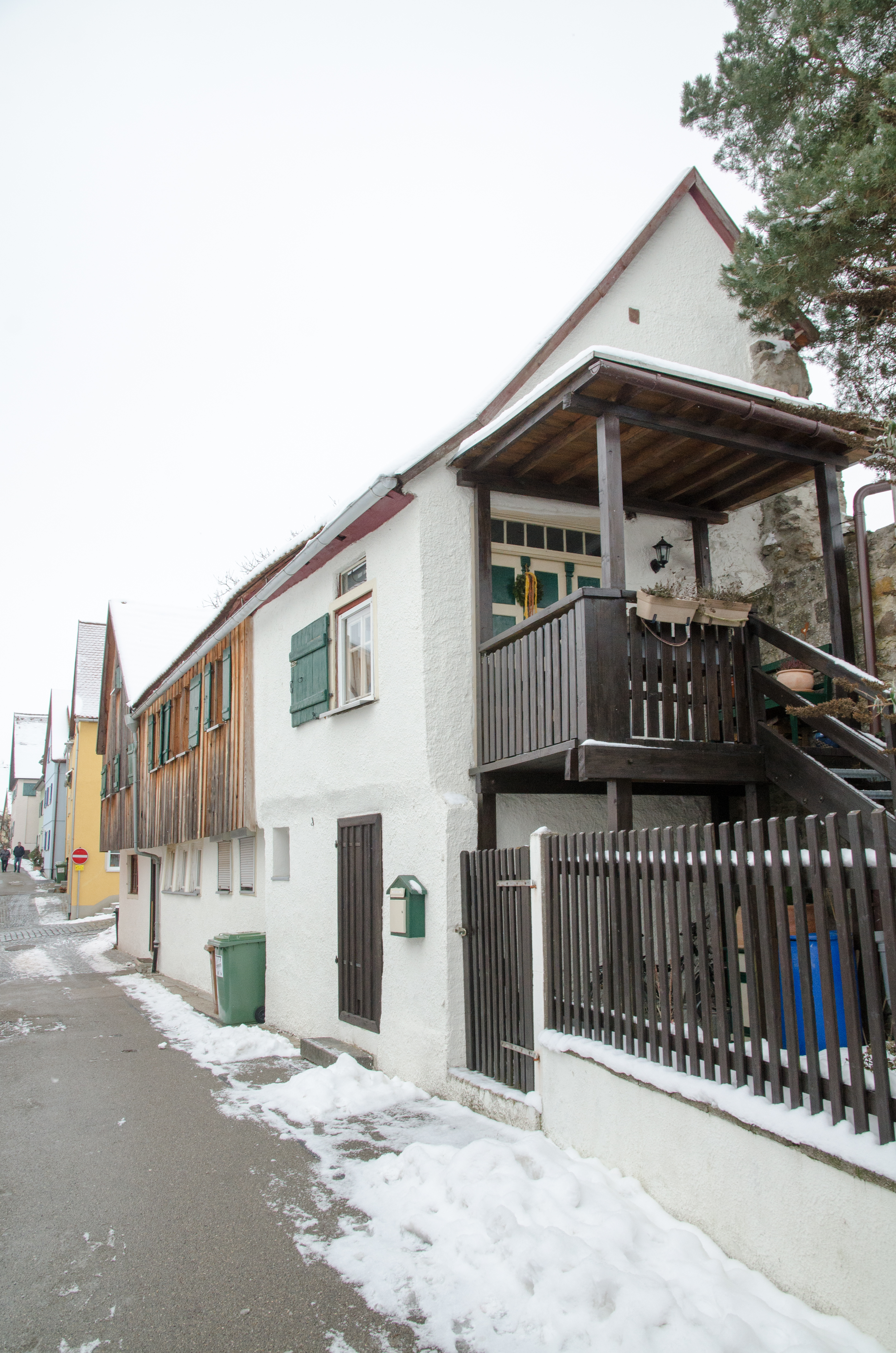
Mauerabschnitt bei Vorderer Spitzenberg 1, Stadtseite weitere Bilder
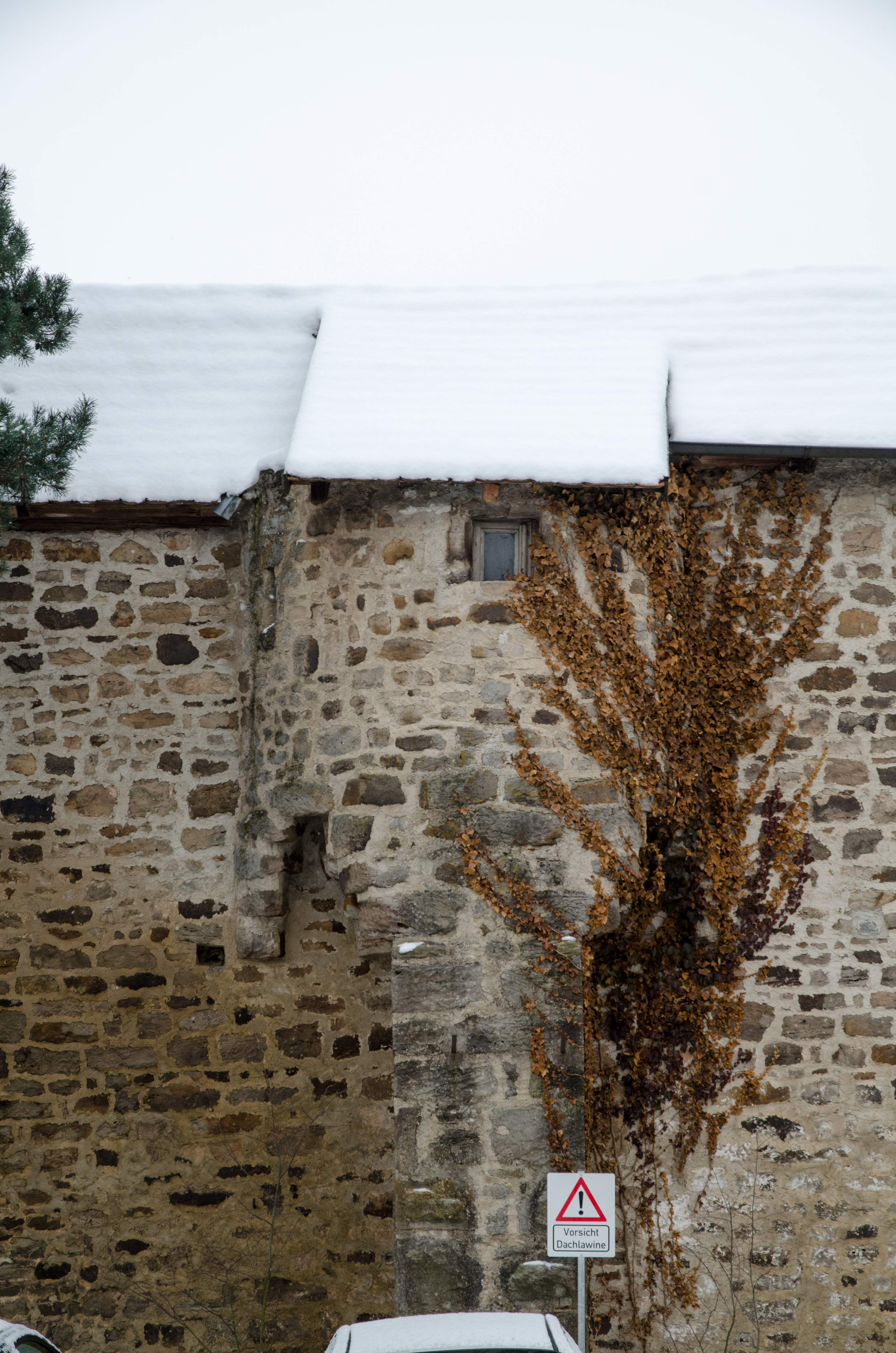
Mauerturm bei Vorderer Spitzenberg 1, Stadtseite weitere Bilder
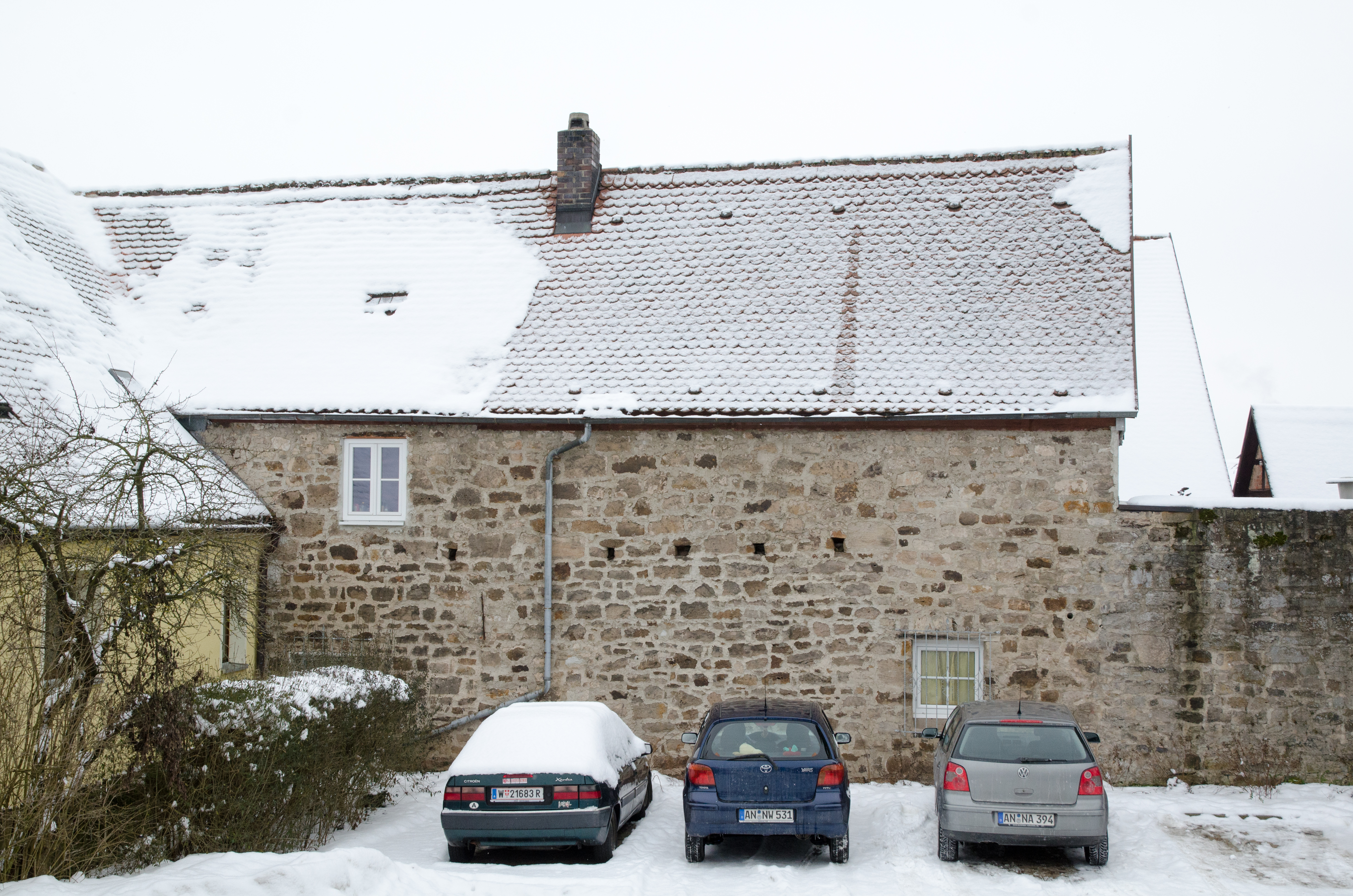
Mauerabschnitt bei Vorderer Spitzenberg 3, Feldseite weitere Bilder

- Bei Hinterer Spitzenberg 5 (Lage) beginnt ein in Häuser verbauter Mauerabschnitt und verläuft über Nr. 7 (Lage), 9 (Lage), 11 (Lage), 13 (Lage), 15 (Lage), 17 (Lage), 19/21 (Lage) um bei Nr. 23 (Lage) zu enden. Das Haus Hinterer Spitzenberg 9 ist an die Innenseite der Stadtmauer angebaut. Wehrgang auf auskragenden Rundbogen im Inneren komplett original erhalten (1970), Dachneigung und Stockwerkshöhe durch Stadtmauer und Wehrgang bestimmt (nur Erdgeschoss in Vollausführung, aufgesetzte Halbgiebel in Fachwerk). Typisches Objekt für die übliche Ausführung dieser Spar-Variante zur Wohnraumbeschaffung: Der Grund und drei Seiten des Gebäudes befinden sich im Besitz des Eigentümers, die Stadtmauer jedoch verbleibt im Eigentum der Stadt und auch in dieser Funktion (der Wehrgang ist durchgehend und in Takt, für das Bauwerk jedoch in der Ausführung bestimmend und zu Verteidigungszwecken weiterhin nutzbar). Dieses Anwesen ist für alle Bauwerke dieser Art an der inneren Stadtmauer bezeichnend. Diese eingeschossigen Bauten wurden bis zum Erreichen ihres heutigen Aussehens oft mehrmals umgebaut, erhöht bzw. erweitert. In der Regel sind keine Keller vorhanden, diese Funktion übernimmt der jeweils geschaffene Raum unter dem Fundamentbogen der Stadtmauer. (Aktennummer: D-5-71-145-1)
- In diesem Mauerzug befindet sich bei Hinterer Spitzenberg 9 (Lage) ein Mauerturmrest, der bis in die Höhe des Wehrganges erhalten ist und teilweise auf die Mauer aufgesetzt wurde. Das stadtaußenseitige Fundament wird gebildet durch einen vorkragenden Pfeiler/Lisene (diese Ausführung entspricht bei den Mauertürmen der Stadtumwallung hier der üblichen Ausführung). Erweiterung durch Kragsteine bis zur benötigen Baubreite aus der Mauer und gegenläufig aus dem Pfeiler/Lisene, die Zwickel zwischen den Kragsteinen sind mit Bruchstein verfüllt, hier dreieckige Ausführung. Zwei Scharten links und rechts der äußeren Achse erhalten, wahrscheinlich später erweitert. Eck- und Kragsteine in großen Hausteinen ausgeführt, Rest in Bruchstein, wie der gesamte Bauabschnitt. Am Fuß der Wehranlage sind die üblichen Scheitel der Bogenfundamente der anschließenden Mauer sichtbar, die sich unter dem Wehrturmrest beidseitig zu treffen scheinen und eine massivere Ausführung des tiefer liegenden Sockels/Fundamentpfeilers, als in den Mauerabschnitten ohne eingebundenen Turm üblich, vermuten lassen. Der ursprünglich vorgelagerte Spitz-Graben (zwei bis vier Meter Tiefe) ist verfüllt und in eine Gartenanlage/ehemalige Streuobstwiese umgewandelt, wodurch die Sicht auf diesen Mauerabschnitt von Bebauung frei blieb. Der erhaltene Bauzustand ist in Ausführung und Material original und in der Ausführung immer noch lotrecht (seit Jahrhunderten). Die Kosten für einen dieser Türme übernahm laut Überlieferung jeweils ein Chorherr des Stiftes. (Aktennummer: D-5-71-145-1)
- Ein weiterer Mauerturm befindet sich bei Hinterer Spitzenberg 13 (Lage). (Aktennummer: D-5-71-145-1)
- Im Folgenden ist zwischen dem Durchbruch an der Museumsstraße und der Spitalstraße in der südlichen Gebäudeseite von Am Spittel 6 (Lage) und 4 ein Mauerzug verbaut, gefolgt von einem kurzen freistenden Abschnitt bis zum Gebäude Am Spittel 2 (Lage). (Aktennummer: D-5-71-145-1)
- In den Gebäuden Spitalstraße 15 und 17 (Lage) sind Reste des Mauerzugs verbaut. (Aktennummer: D-5-71-145-94 und D-5-71-145-95)

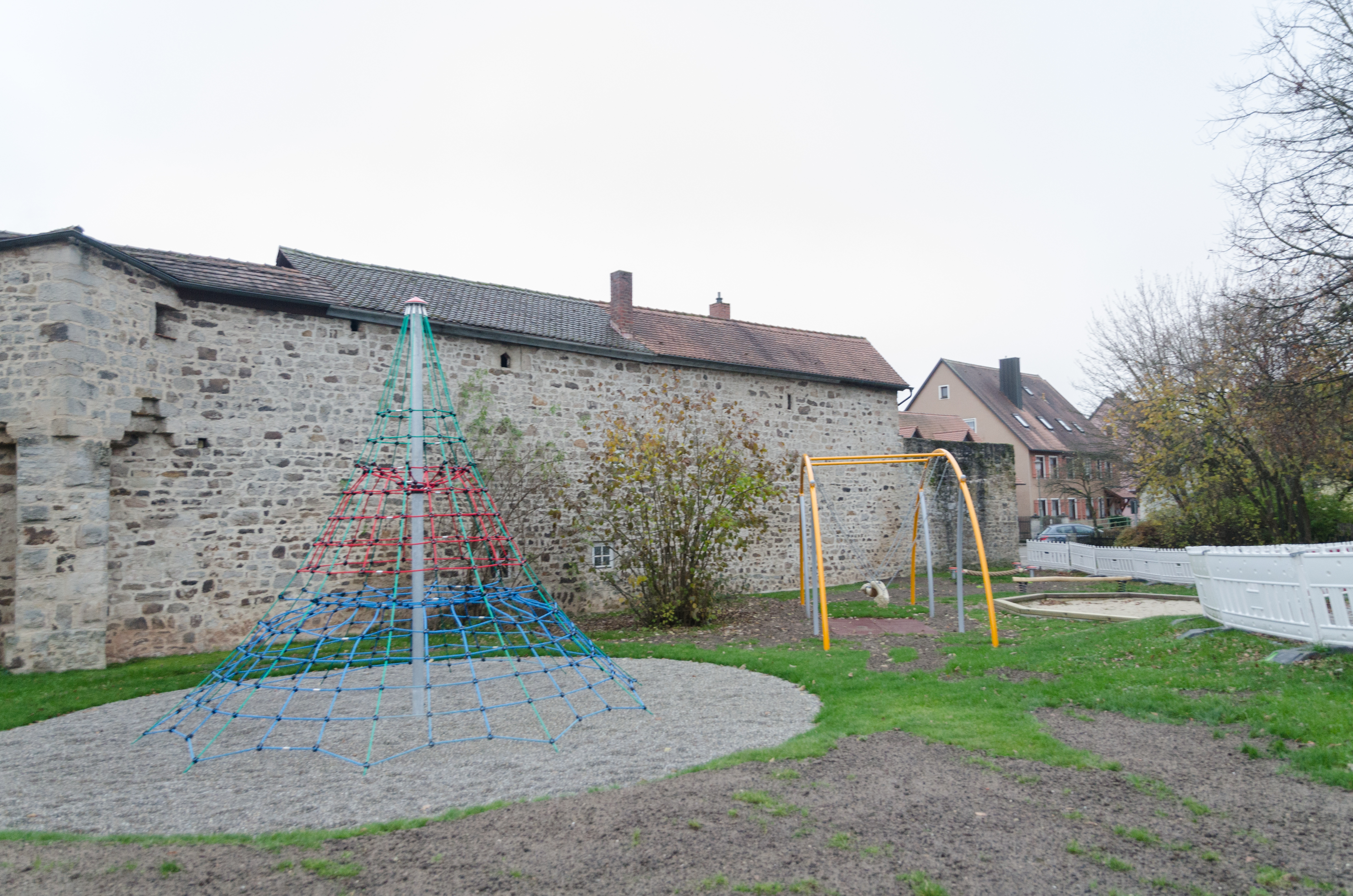
Mauerabschnitt bei Hinterer Spitzenberg 7, 5, Feldseite weitere Bilder
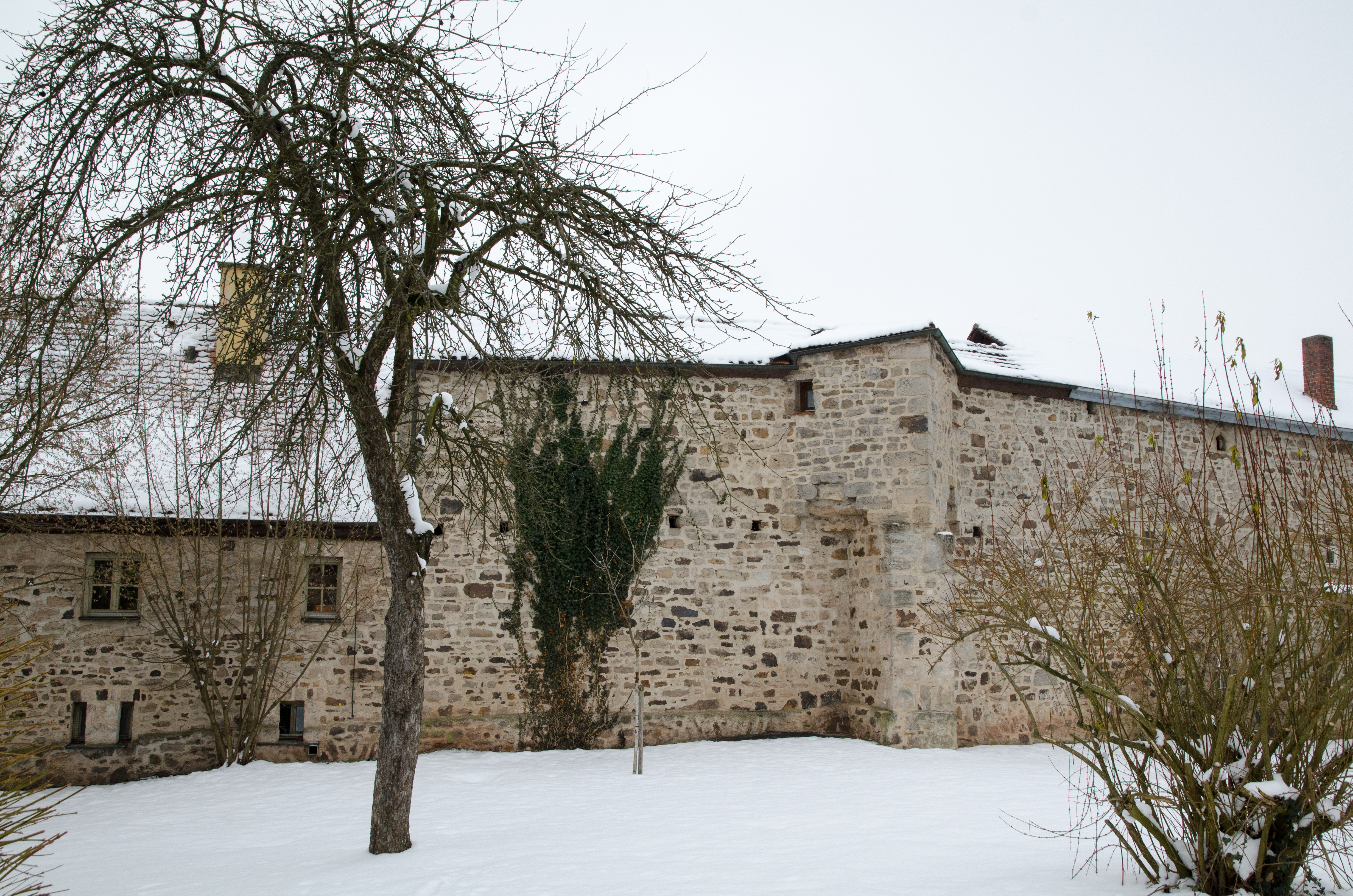
Mauerabschnitt bei Hinterer Spitzenberg 11, 9, 7, Feldseite weitere Bilder
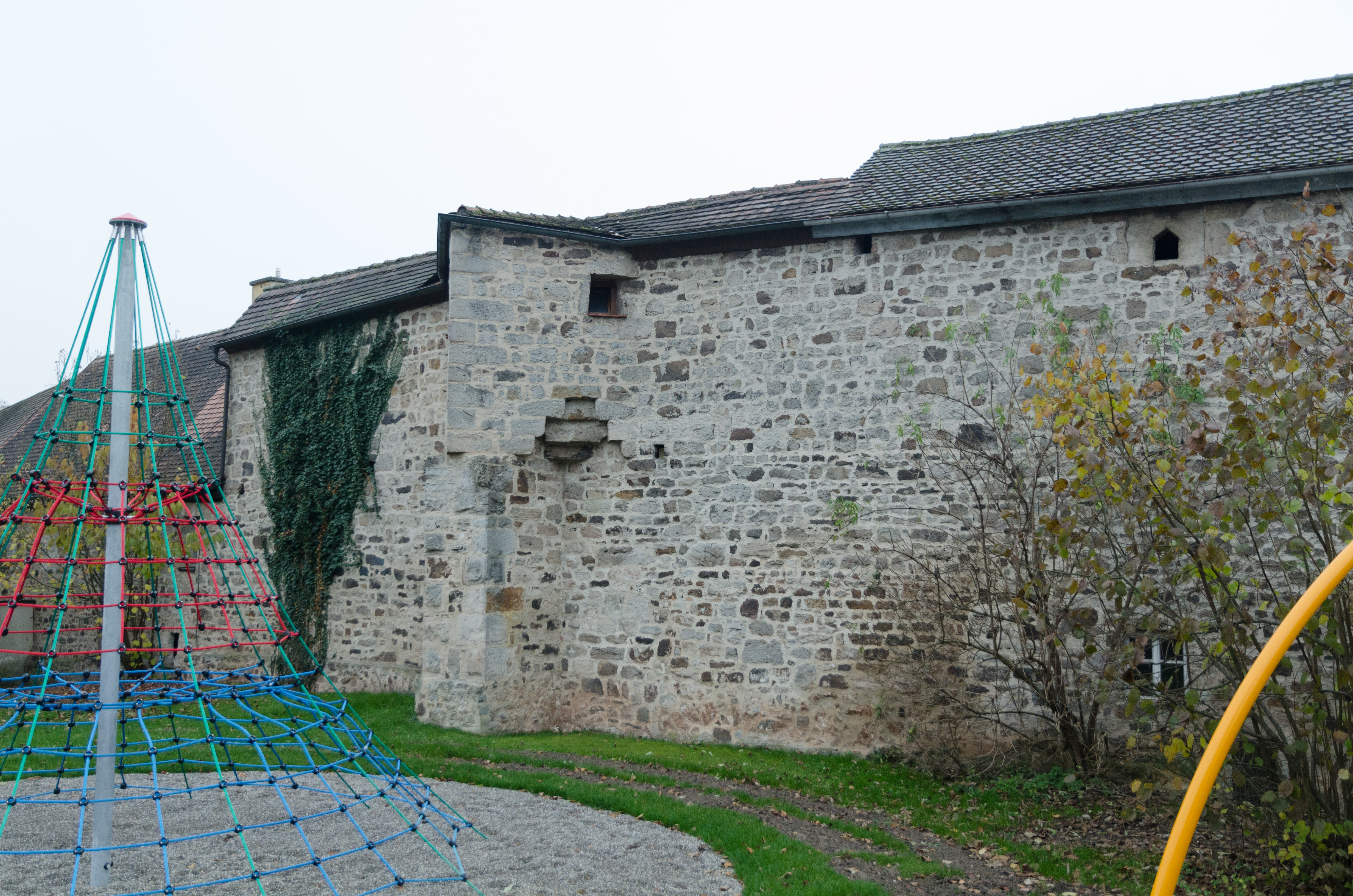
Mauerabschnitt bei Hinterer Spitzenberg 9, Feldseite weitere Bilder
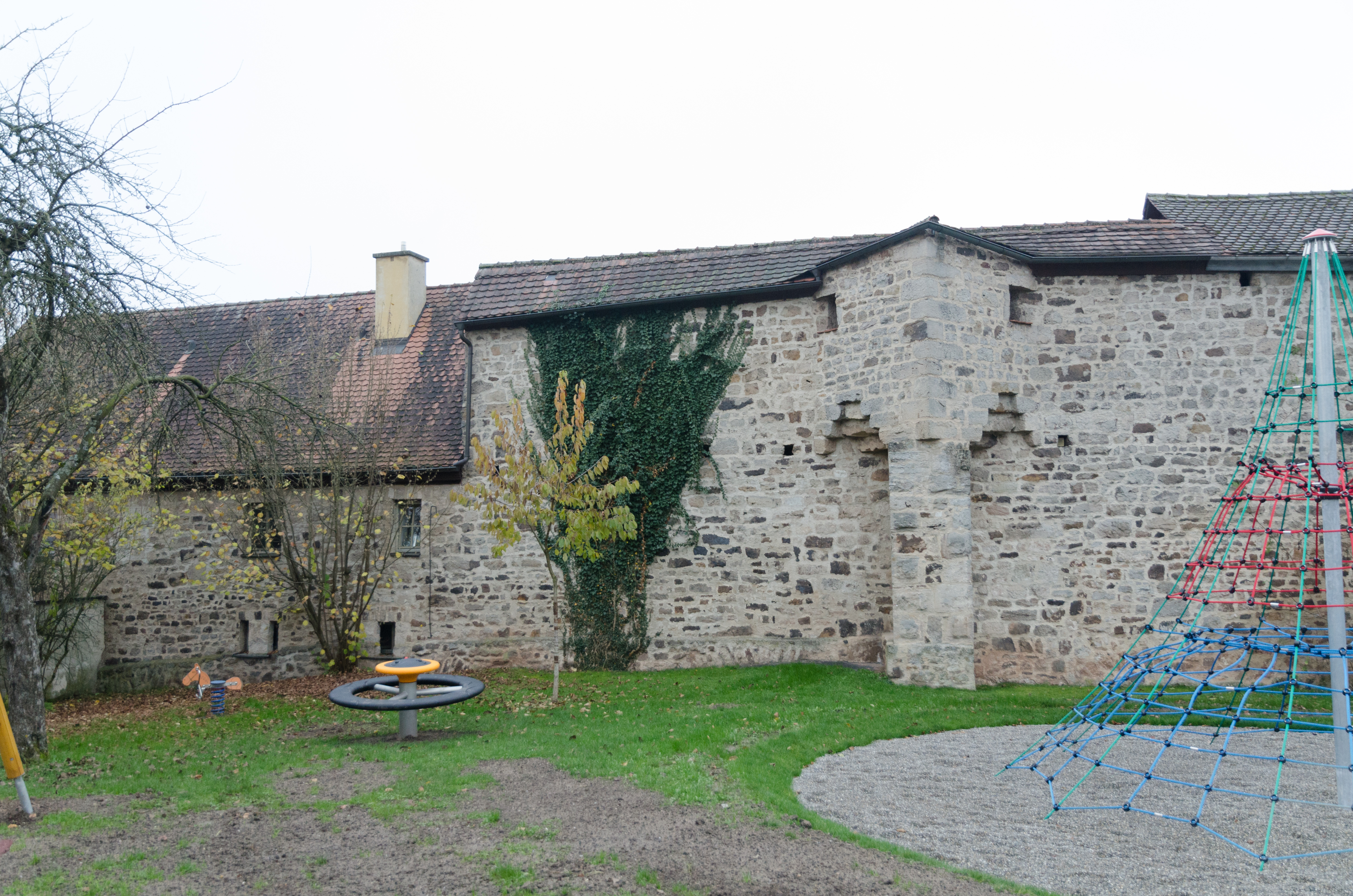
Mauerabschnitt mit Mauerturm bei Hinterer Spitzenberg 9, Feldseite weitere Bilder
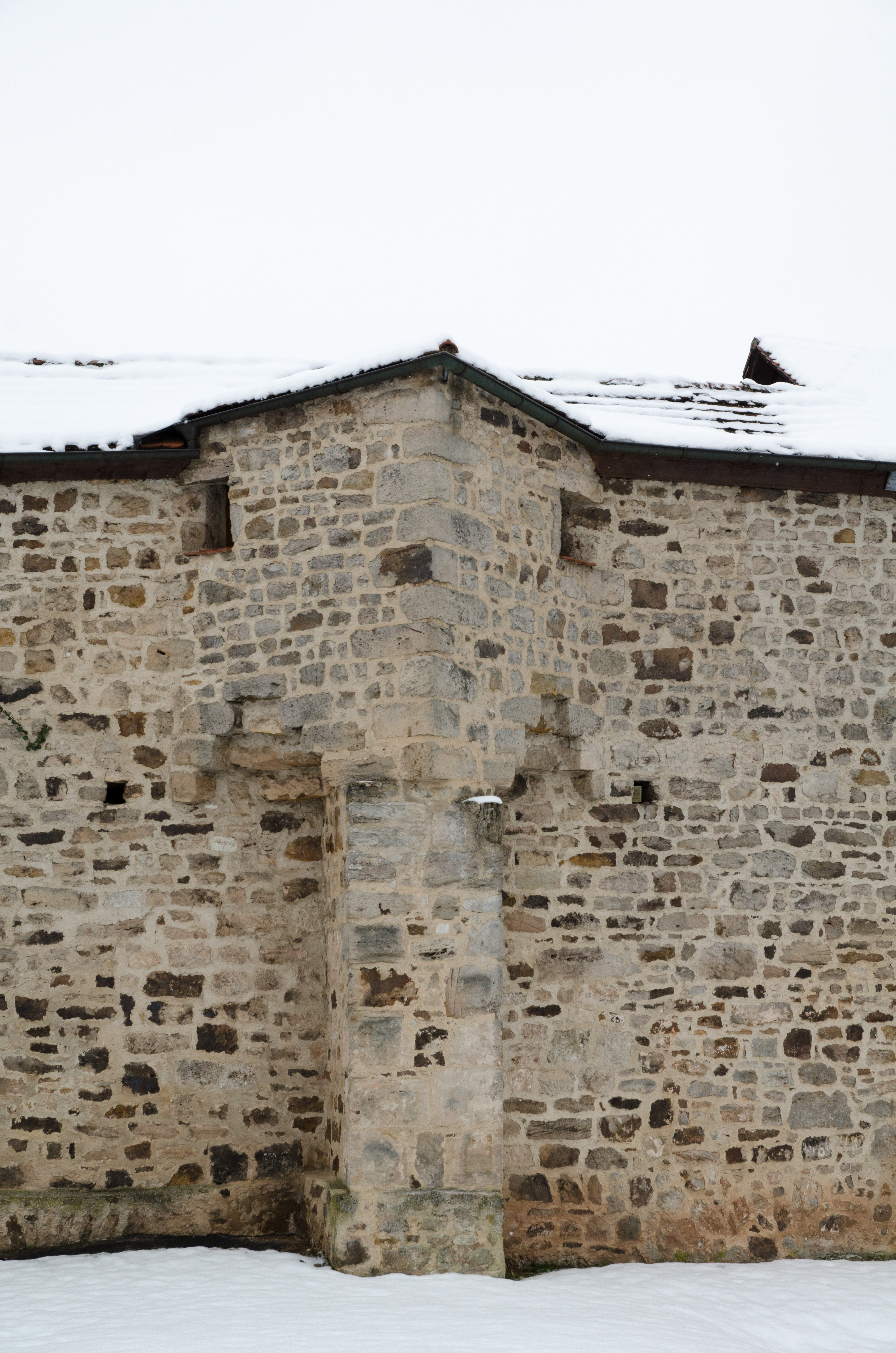
Mauerturm bei Hinterer Spitzenberg 9, Feldseite weitere Bilder
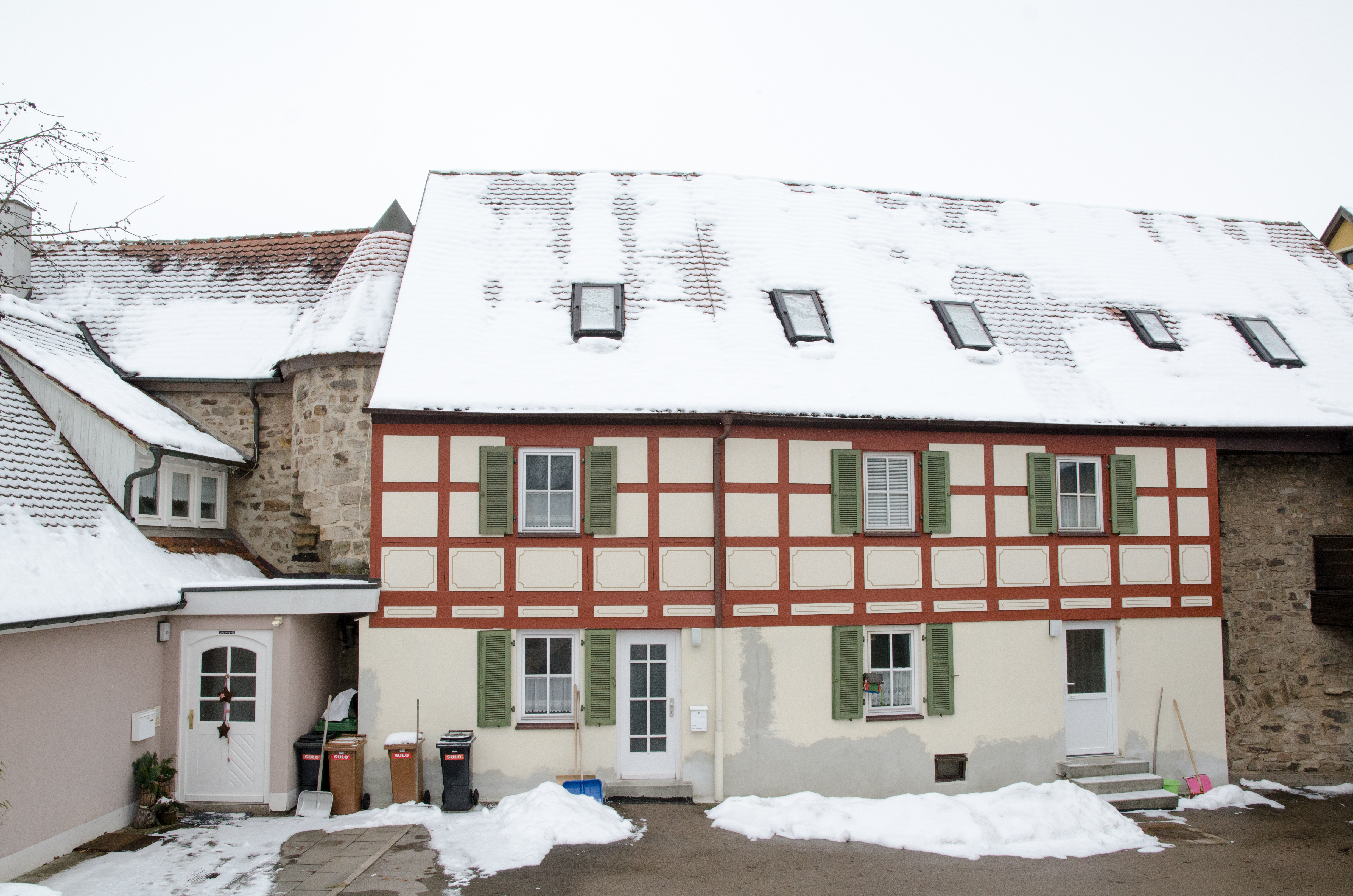
Mauerabschnitt bei Hinterer Spitzenberg 13, Feldseite weitere Bilder
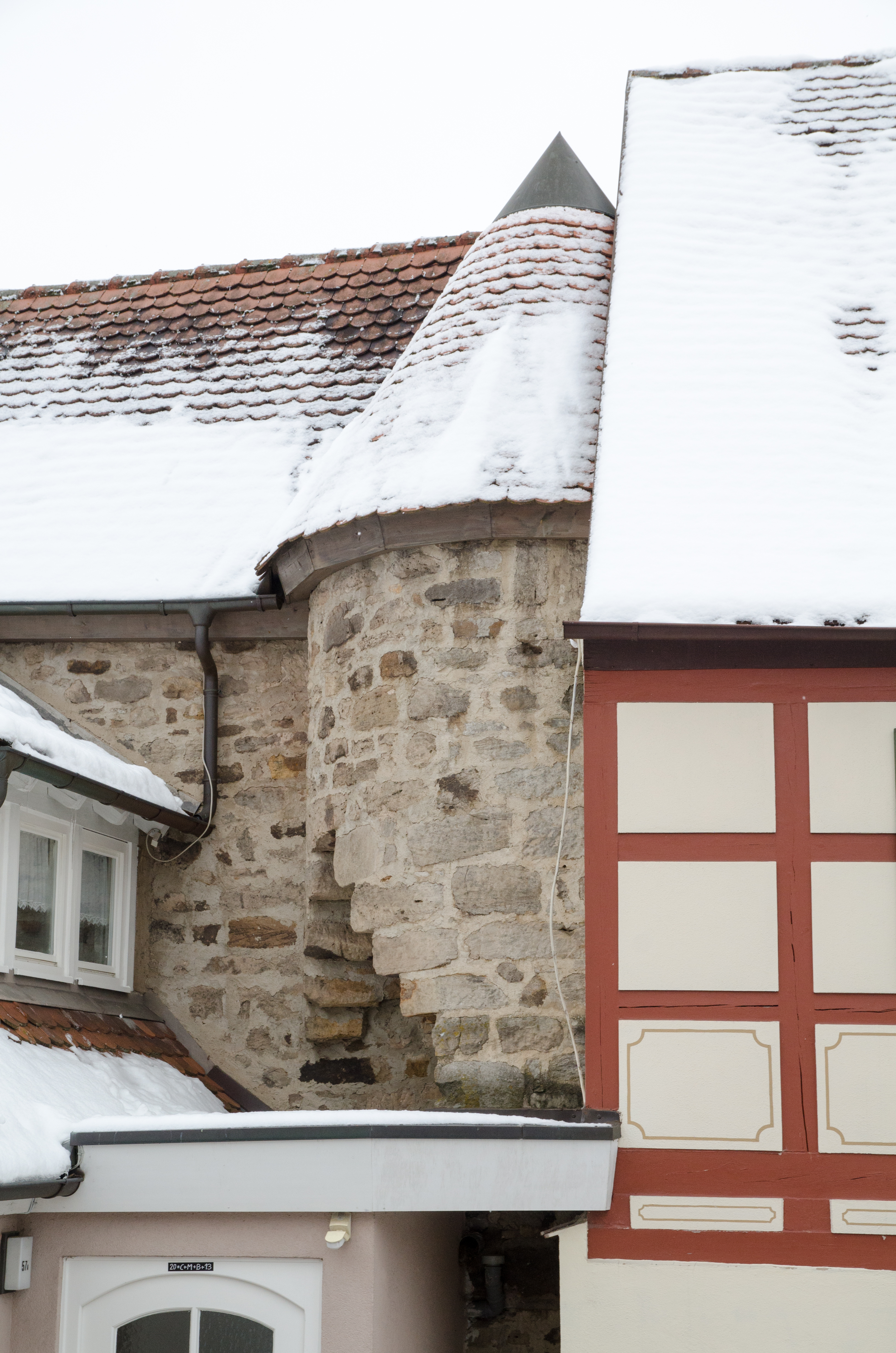
Mauerturm bei Hinterer Spitzenberg 13, Feldseite weitere Bilder
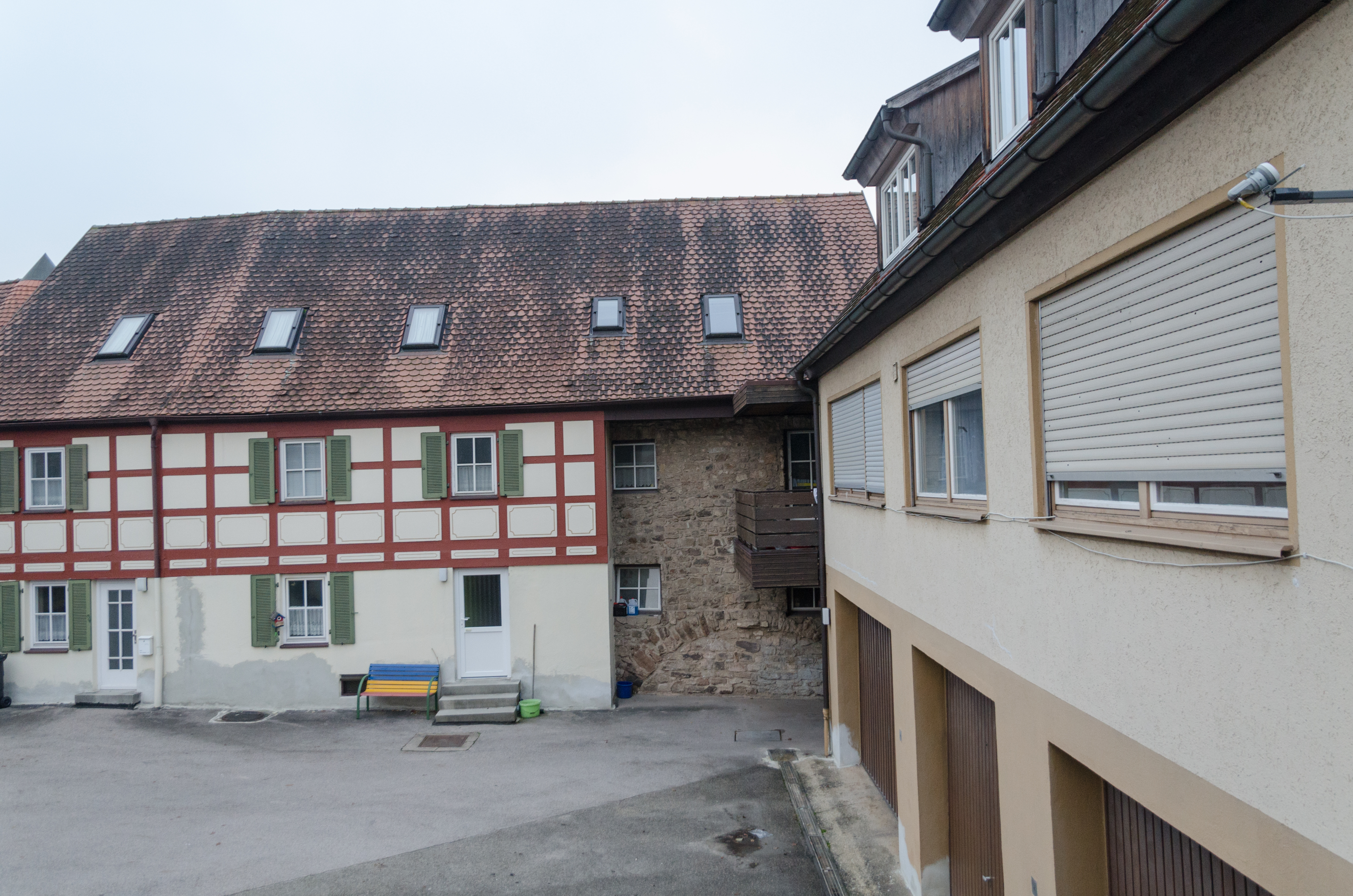
Mauerabschnitt bei Hinterer Spitzenberg 13, Stadtseite weitere Bilder
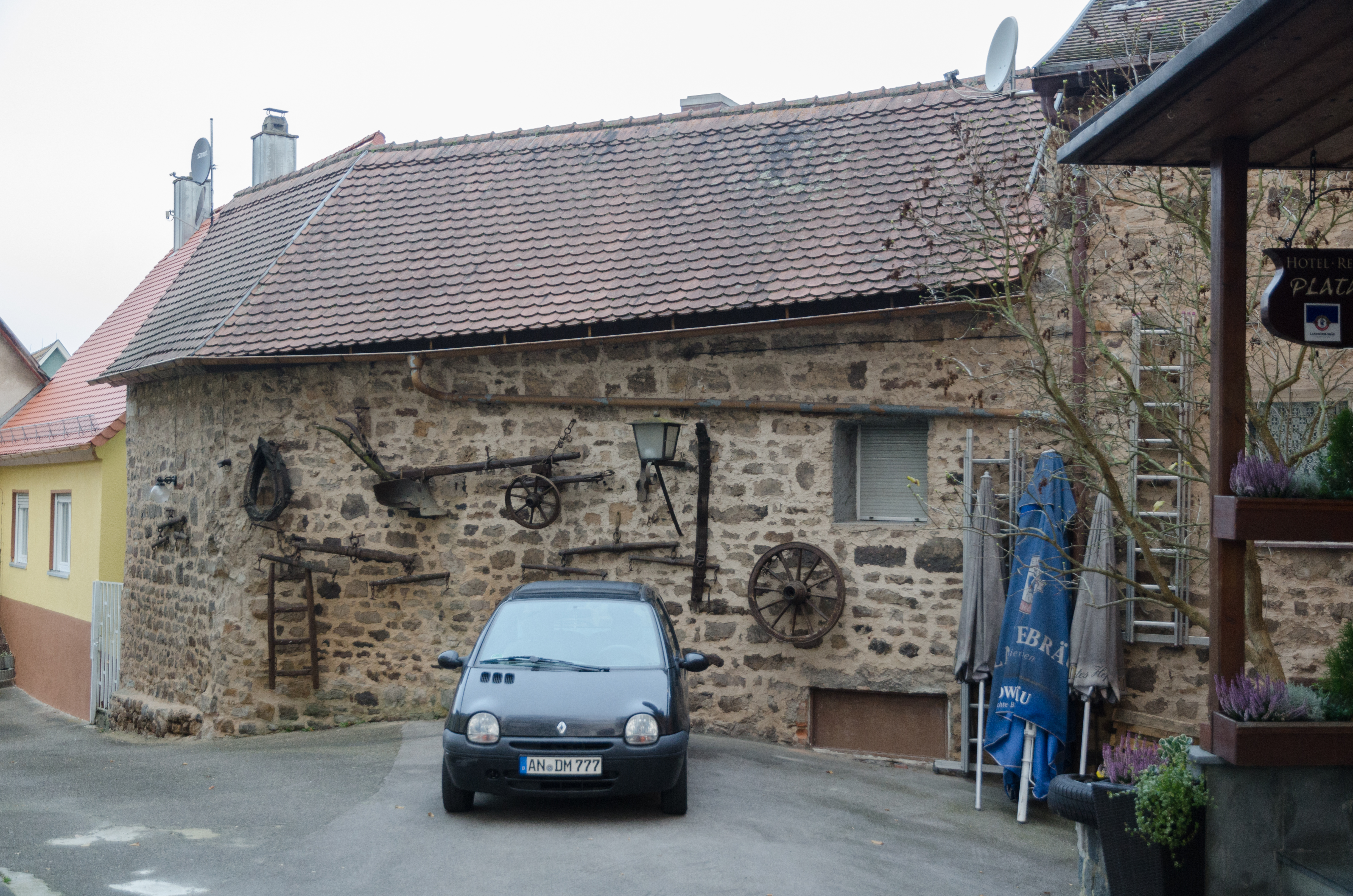
Mauerabschnitt bei Hinterer Spitzenberg 23, 21 weitere Bilder
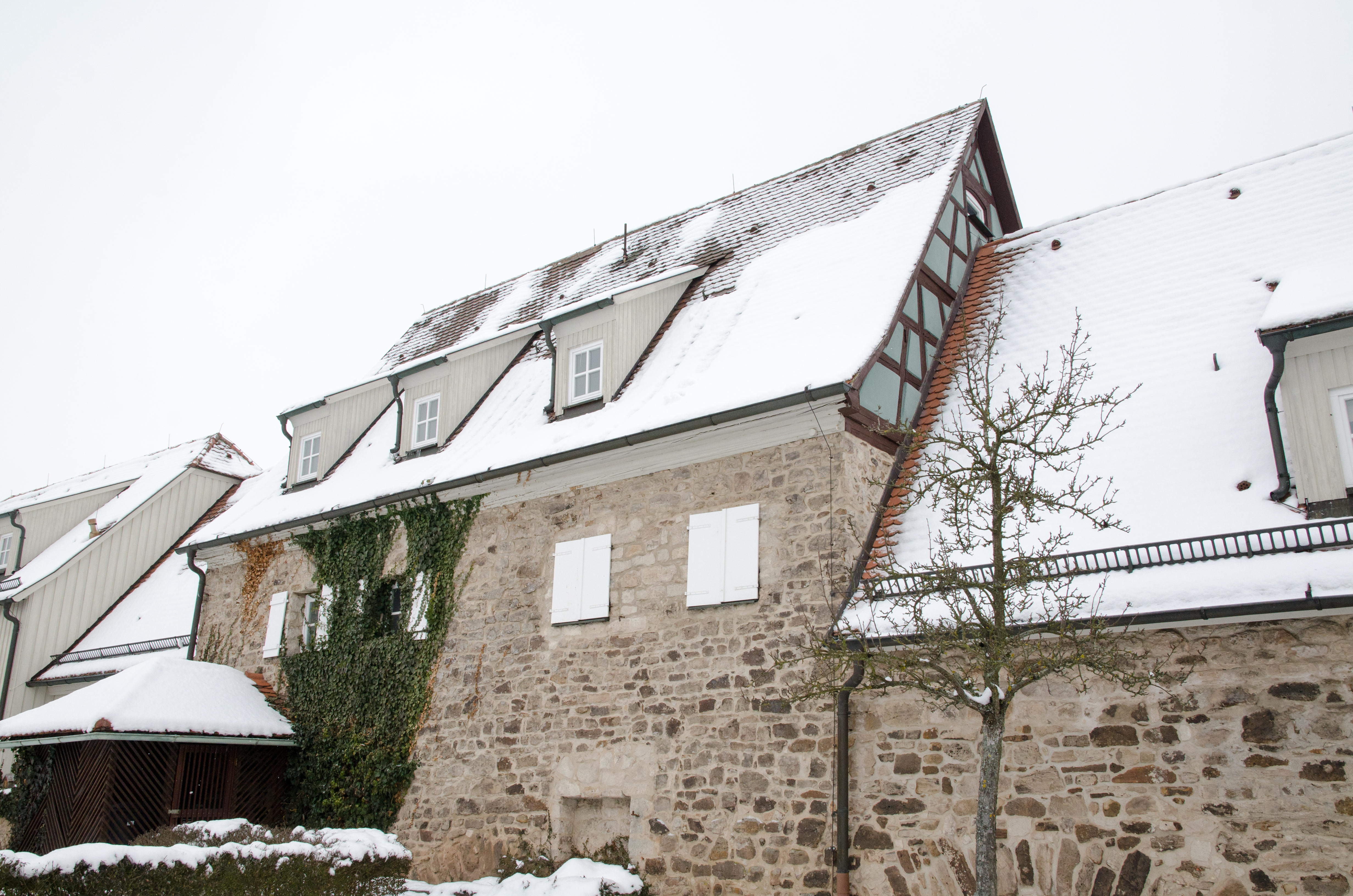
Mauerabschnitt bei Am Spittel 4, 6 weitere Bilder
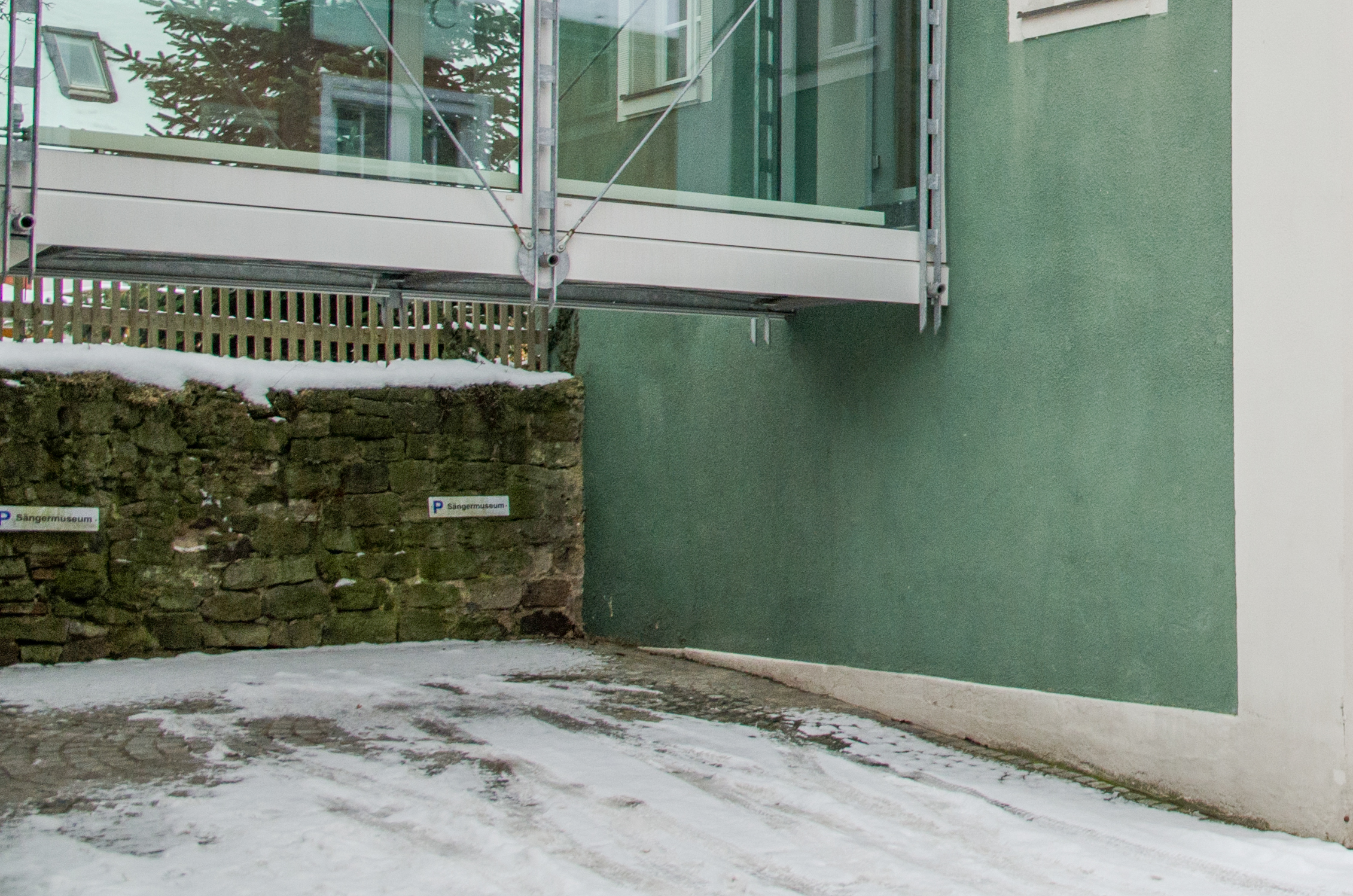
Mauerabschnitt zwischen Am Spittel 4 und 2 weitere Bilder

Der zweite Abschnitt der Stadtbefestigung reicht vom abgangenen Spitaltor in der Spitalstraße bis zum ehemaligen Unteren Tor in der Unteren Torstraße. Er enthält einen Mauerturm. Der innere Mauerweg ist auf größeren Strecken unverbaut (bei Hirtengasse 20, 18, 16, 14, 10, 8, 6, 4, 2, Ringstraße 15). Auf der Feldseite der Stadtmauer befindet sich der Grabenbereich. Er ist zugeschüttet, teilweise bebaut und wird größtenteils als Gärten genützt.
- Freistehender Mauerabschnitt bei Hirtengasse 20 (Aktennummer: D-5-71-145-1)
- In Häusern verbauter Mauerabschnitt bei Hirtengasse 18 (Lage), 16 (Lage), 14 a (Lage), 14 b (Lage).
- Mauerturm (Lage) bei Hirtengasse 16. (Aktennummer: D-5-71-145-1)
- Kurzer freistehender Mauerabschnitt westlich von Hirtengasse Nr. 6 (Lage)
- Längerer Mauerabschnitt an der Westseite der Hirtengasse beginnend südlich der Gerbergasse (Lage) über Ringstraße 15 (Lage)  und endend im Gebäude Untere Torstraße 23 (Lage) (Aktennummer: D-5-71-145-1)

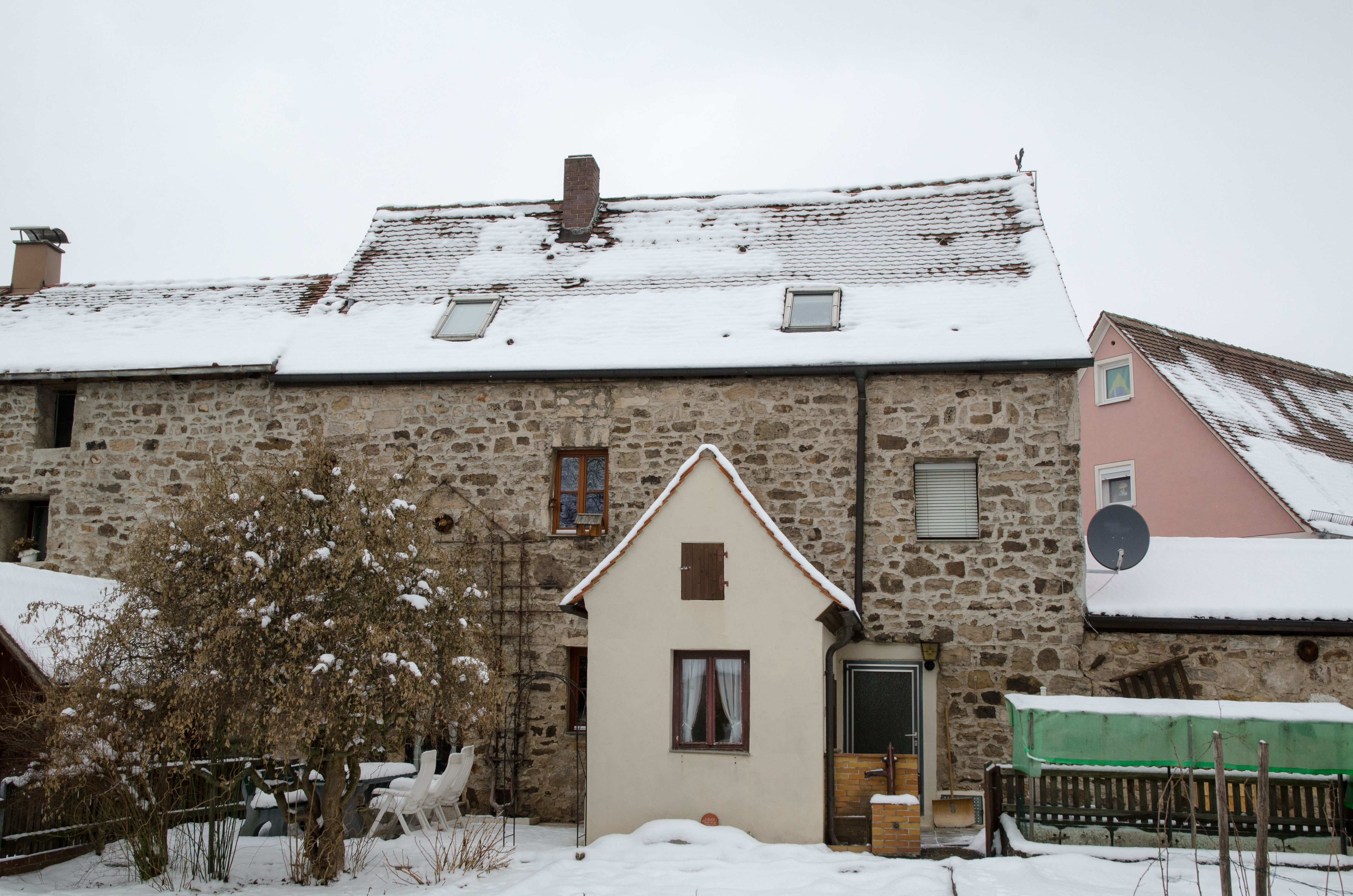
Mauerabschnitt bei Hirtengasse 18, Feldseite weitere Bilder
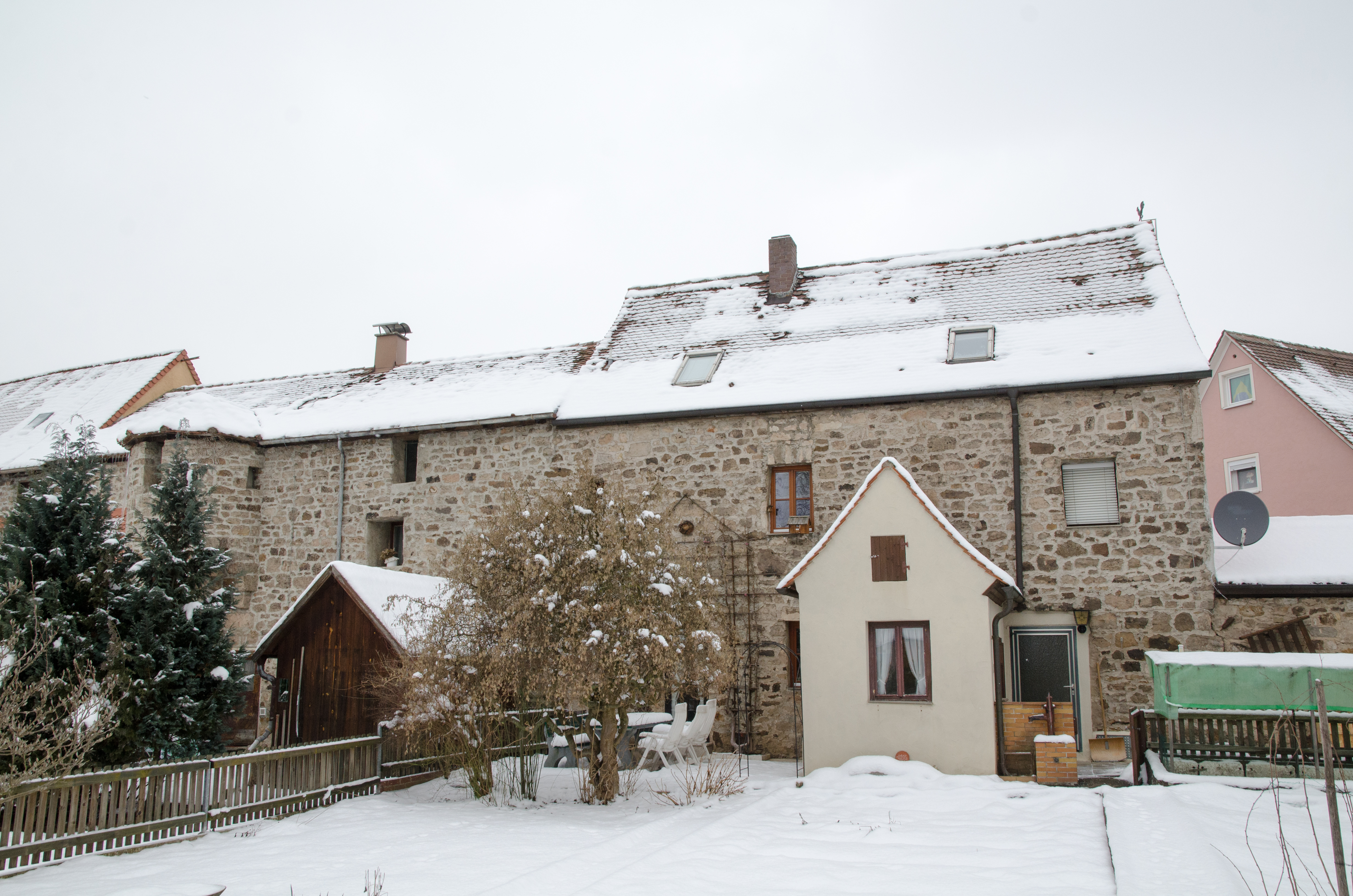
Mauerabschnitt bei Hirtengasse 16 und 18, Feldseite weitere Bilder
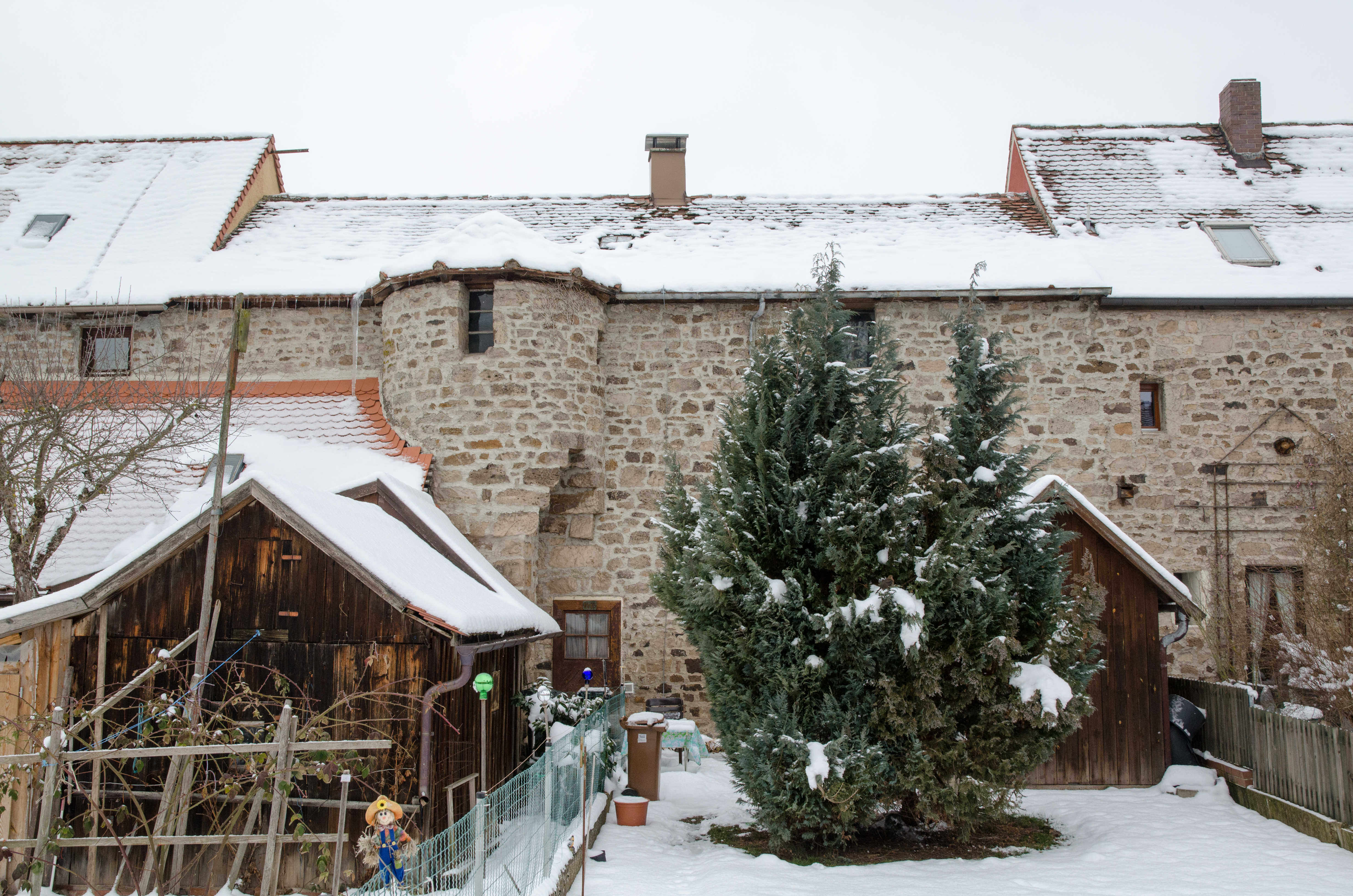
Mauerabschnitt bei Hirtengasse 16, Feldseite weitere Bilder
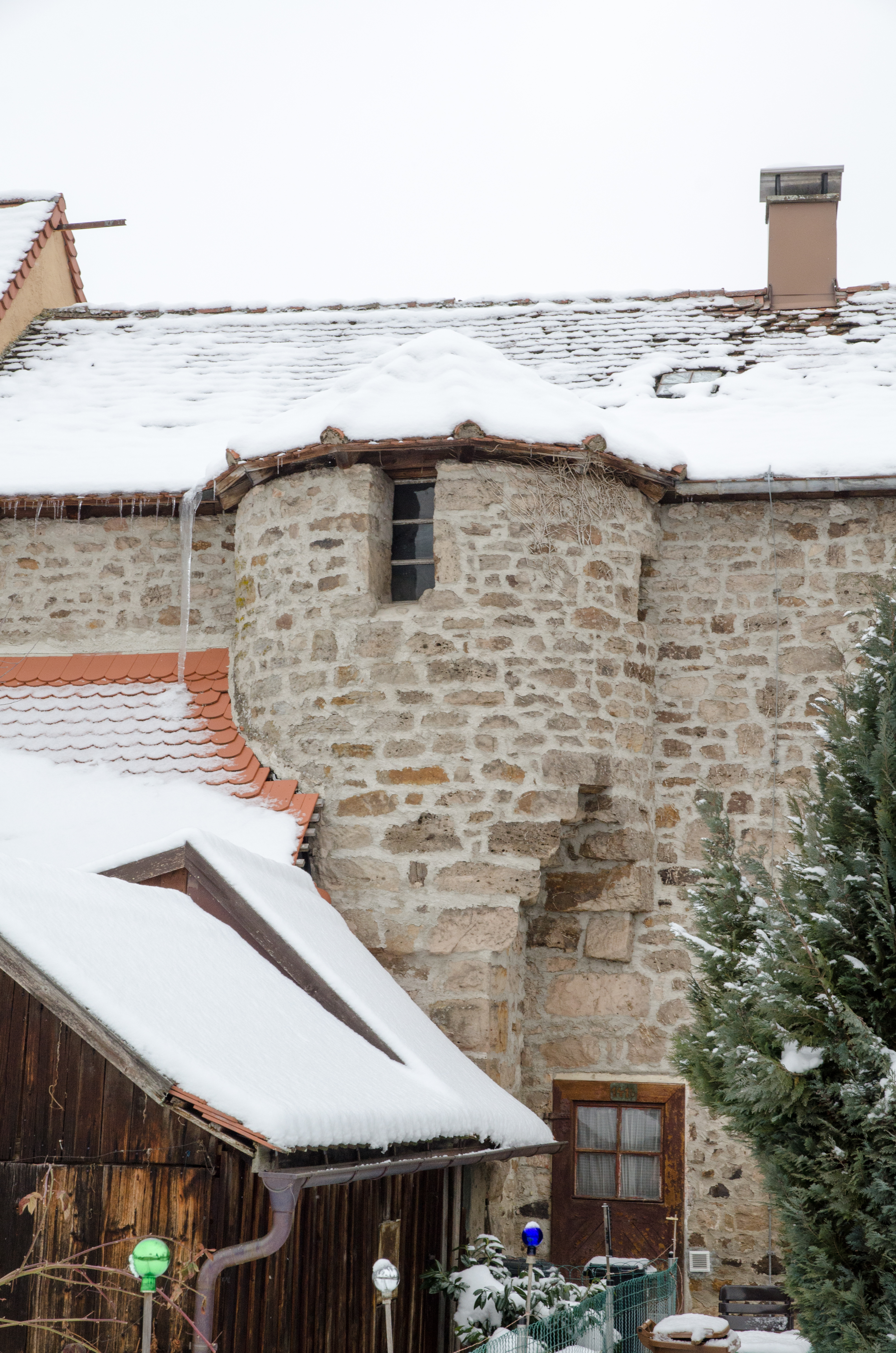
Mauerturm bei Hirtengasse 16, Feldseite weitere Bilder
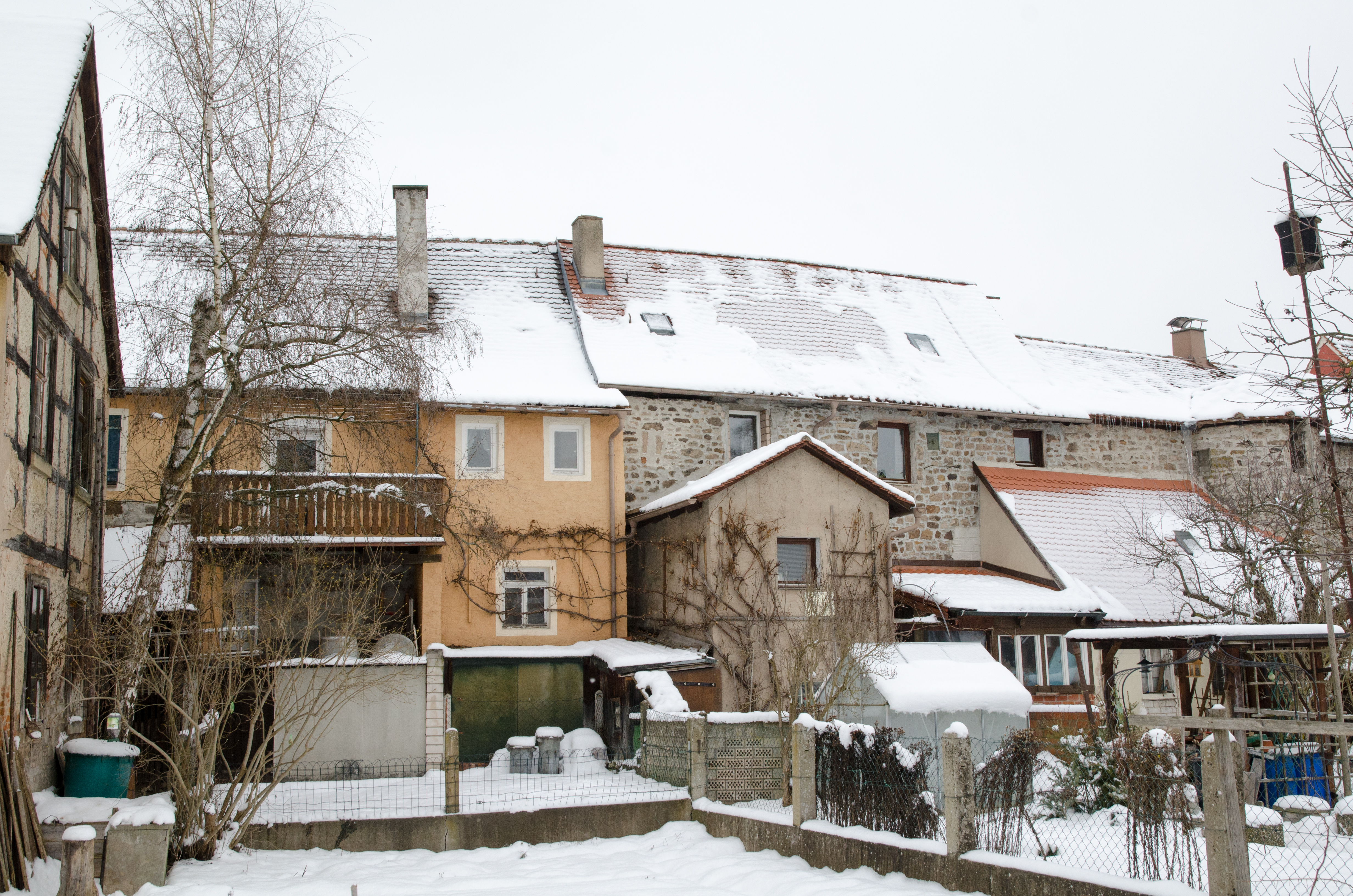
Mauerabschnitt bei Hirtengasse 14a und b, Feldseite weitere Bilder
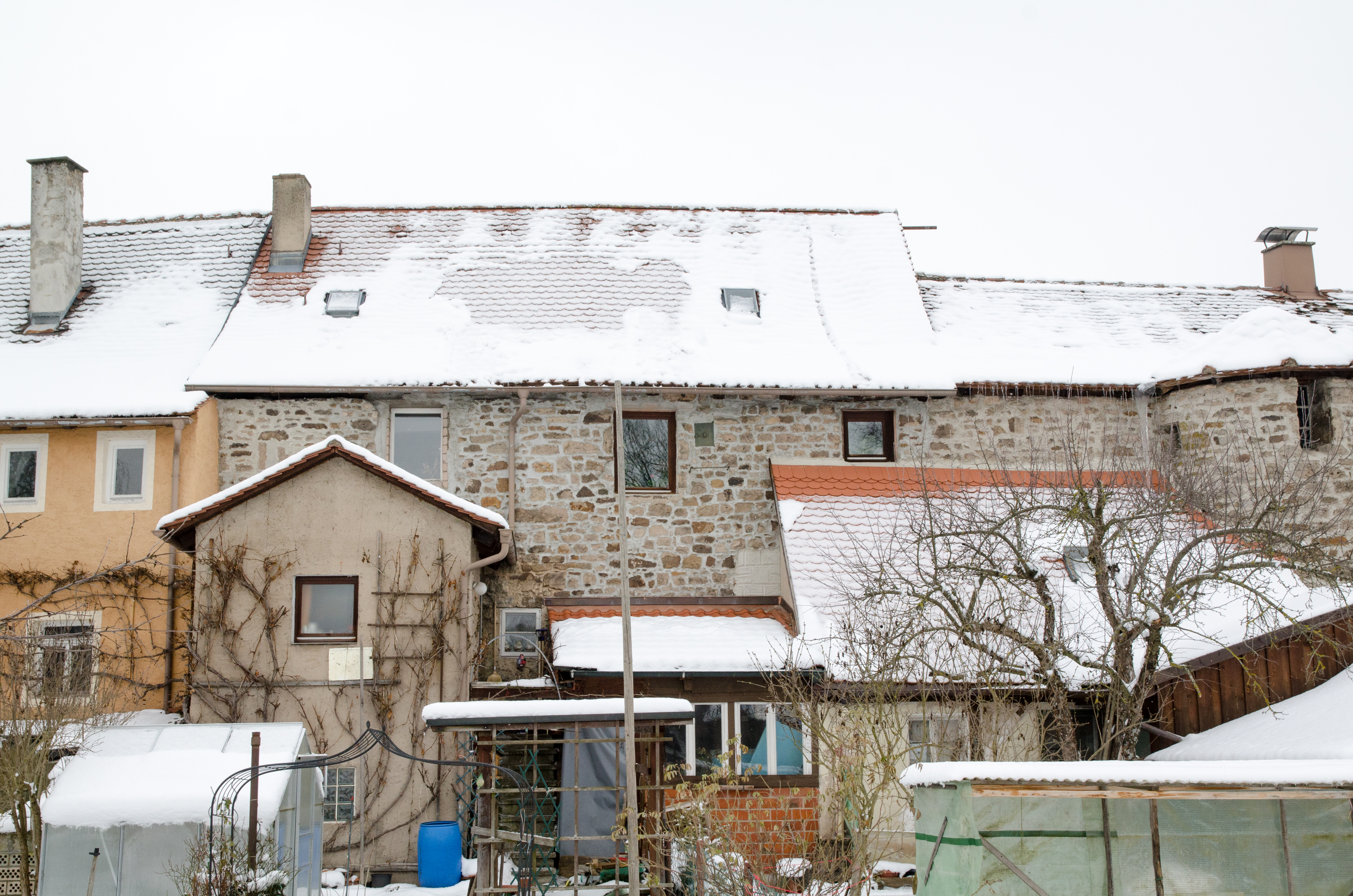
Mauerabschnitt bei Hirtengasse 14a, Feldseite weitere Bilder
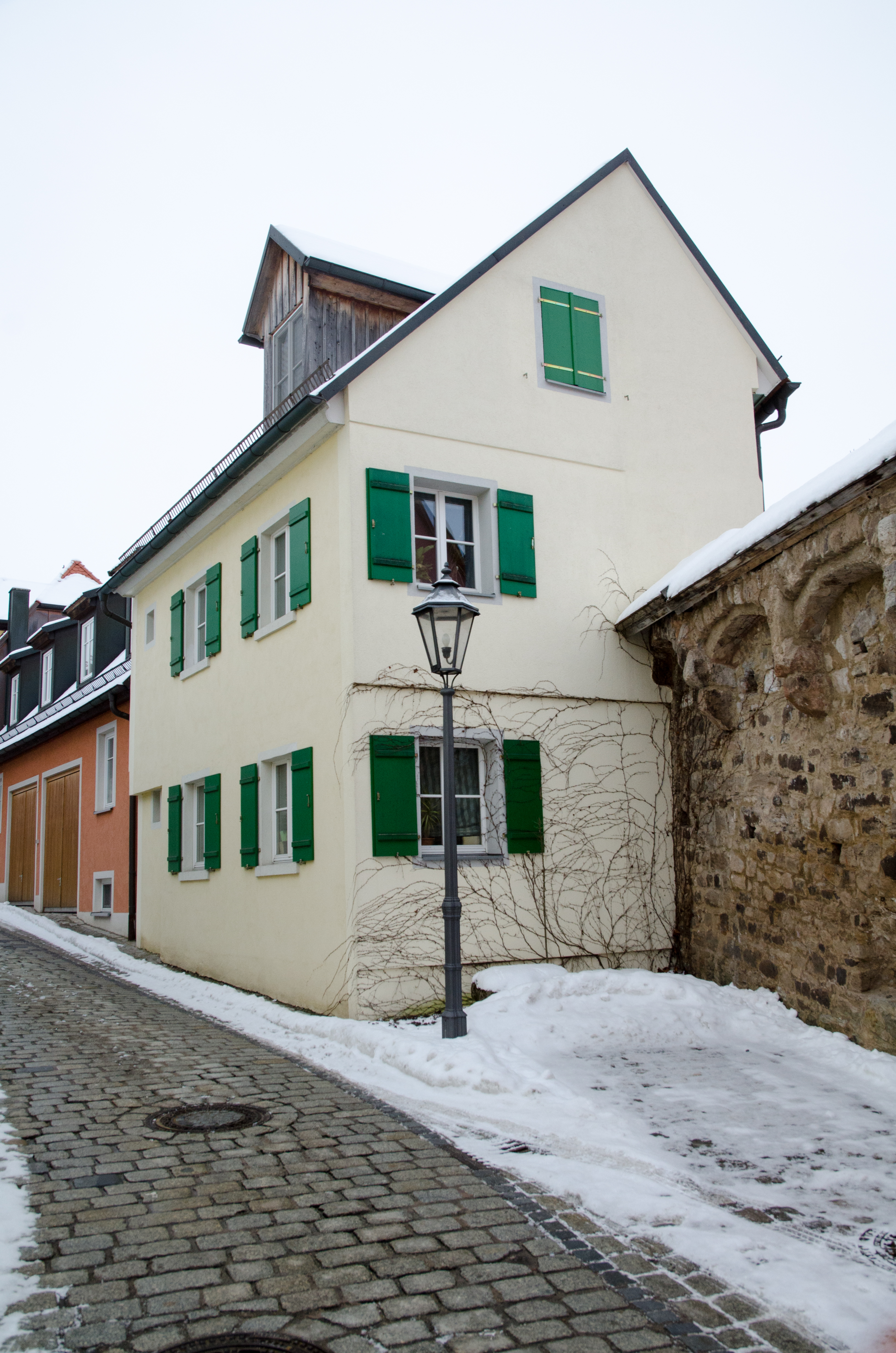
Mauerabschnitt bei Hirtengasse 6 weitere Bilder
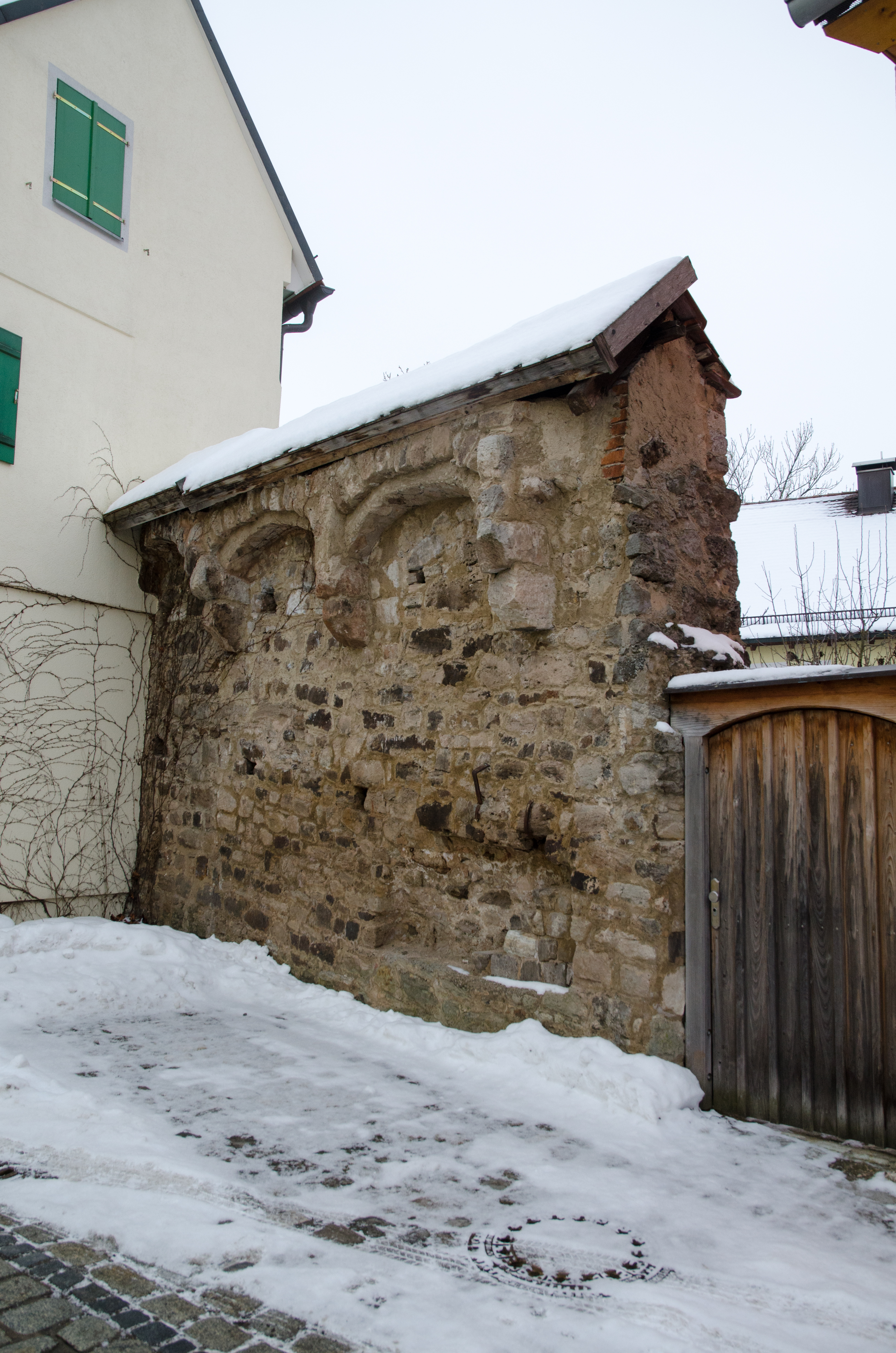
Mauerabschnitt bei Hirtengasse 6 weitere Bilder
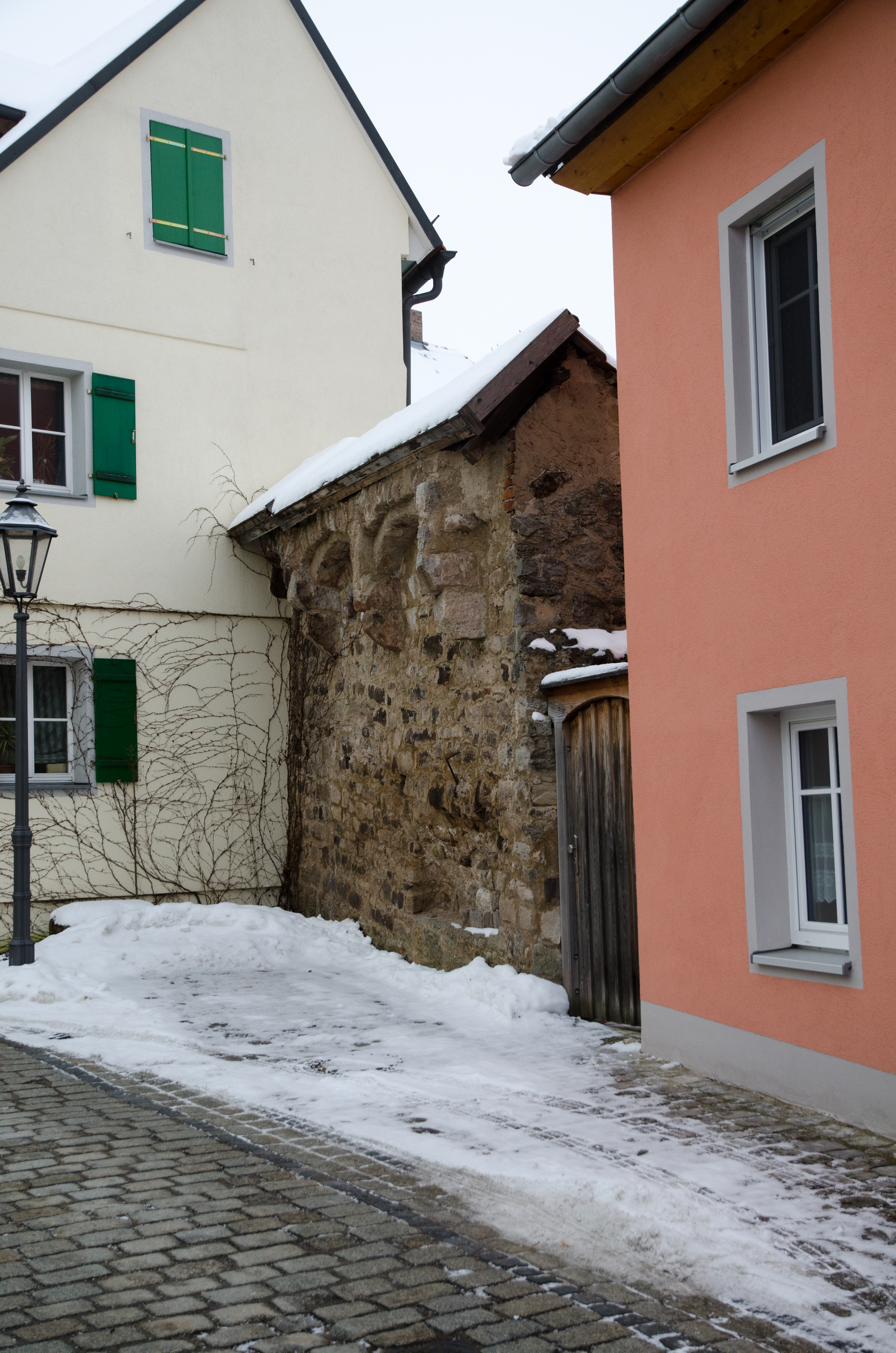
Mauerabschnitt bei Hirtengasse 6 weitere Bilder
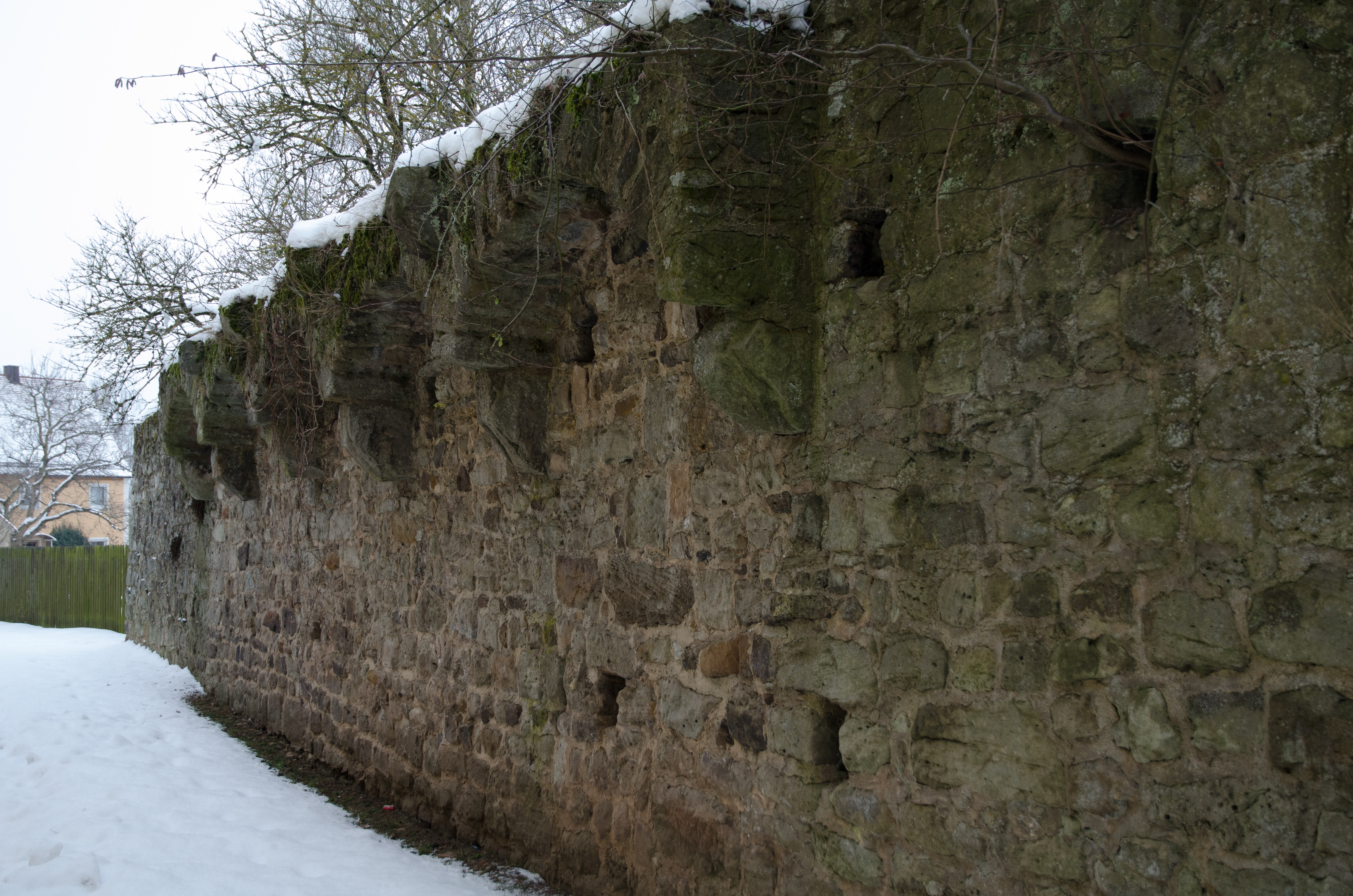
Mauerabschnitt bei Ringstraße 15 weitere Bilder
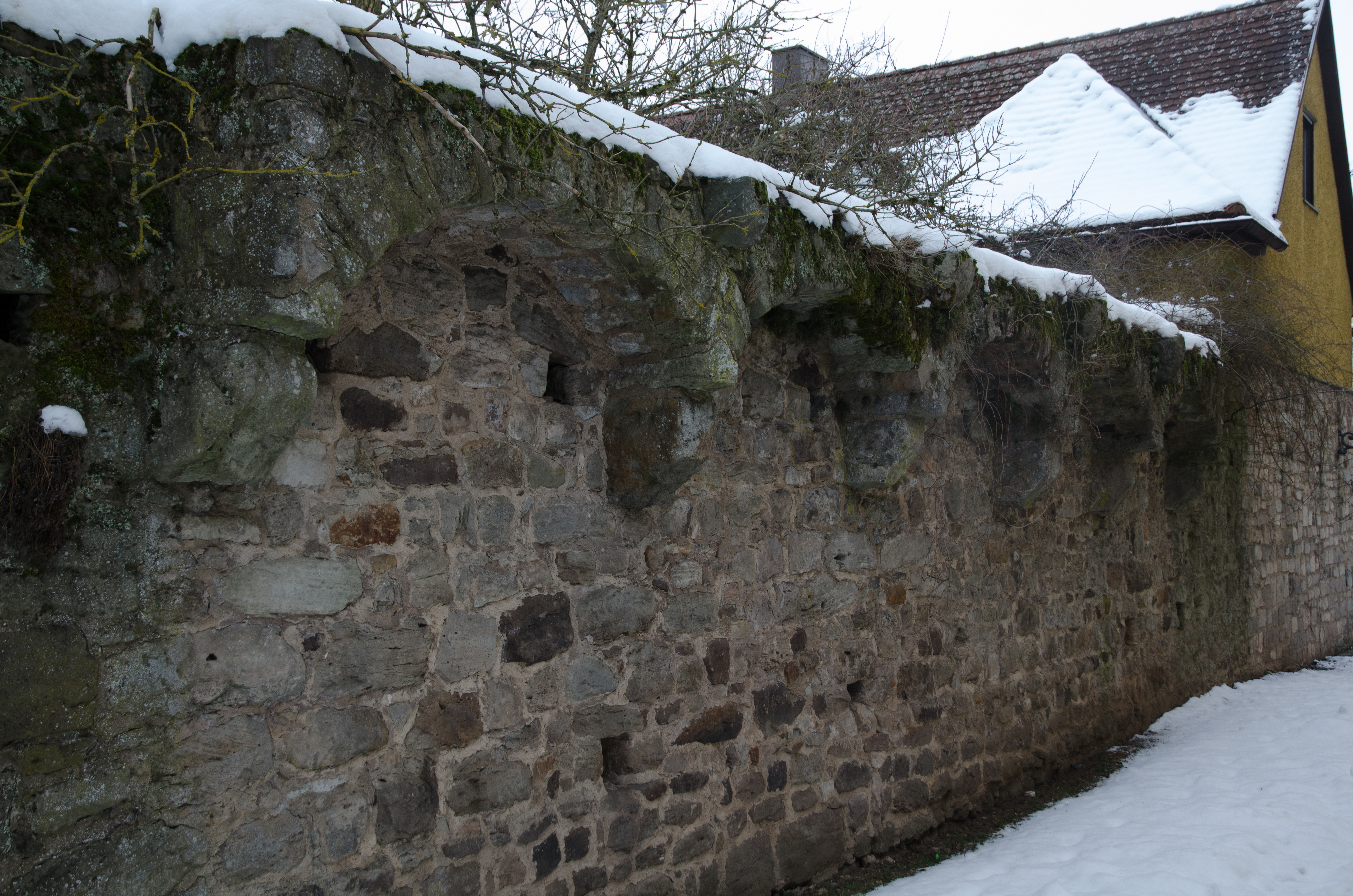
Mauerabschnitt bei Ringstraße 15 weitere Bilder
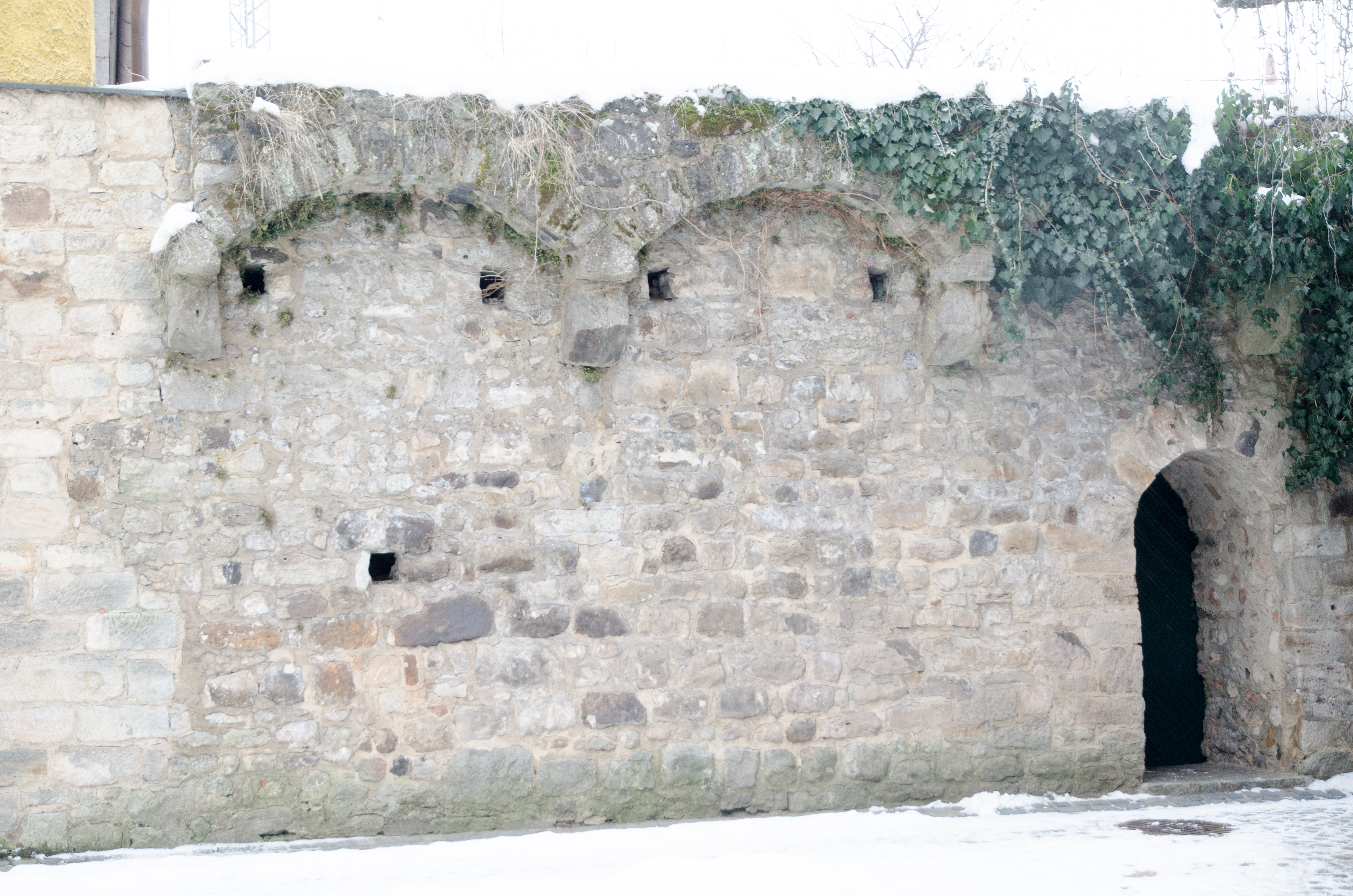
Mauerabschnitt bei Ringstraße 15 weitere Bilder

Der dritte Abschnitt der Stadtbefestigung reicht vom ehemaligen Unteren Tor in der Unteren Torstraße bis zum Oberen Tor in der Hindenburgstraße. In diesen Abschnitt wurde die sogenannte öttingischen Veste, d. h. Teile der ehemaligen Wasserburg der Klostervögte, einbezogen (bei Am Zwinger 1, 3, 5, 7, Ringstraße 13, 11, Zum Taubenbrünnlein 11, 13, Hindenburgstraße 17). Auf der Feldseite der Stadtmauer befindet sich der Grabenbereich. Er ist zugeschüttet, teilweise bebaut und wird größtenteils als Gärten genützt (Ringstraße 13, 11, 9, 7, Rothenburger Str. 1, 3, 5).
- Mauerabschnitt von südlich am Zwinger 1 (Lage) bis Ringstraße 13 (Lage)
- Dazwischen befindet sich ein Rundturm mit Kegeldach (Lage)
- Mauerabschnitt bei Ringstraße 11 (Lage) und 9 (Lage) bis zum Rundturm
- Rundturm mit Kegeldach bei Zum Taubenbrünnlein 11 (Lage). Aussprung der Mauer mit einem erhaltenen Rundturm, im frühen 15. Jahrhundert in die Stadtmauer einbezogen, Baubestand in den Mauerbereichen original. Kragsteine im oberen Bereich des wahrscheinlich umlaufenden Wehrganges zerstört, Funktionen des Turmes und der Wehrmauer durch Ausführung des Baumaterials nicht eindeutig erkennbar. Maueranschlüsse zum Wehrgang fehlen, ebenso ist die Zugehörige Höhe des Wehrgangs nicht eindeutig bestimmbar. Niveau der beiden Bauteile daher nicht klar im Zusammenhang in der Fortfikationswirkung erkennbar. Dach in Kegelform erneuert.
- Mauerzug (Lage) vom nördlichen Rundturm bis zum Gebäude Rothenburger Straße 1 (Lage)

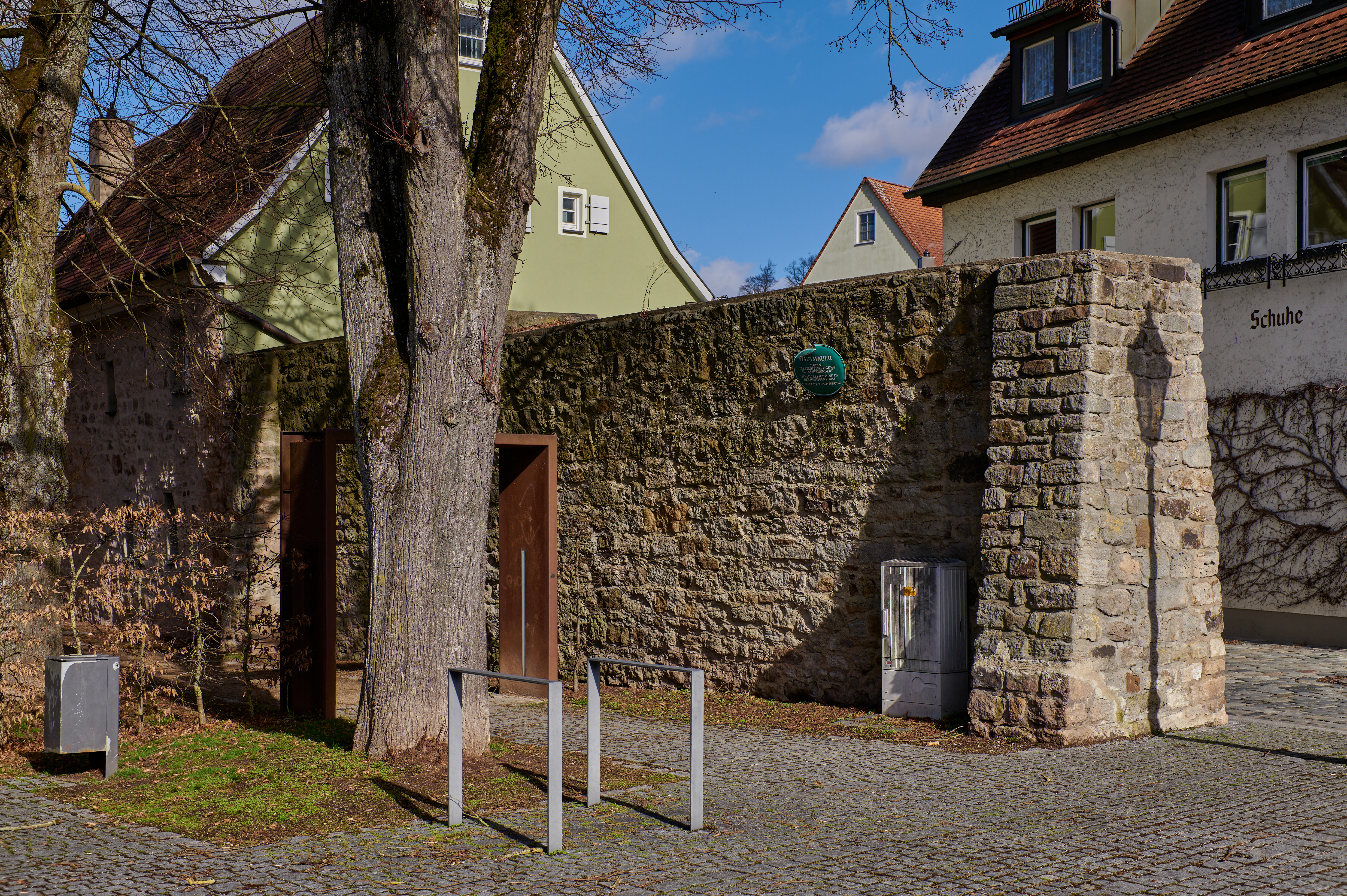
Mauerbeginn südlich am Zwinger 1
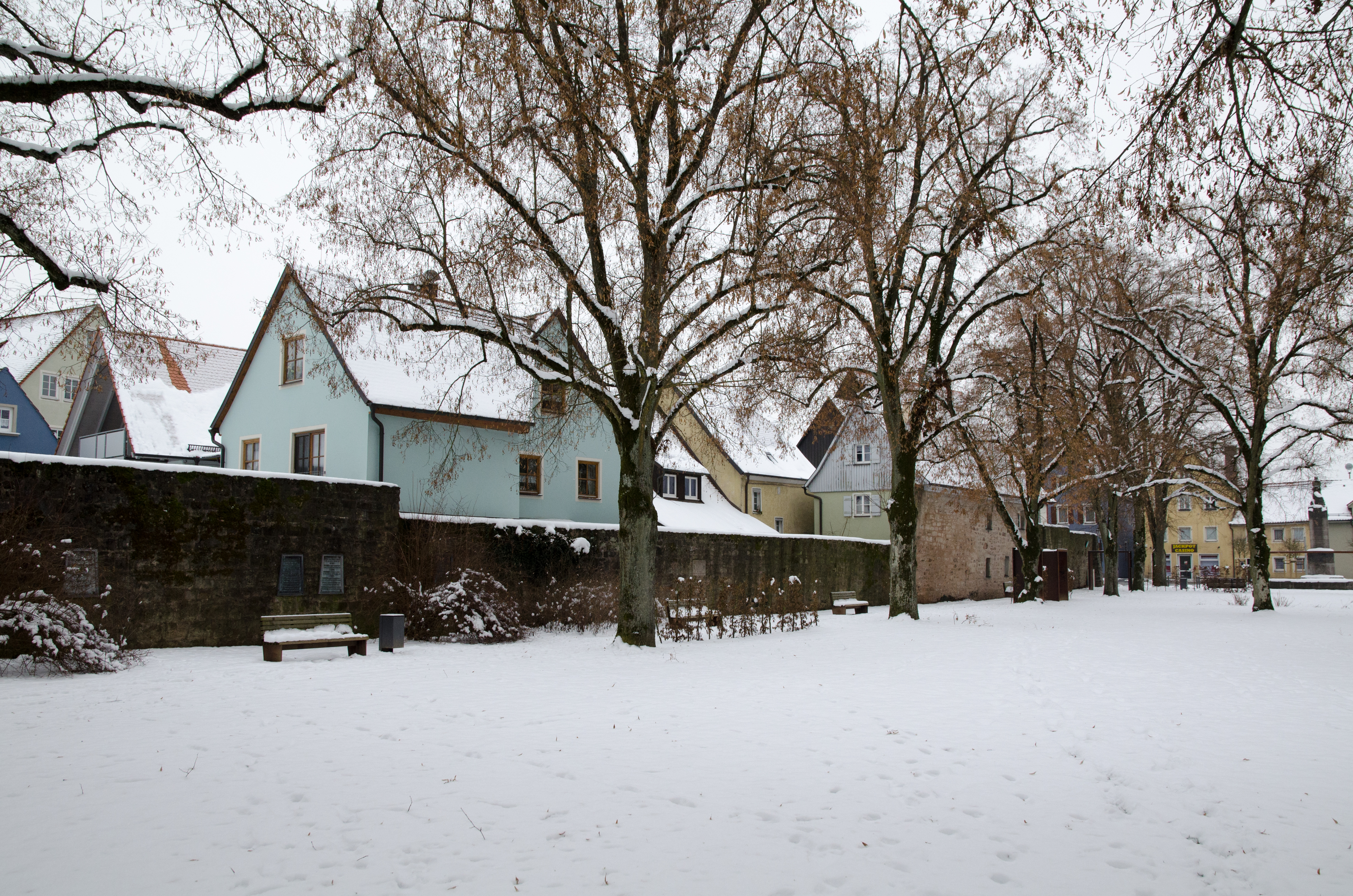
Mauer entlang der Grünanlage an der Ringstraße, Feldseite
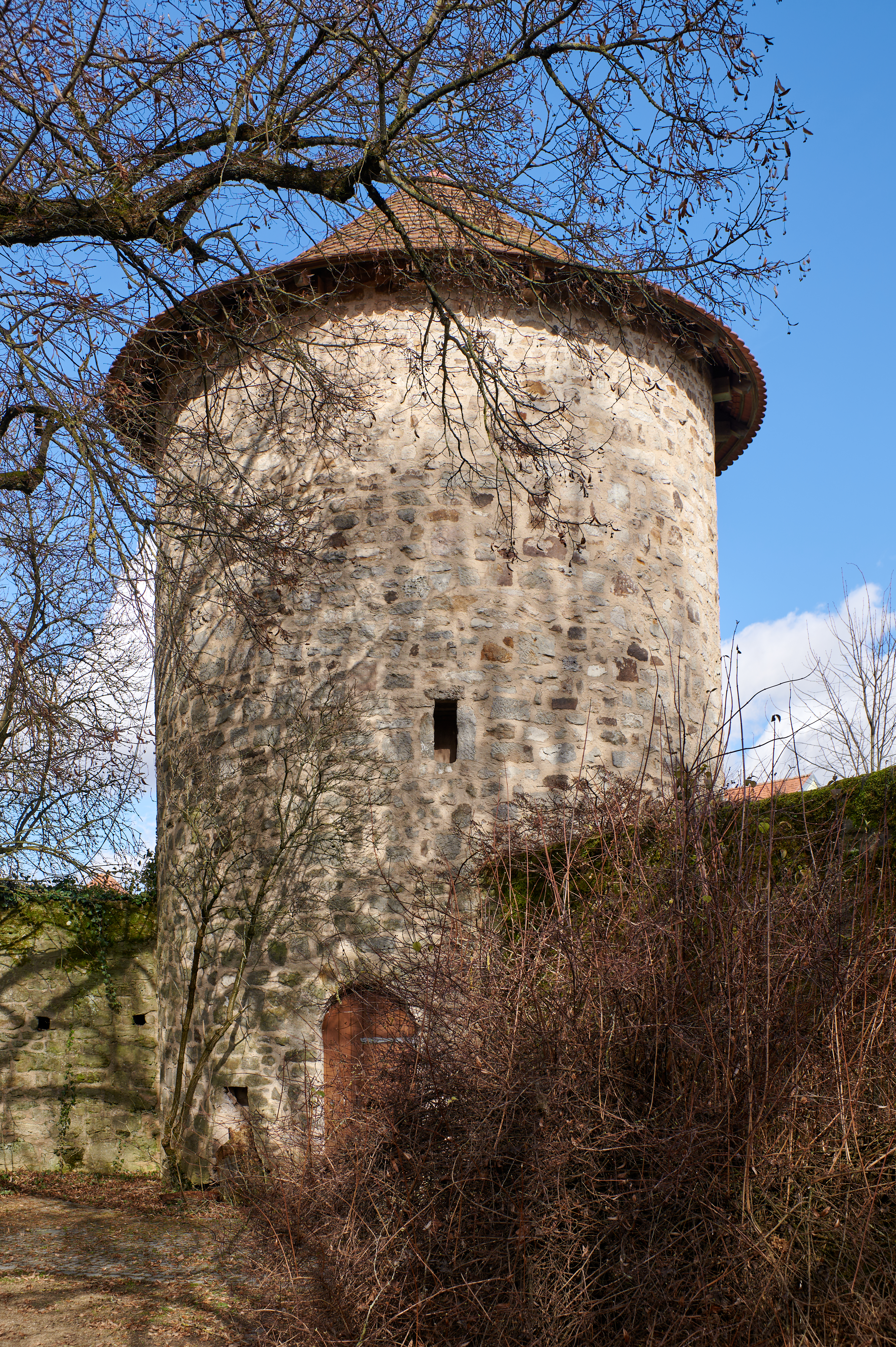
südlicher Rundturm östlich Ringstraße 13, Feldseite
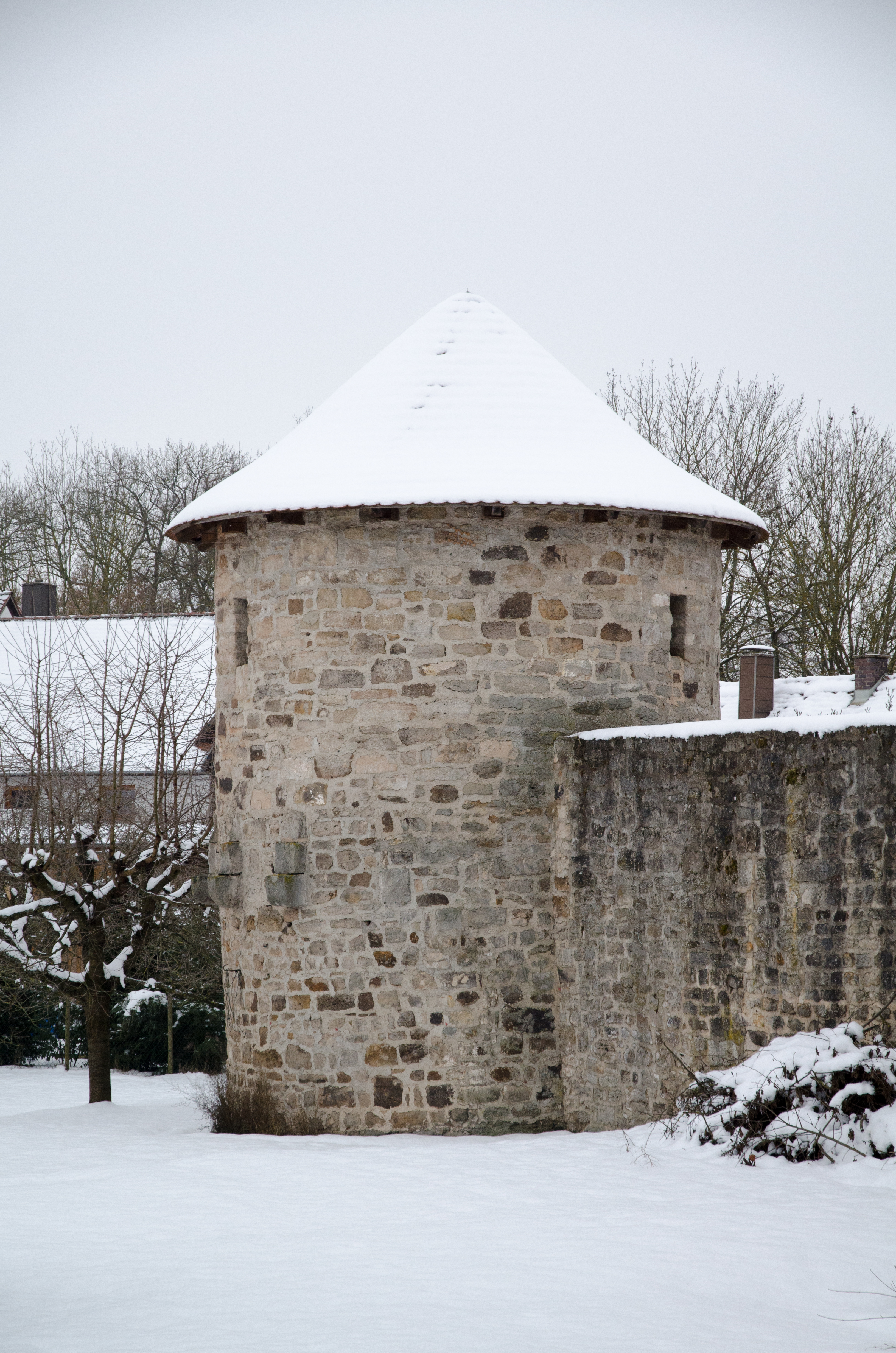
nördlicher Rundturm westlich  Zum Taubenbrünnlein 11, Stadtseite
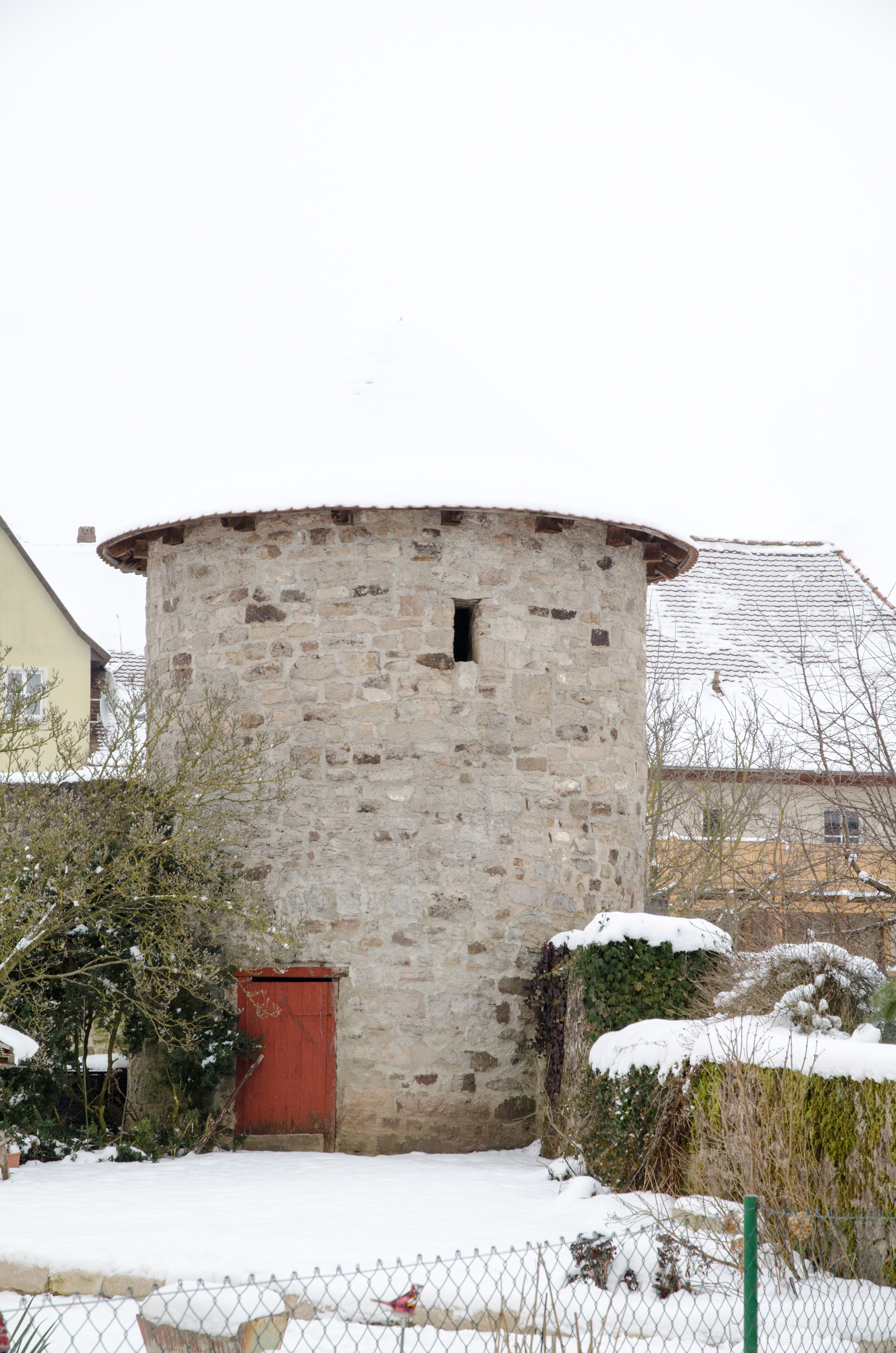
nördlicher Rundturm westlich  Zum Taubenbrünnlein 11, Stadtseite
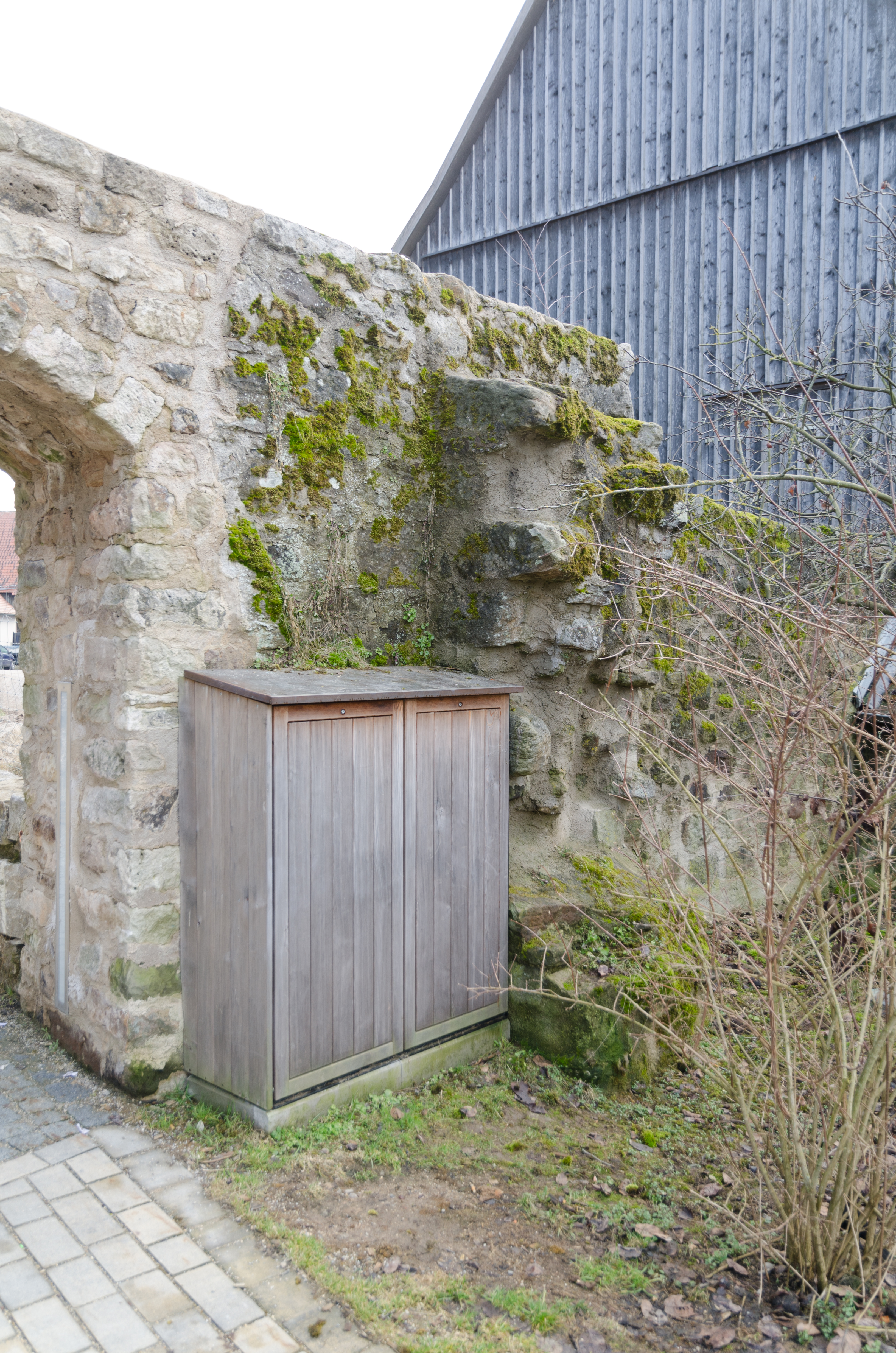
Am Durchgang Zum Taubenbrünnlein
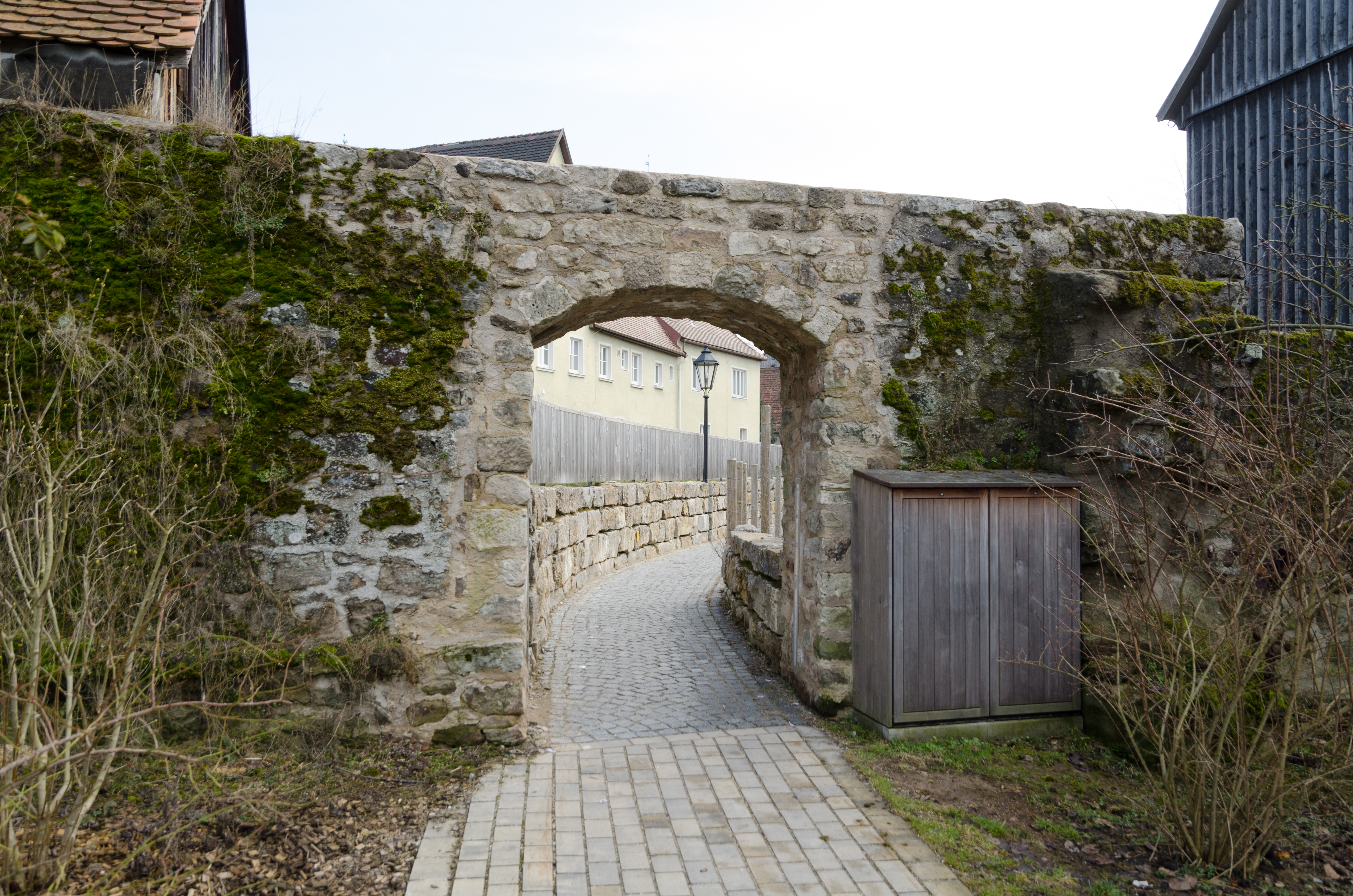
Am Durchgang Zum Taubenbrünnlein
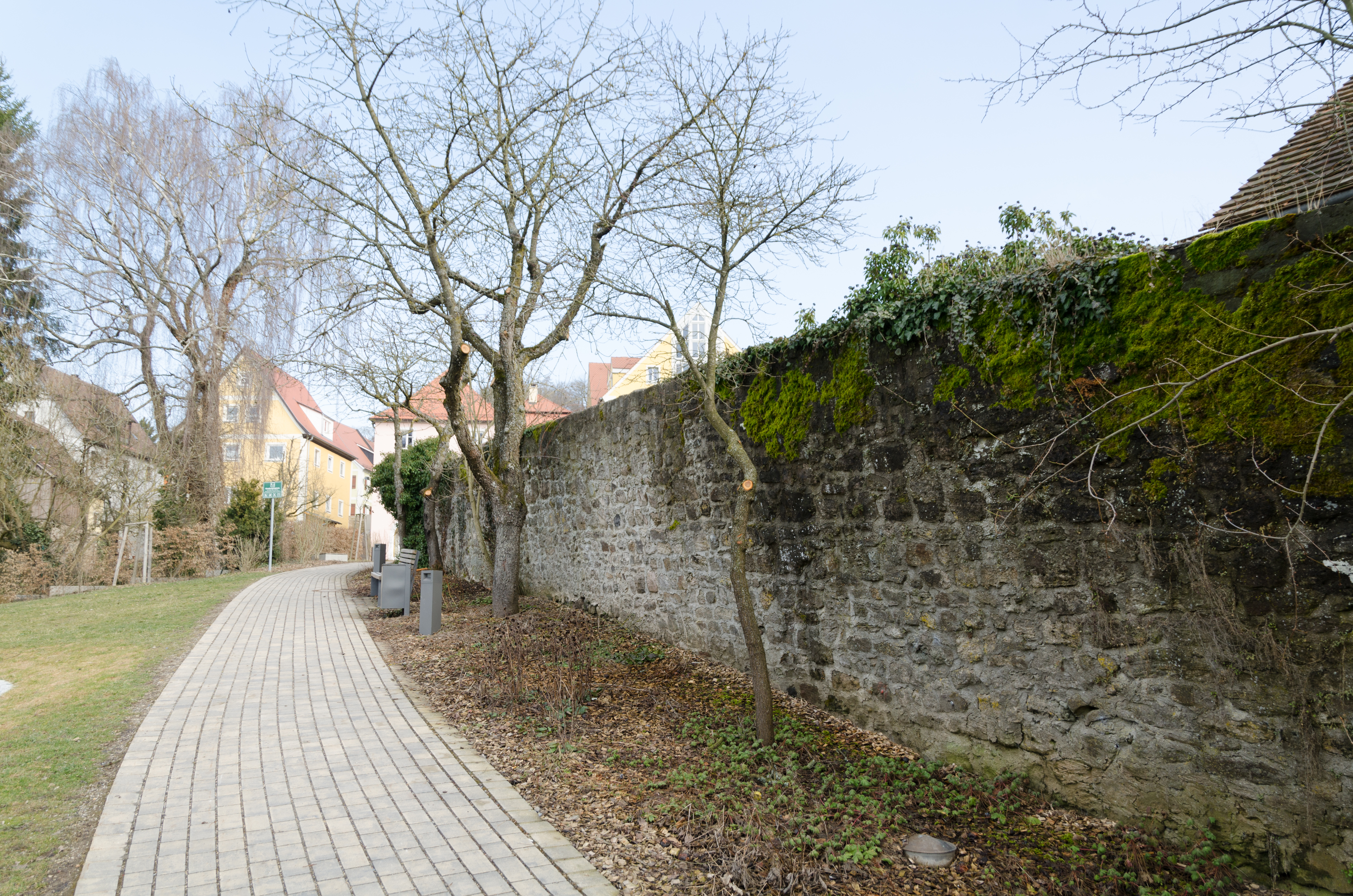
Mauerzug Richtung Oberes Tor

## Baudenkmäler nach Ortsteilen

### Feuchtwangen

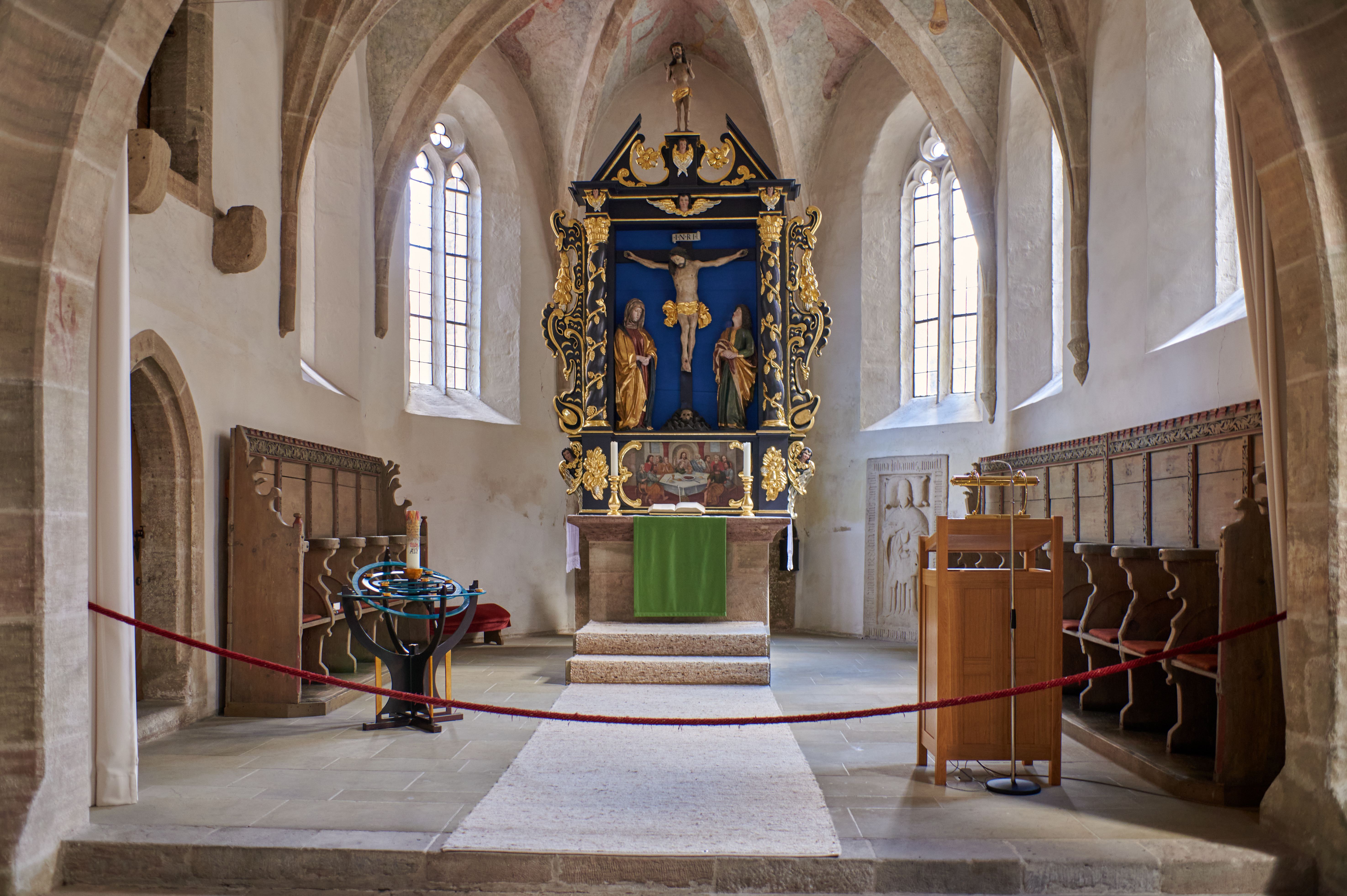
Chor
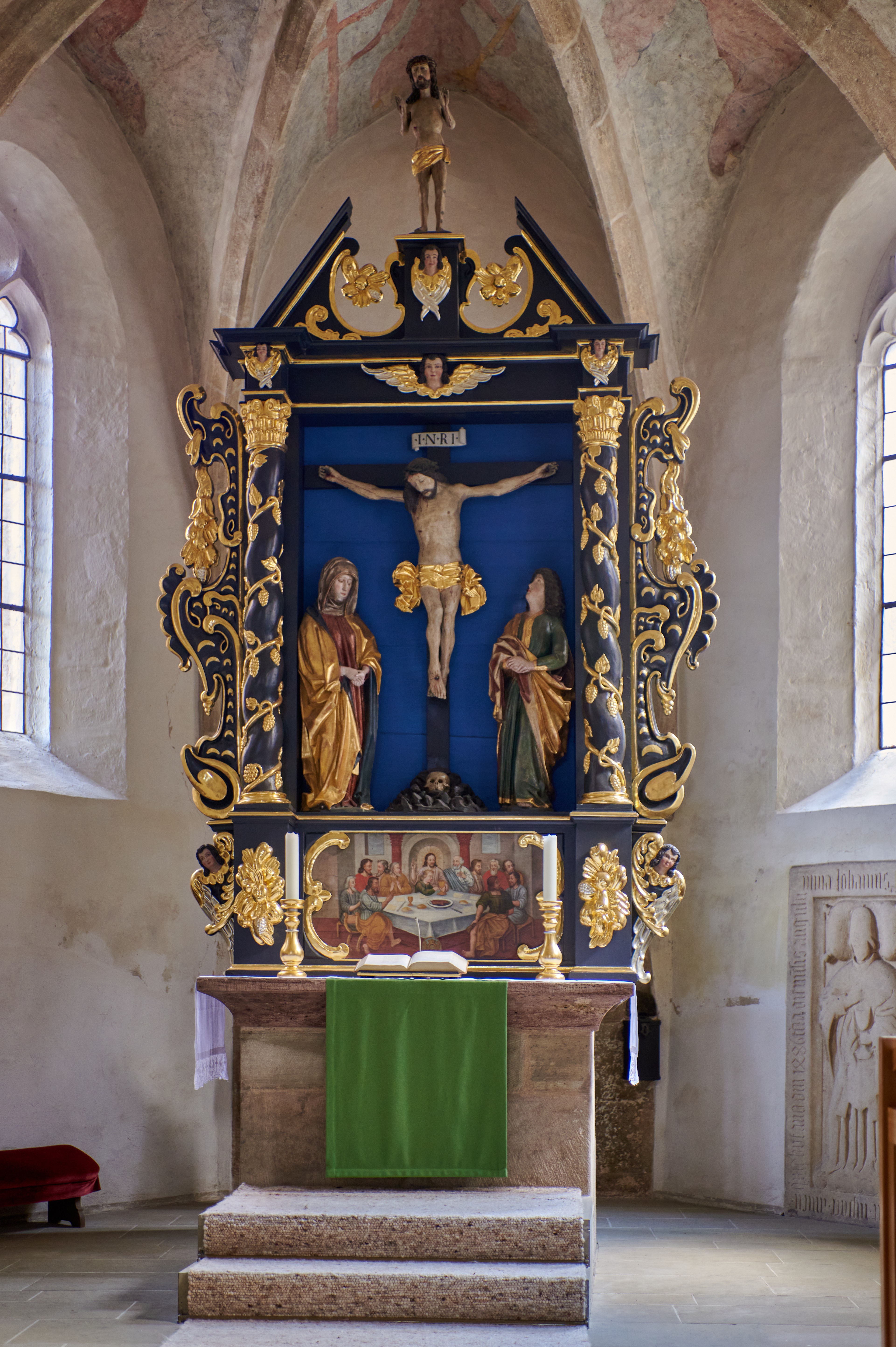
Hochaltar
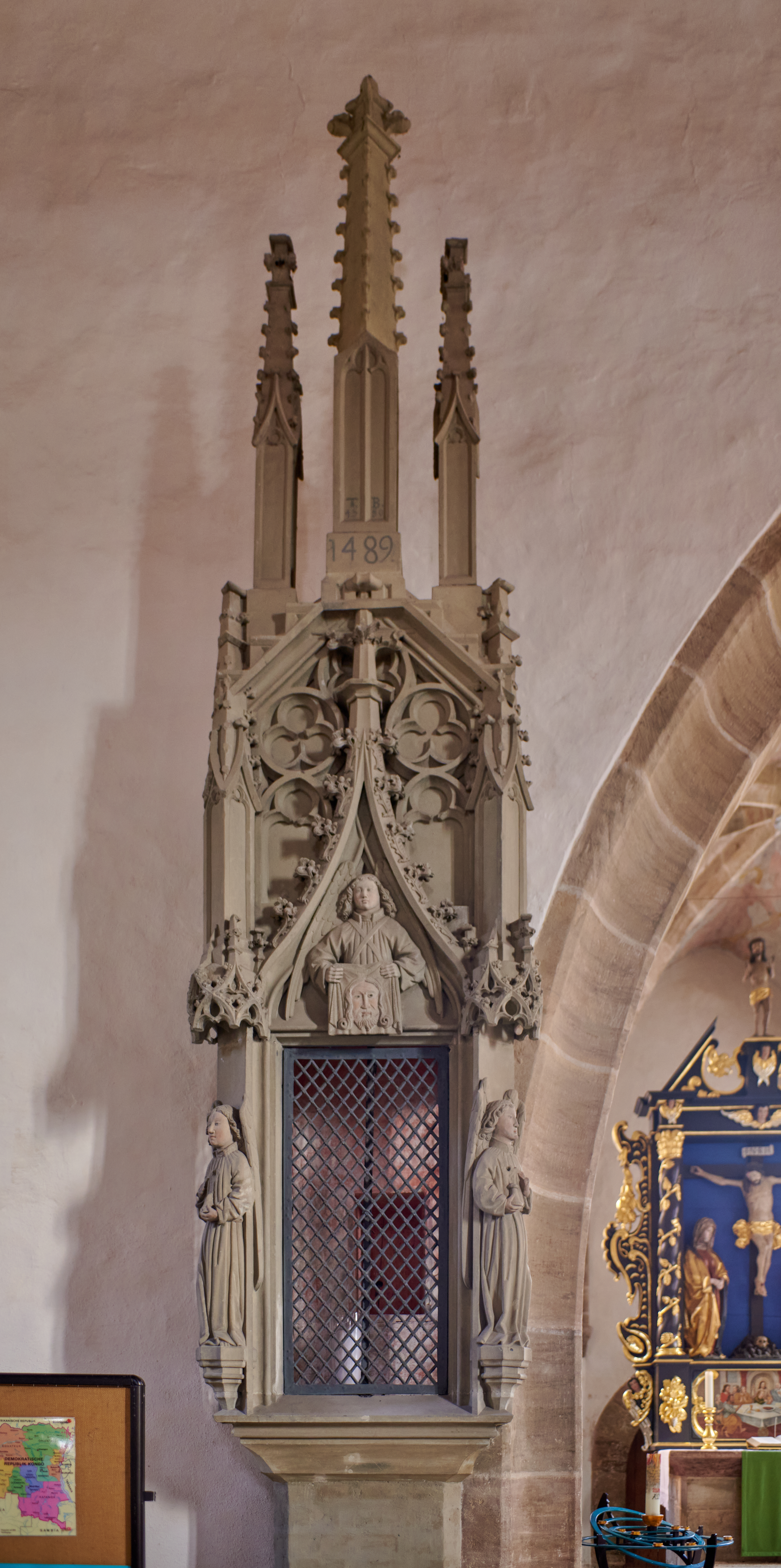
Sakramentshaus
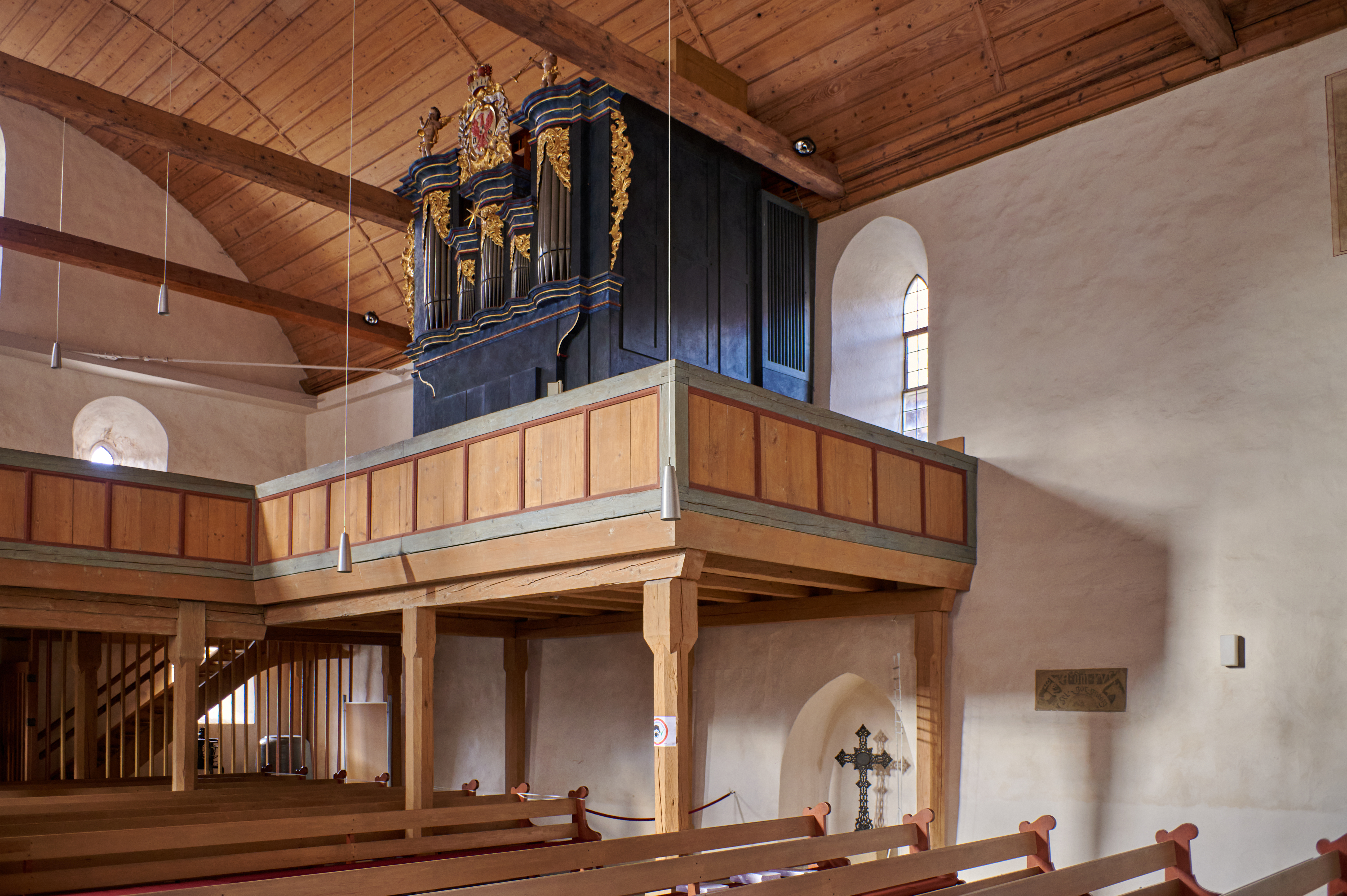
Orgelempore
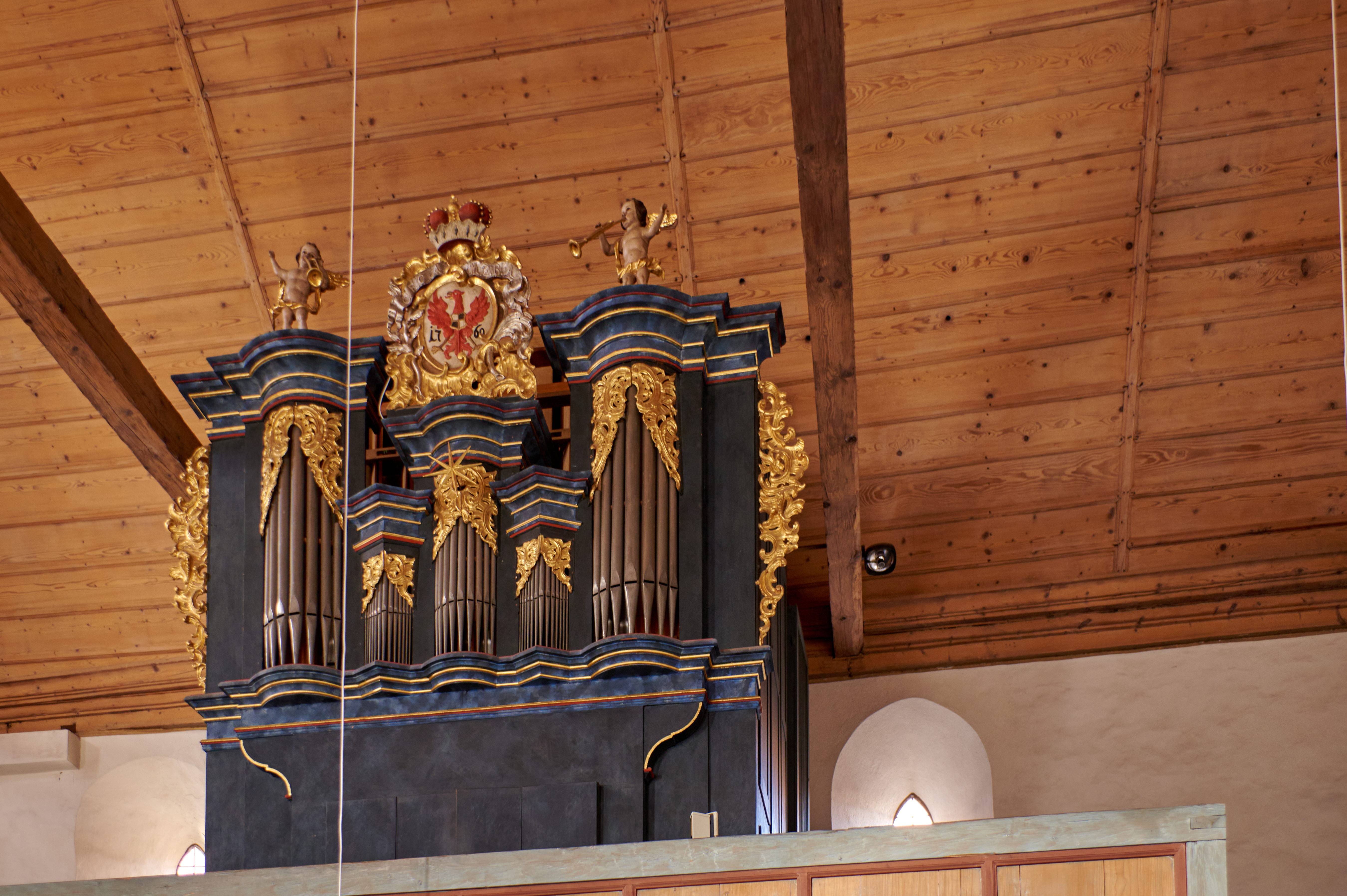
Orgel
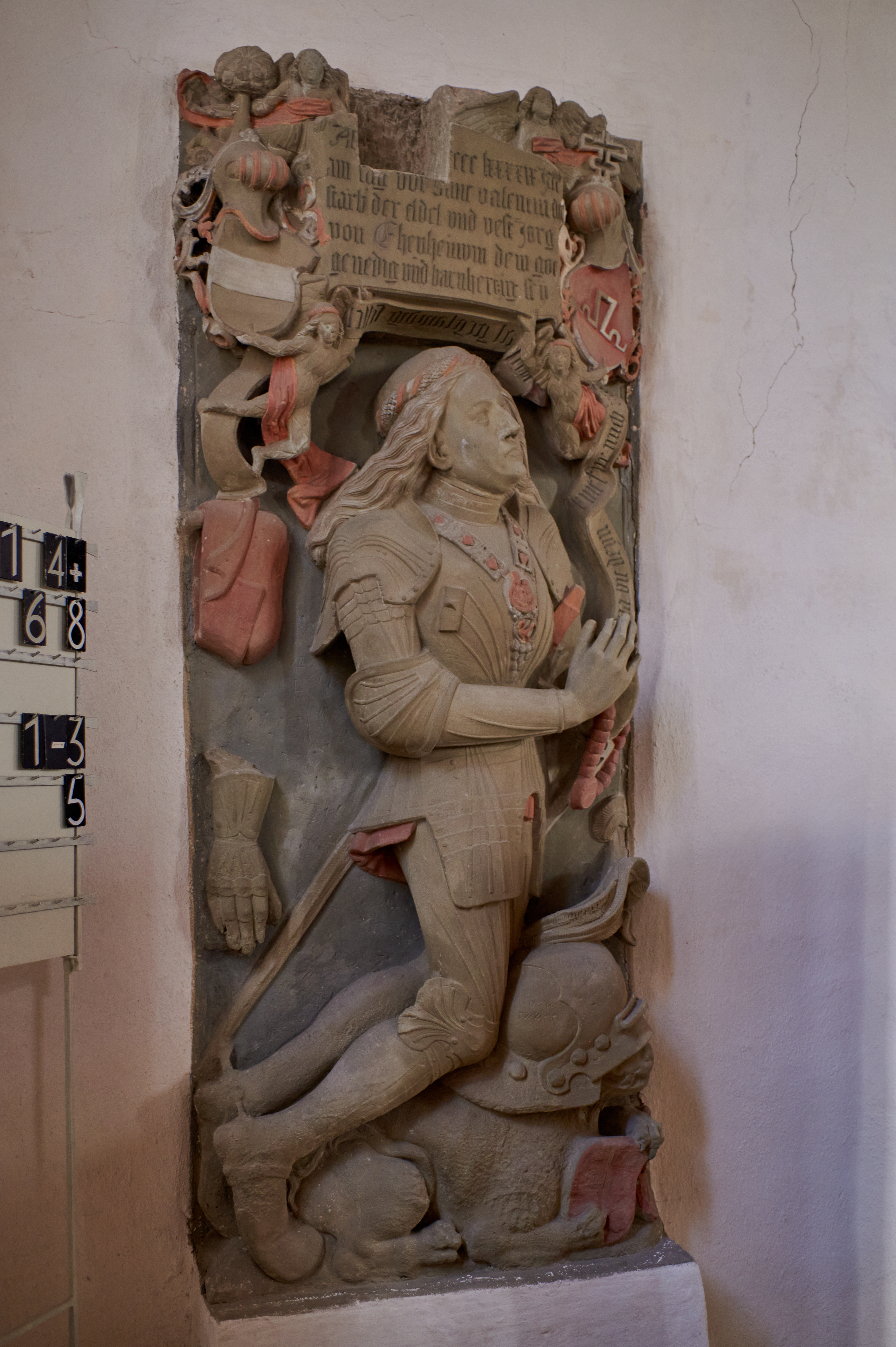
Epitaph

| Lage                                            | Objekt | Beschreibung | Akten-Nr.               | Bild           |
| ----------------------------------------------- | --- | --- | ----------------------- | -------------- |
| Alter Ansbacher Berg 3 (Standort)               | Wohngebäude | Zweigeschossiger massiver Bau mit Mansardwalmdach, mit rustizierten Ecklisenen und Putzgliederung, zweite Hälfte 18. Jahrhundert | D-5-71-145-17 Wikidata  | weitere Bilder |
| Am Kasten 1 (Standort)                          | Wohngebäude | Zweigeschossiger Bau mit Steilsatteldach, in Ecklage, im Kern Fachwerkbau mit leichten Vorkragungen, wohl 17. Jahrhundert, vordem Hof des Stiftsvikariers (der Pfarre zugehörig) | D-5-71-145-5 Wikidata   | weitere Bilder |
| Am Kasten 3 (Standort)                          | Scheune | Satteldachbau, in Teilen Fachwerk, 18./19. Jahrhundert | D-5-71-145-5 Wikidata   | weitere Bilder |
| Am Kasten 2 (Standort)                          | Ehemalige Zehntscheune des Stifts, sogenannter Kasten                                                                               | Längsgestrecktes zweigeschossiges Gebäude mit Steilsatteldach, Fachwerk über massivem Sockelgeschoss, Fachwerkaufsatz/-bau von 1565, über ehemaliger Friedhofskirche St. Peter und Paul, Treppe hierzu bis zum Umbau zur Stadthalle noch im Original erhalten, an der Eingangstüre im 1. Stock Tafel „IOHANES HUVNA/ GEL VERWALTER/ 15 A 65“, Tor als Zugang zum ehemaligen Karner im Sockelgeschoss; seit 1897 Kelleranlage                                          | D-5-71-145-6 Wikidata   | weitere Bilder |
| Am Spittel 2 (Standort)                         | Wohnhaus | Zweigeschossiges traufständiges Gebäude mit Halbwalmdach, mit Putzgliederungen, 18./19. Jahrhundert, ehemals Wohnhaus von Georg Fürst | D-5-71-145-7 Wikidata   | weitere Bilder |
| Am Spittel 7 (Standort)                         | Scheune | Eingeschossiges Gebäude mit Steilsatteldach, in Ecklage, Fachwerk, bezeichnet „1546“, massiv ausgemauert | D-5-71-145-12 Wikidata  | weitere Bilder |
| Am Zwinger 11 (Standort)                        | Wohnhaus | Zweigeschossiges Gebäude mit Steilsatteldach, einseitig Halbwalm, teilweise Fachwerk, 17. Jahrhundert, im Kern um 1550 | D-5-71-145-14 Wikidata  | weitere Bilder |
| Am Zwinger 21, Zum Taubenbrünnlein 3 (Standort) | Ehemaliges Gerberhaus | Doppelhaus mit Am Zwinger 21, zweigeschossiges Gebäude mit Halbwalmdach, in Ecklage, in Teilen Fachwerk, 18. Jahrhundert und um 1800 | D-5-71-145-119 Wikidata | weitere Bilder |
| Bärmeyerplatz 2 (Standort)                      | Bürgerhaus | Zweigeschossiger giebelständiger Satteldachbau, Obergeschoss und Giebel Fachwerk, vorkragend, Zierfachwerk, 17. Jahrhundert, Erdgeschoss modern verändert | D-5-71-145-19 Wikidata  | weitere Bilder |
| Bärmeyerplatz 17 (Standort)                     | Wohngebäude, Bürgerhaus | Zweigeschossiger Satteldachbau in Ecklage, Obergeschoss und Giebel Fachwerk, teilweise vorkragend, 17./18. Jahrhundert | D-5-71-145-20 Wikidata  | weitere Bilder |
| Bahnhofstraße 2 (Standort)                      | Ehemalige Stadtmühle, sogenanntes Mahlstubhäuschen                                                                                  | Massiver Satteldachbau, mit Kanaldurchlauf, bezeichnet „1743“, mit Anbau, zweigeschossiger Satteldachbau, Obergeschoss und Giebel Fachwerk, wohl um 1800 | D-5-71-145-21 Wikidata  | weitere Bilder |
| Bahnhofstraße 10 (Standort)                     | Ehemaliges Postgebäude | Zweigeschossiger traufständiger Satteldachbau, mit Treppengiebel, rückwärtig teilweise Fachwerk, Heimatstil, von Regierungsbaumeister Finkler, um 1920/25 | D-5-71-145-22 Wikidata  | weitere Bilder |
| Dinkelsbühler Straße 9 (Standort)               | Villa | Zweigeschossiges Gebäude mit Mansardwalmdach, Turmerker und neubarocken Elementen, um 1910 | D-5-71-145-23 Wikidata  | weitere Bilder |
| Dinkelsbühler Straße 9 (Standort)               | Wohnhaus | Anschließend rückwärtig, Satteldachbau, Backstein, teilweise verputzt, drittes Viertel 19. Jahrhundert | D-5-71-145-23 Wikidata  | BW             |
| Dinkelsbühler Straße 9 (Standort)               | Scheune | Mansarddachbau mit Krüppelwalm, 18. Jahrhundert | D-5-71-145-23 Wikidata  | BW             |
| Dinkelsbühler Straße 9 (Standort)               | Scheunen- und Nebengebäude | Eingeschossiger massiver Bau mit Krüppelwalmdach, um 1910/20 | D-5-71-145-23 Wikidata  | BW             |
| Dinkelsbühler Straße 9 (Standort)               | Einfriedung | Massive Elemente mit Pfeilern, Eingangstor und Toreinfahrten, um 1910/20 | D-5-71-145-23 Wikidata  | weitere Bilder |
| Drechslergasse 2 (Standort)                     | Wohnhaus | Zweigeschossiger Satteldachbau in Ecklage, Giebel-Fachwerk, im Kern Fachwerkelemente, wohl 18. Jahrhundert | D-5-71-145-24 Wikidata  | weitere Bilder |
| Hindenburgstraße 1 (Standort)                   | Wohngebäude | Kleiner zweigeschossiger Walmdachbau in Ecklage, 18. Jahrhundert, bezeichnet „1576“ | D-5-71-145-28 Wikidata  | weitere Bilder |
| Hindenburgstraße 3 (Standort)                   | Wohnhaus | Zweigeschossiges massives Gebäude mit Mansardwalmdach, Zwerchhaus, mit rustizierten Ecklisenen, 18. Jahrhundert | D-5-71-145-30 Wikidata  | weitere Bilder |
| Hindenburgstraße 5 (Standort)                   | Ehemaliger Chorherrnbau der Stiftsverwaltung                                                                                        | Dreigeschossiger traufständiger Satteldachbau, massiv, mit rustizierten Ecklisenen, Neubau von 1806 über ehemaligem Vogtschloss, mit Kreuzgewölben im Keller, Kellerportale | D-5-71-145-32 Wikidata  | weitere Bilder |
| Hindenburgstraße 7 (Standort)                   | Ehemalige Schule | Dreigeschossiger traufständiger Satteldachbau, mit Geschossgliederung, 1860 | D-5-71-145-33 Wikidata  | weitere Bilder |
| Hindenburgstraße 8 (Standort)                   | Evangelisch-lutherisches Dekanat, ehemaliger Amtssitz des markgräflichen Stiftsverwalters, zuvor Hof des Stiftspredigers            | Zweigeschossiges giebelständiges Gebäude mit Steildach, teilweise Fachwerk, 17. Jahrhundert | D-5-71-145-34 Wikidata  | weitere Bilder |
| Hindenburgstraße 8 (Standort)                   | Rückgebäude | Zweigeschossiger Satteldachbau, einseitig mit Walm, Fachwerk, wohl gleichzeitig | D-5-71-145-34 Wikidata  | weitere Bilder |
| Hindenburgstraße 12 (Standort)                  | Wohn- und Geschäftsgebäude | Zweigeschossiger traufständiger Satteldachbau, mit Walmdachzwerchhaus, Eckrustizierungen, 18./19. Jahrhundert | D-5-71-145-36 Wikidata  | weitere Bilder |
| Hindenburgstraße 13, 15 (Standort)              | Ehemaliges Landratsamt, Verwaltungsgebäude                                                                                          | Dreigeschossiger Walmdachbau, mit Ecklisenen, 1827 | D-5-71-145-37 Wikidata  | weitere Bilder |
| Hinterer Spitzenberg 1 (Standort)               | Wohngebäude | Kleinhaus, zweigeschossiger Satteldachbau mit Quergiebel, mit vorkragendem Obergeschoss, teilweise Fachwerk, 17./18. Jahrhundert, angebaut an die Stadtmauer. Im Obergeschoss ist der originale Wehrgang fast auf der gesamten Hausbreite mit einem Teil des steinernen Fussbodenbelags erhalten. | D-5-71-145-42 Wikidata  | weitere Bilder |
| Jahnstraße 11 (Standort)                        | Wohngebäude | Zweigeschossiger giebelständiger Satteldachbau, rückwärtig Halbwalm, Fachwerk verputzt, mit vorkragendem Obergeschoss und Giebel, 17./18. Jahrhundert, bezeichnet „1804“ | D-5-71-145-45 Wikidata  | weitere Bilder |
| Kirchplatz 1 (Standort)                         | Ehemaliges Reliquiarium des Stifts, später Lateinschule                                                                             | Zweigeschossiger Walmdachbau, Außenerscheinung 18. Jahrhundert, rückseitig Fachwerkzwerchgiebel | D-5-71-145-46 Wikidata  | weitere Bilder |
| Kirchplatz 1 (Standort)                         | Einfriedung und Tormauer zum Kirchplatz                                                                                             | Mit Rundbogentor und Durchlass | D-5-71-145-46 Wikidata  | weitere Bilder |
| Kirchplatz 3, Marktplatz 3 (Standort)           | Evangelisch-lutherische Hauptkirche, ehemalige Stiftskirche, ursprünglich Klosterkirche St. Salvator, später Stiftskirche St. Maria | Sandsteinquaderbau mit Satteldach, eingezogenem Chor mit polygonalem Abschluss und Strebepfeilern und Doppelturmfassade, mehrgeschossige Rechtecktürme mit Pyramiden- bzw. Haubendach, im nördlichen Chorwinkel Sakristeianbau, dreischiffiges Langhaus, errichtet 1197, Chore erste Hälfte 14. Jahrhundert, Veränderungen im 16. Jahrhundert, Renovierungen 1698, 19. und 20. Jahrhundert, Westwerk und Schiff Anfang des 20. Jahrhunderts erneuert; mit Ausstattung | D-5-71-145-47 Wikidata  | weitere Bilder |

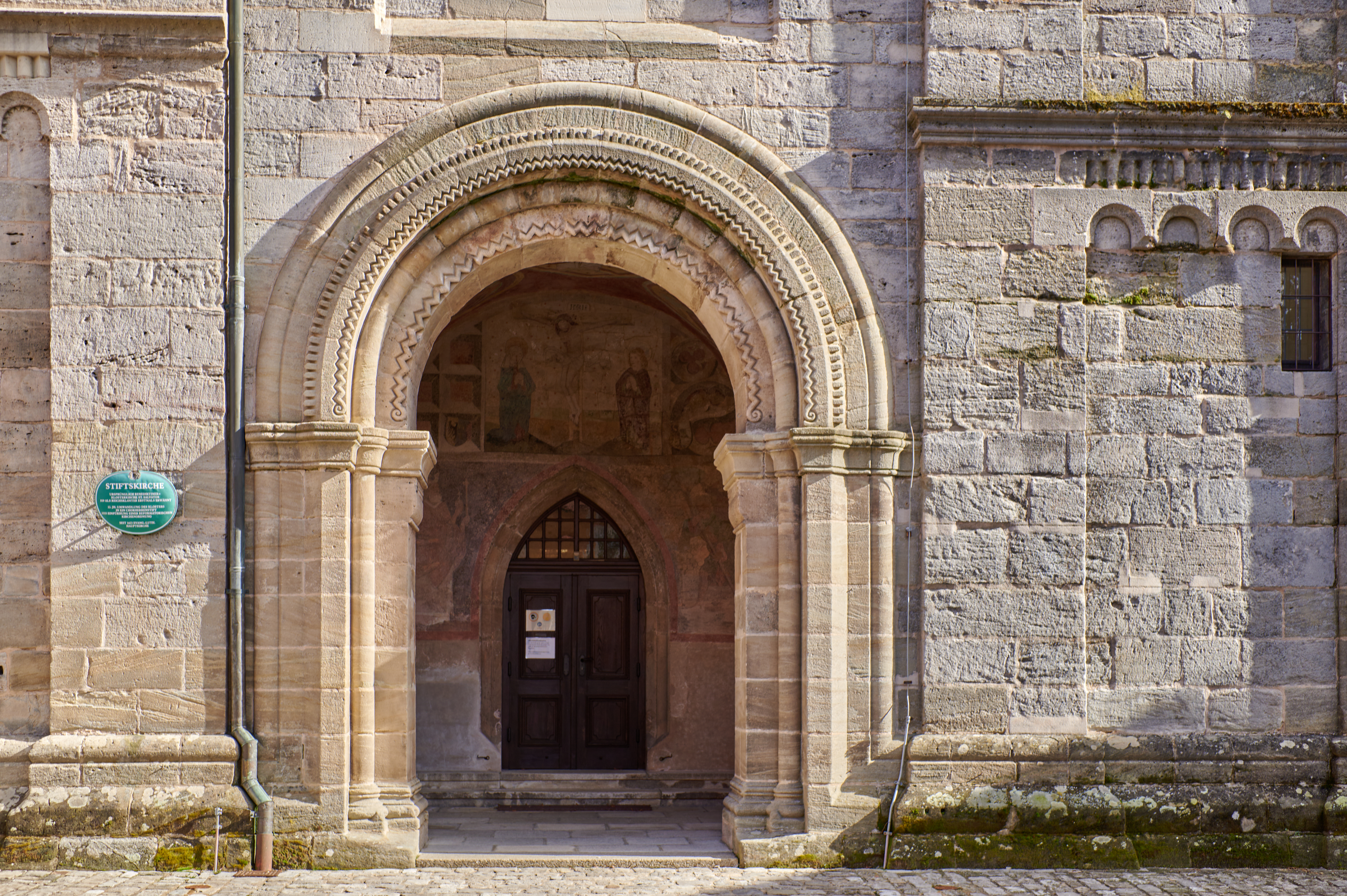
Romanisches Westportal
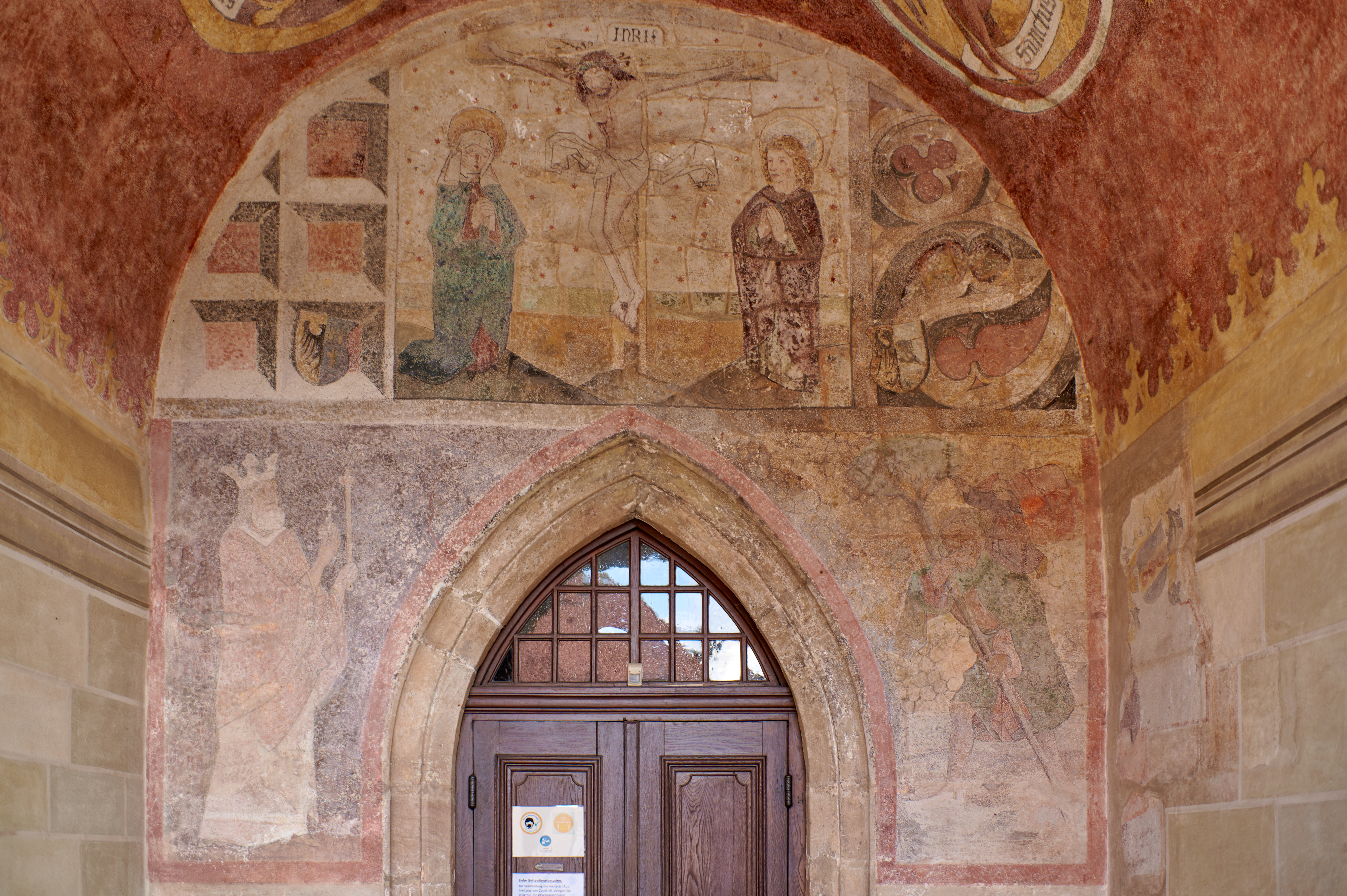
Fresken im Westwerk
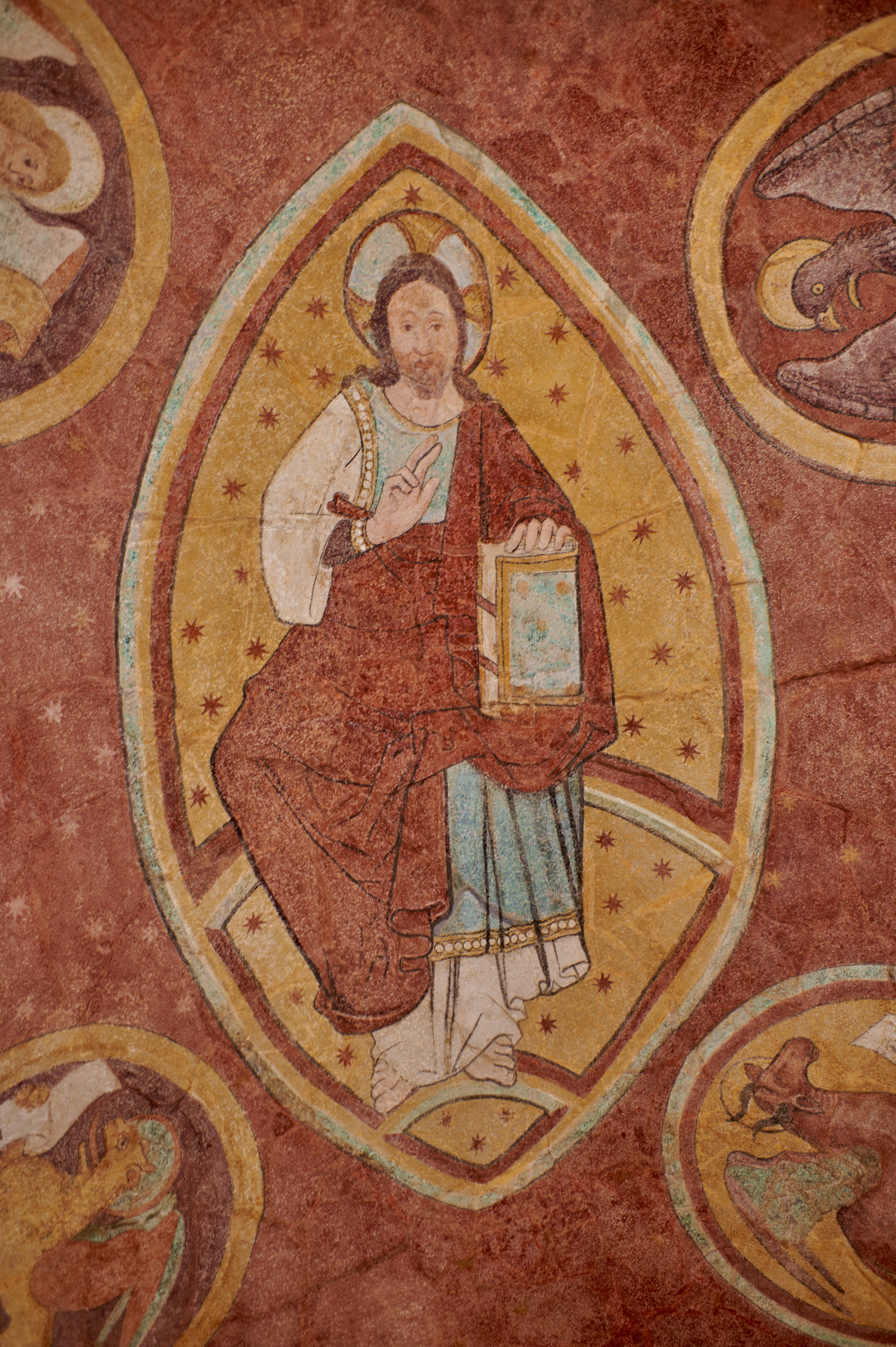
Fresken im Westwerk
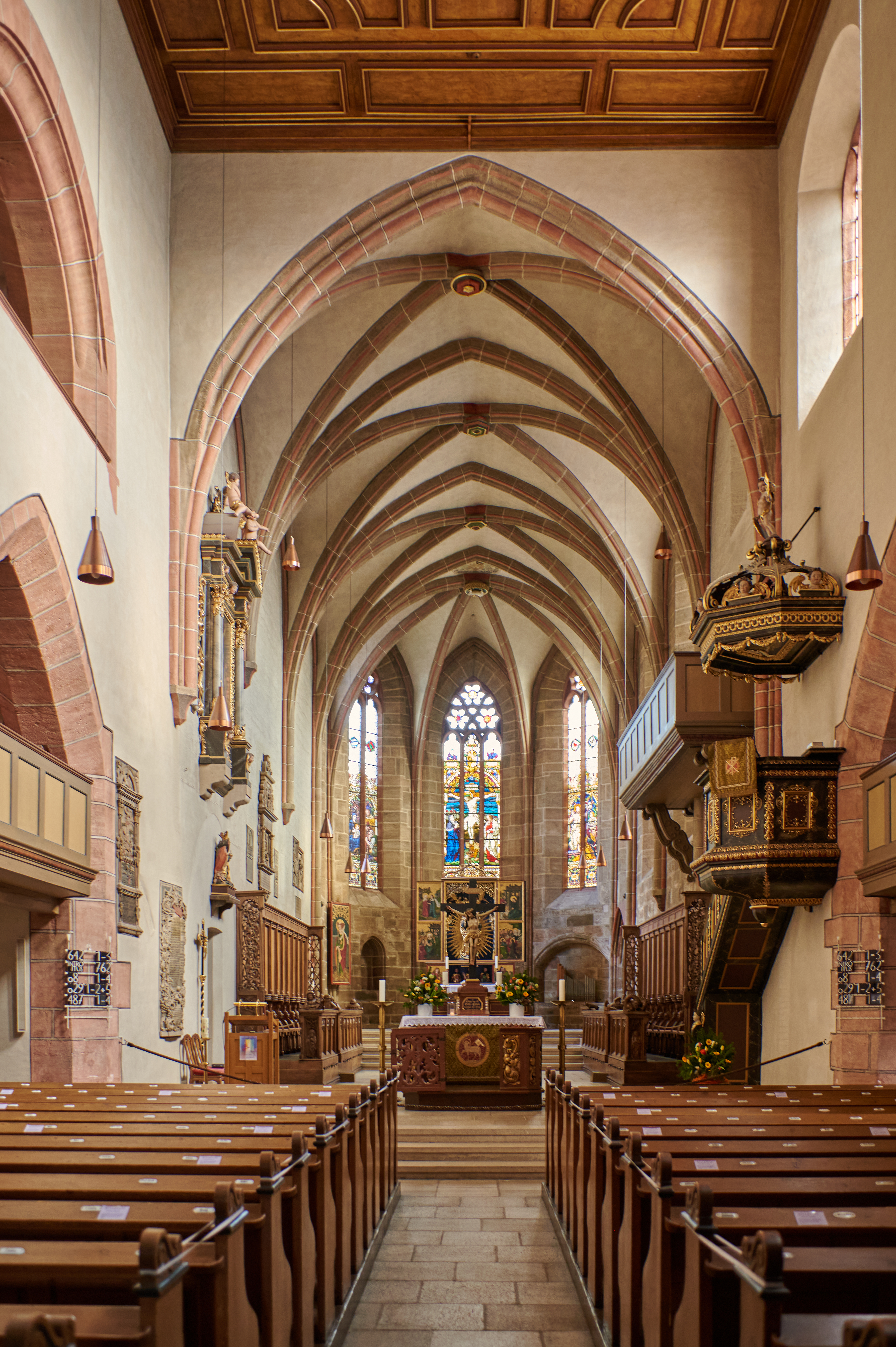
Schiff von Westen
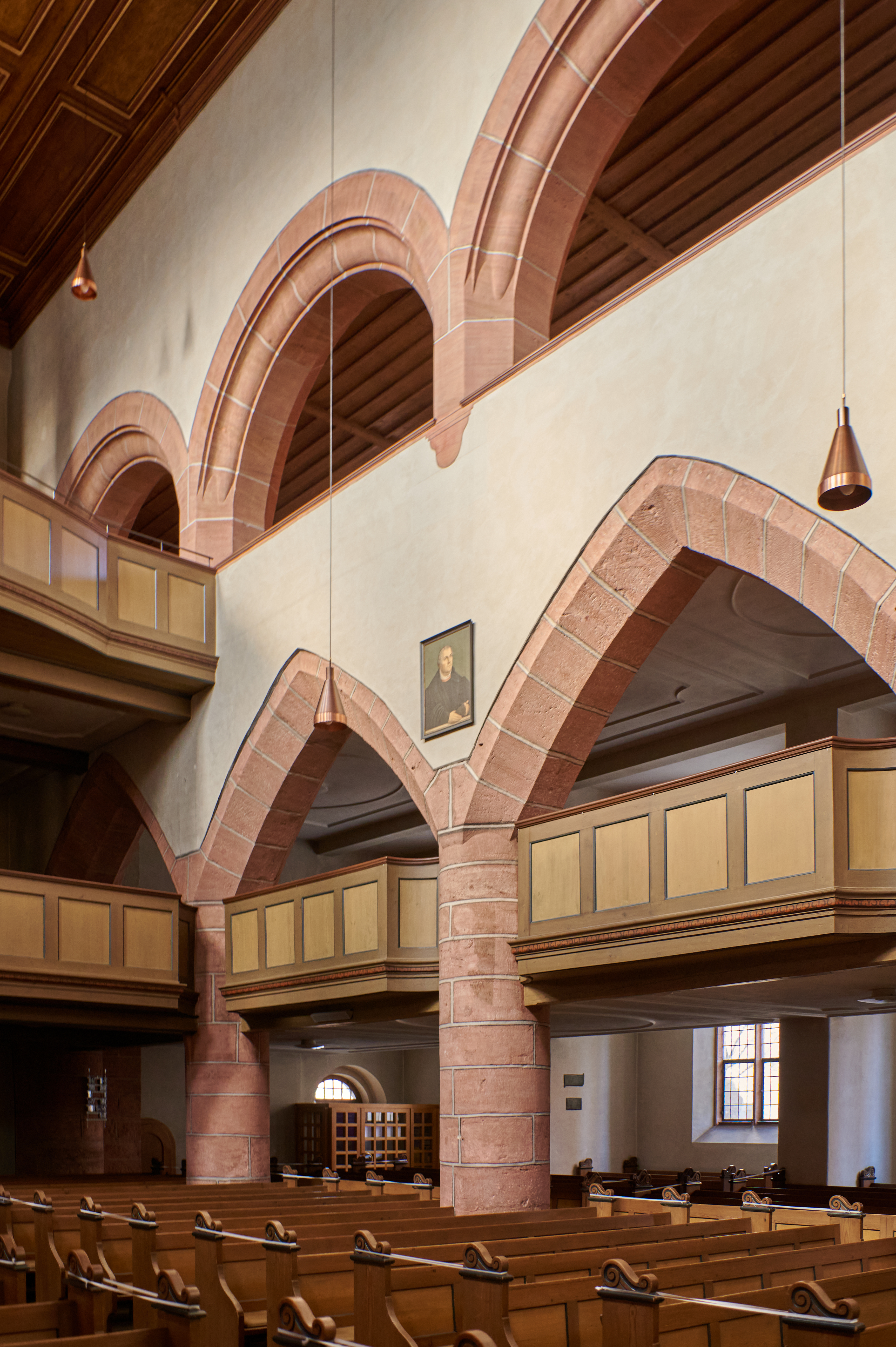
Nördliche Emporen
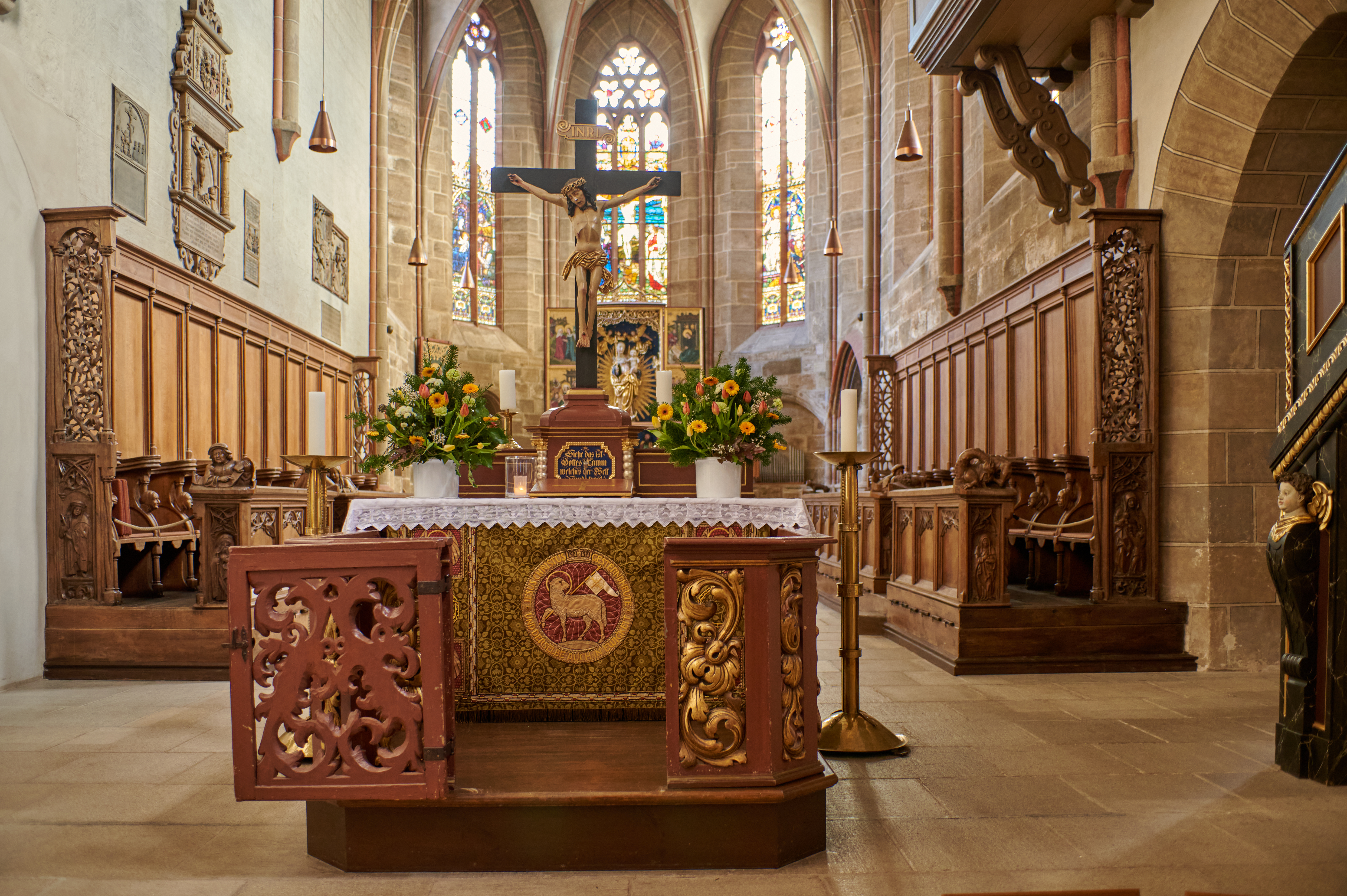
Abendmahlaltar
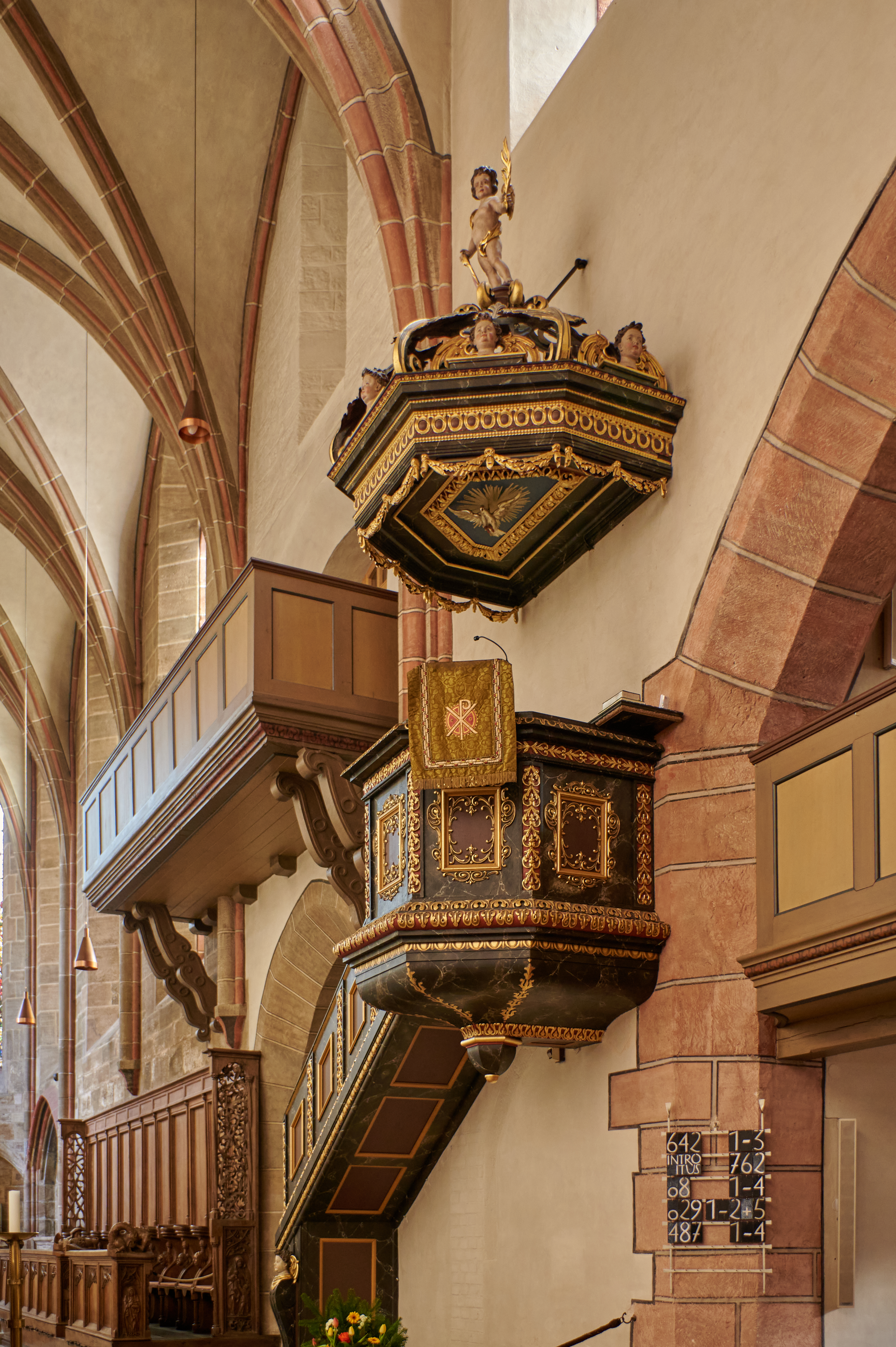
Kanzel

| Lage                                  | Objekt    | Beschreibung | Akten-Nr.              | Bild           |
| ------------------------------------- | --------- | --- | ---------------------- | -------------- |
| Kirchplatz 3, Marktplatz 3 (Standort) | Kreuzgang | Ehemalige romanische Vierflügelanlage, ungleichmäßig erhalten, teilweise mit Fachwerkobergeschoss des 18. Jahrhunderts, im Obergeschoss Handwerkerstuben (Außenstelle des Fränkischen Museums); zugehörig Marktplatz 2 und 3 | D-5-71-145-47 Wikidata | weitere Bilder |

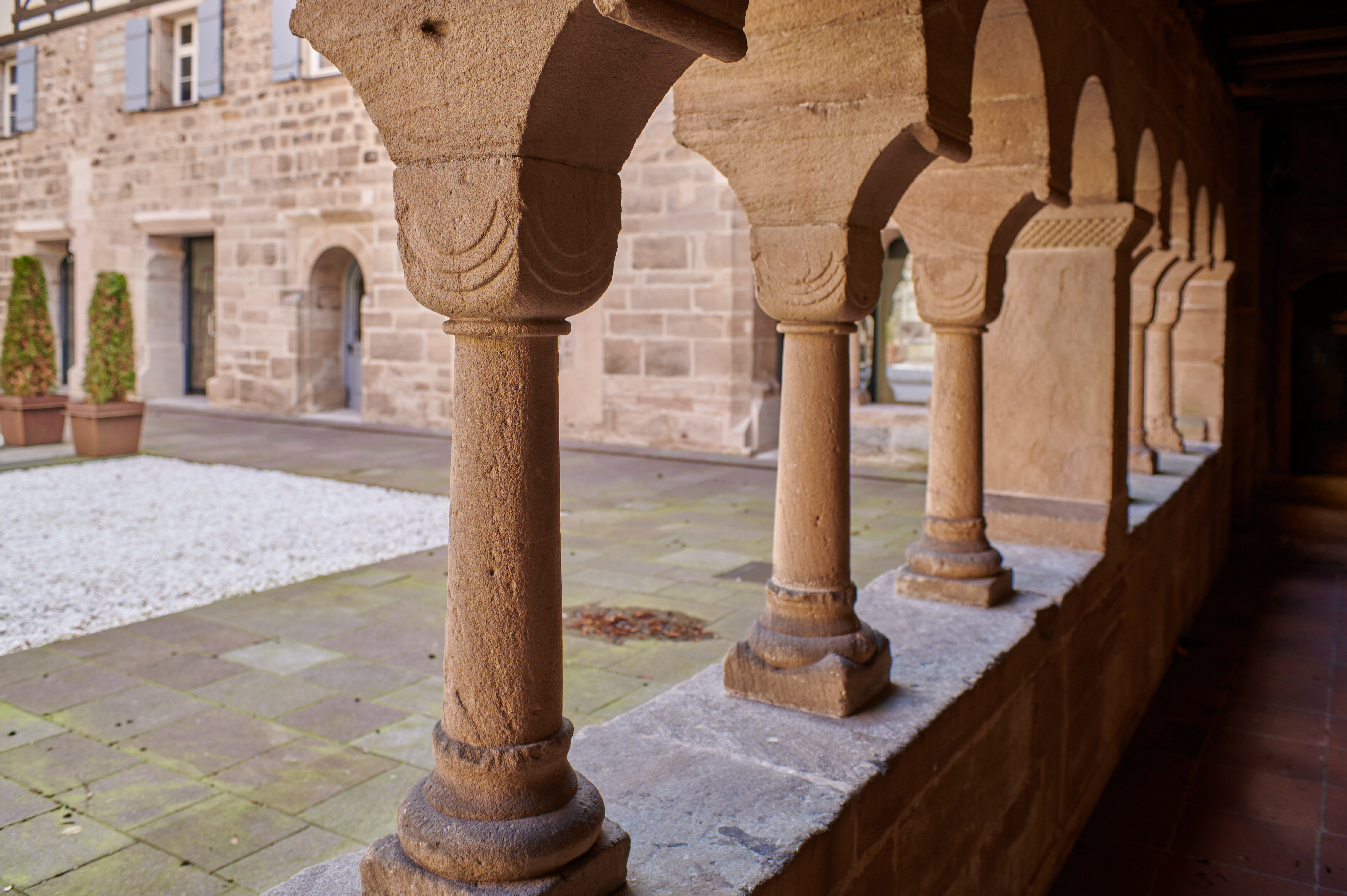
Kreuzgang Westseite
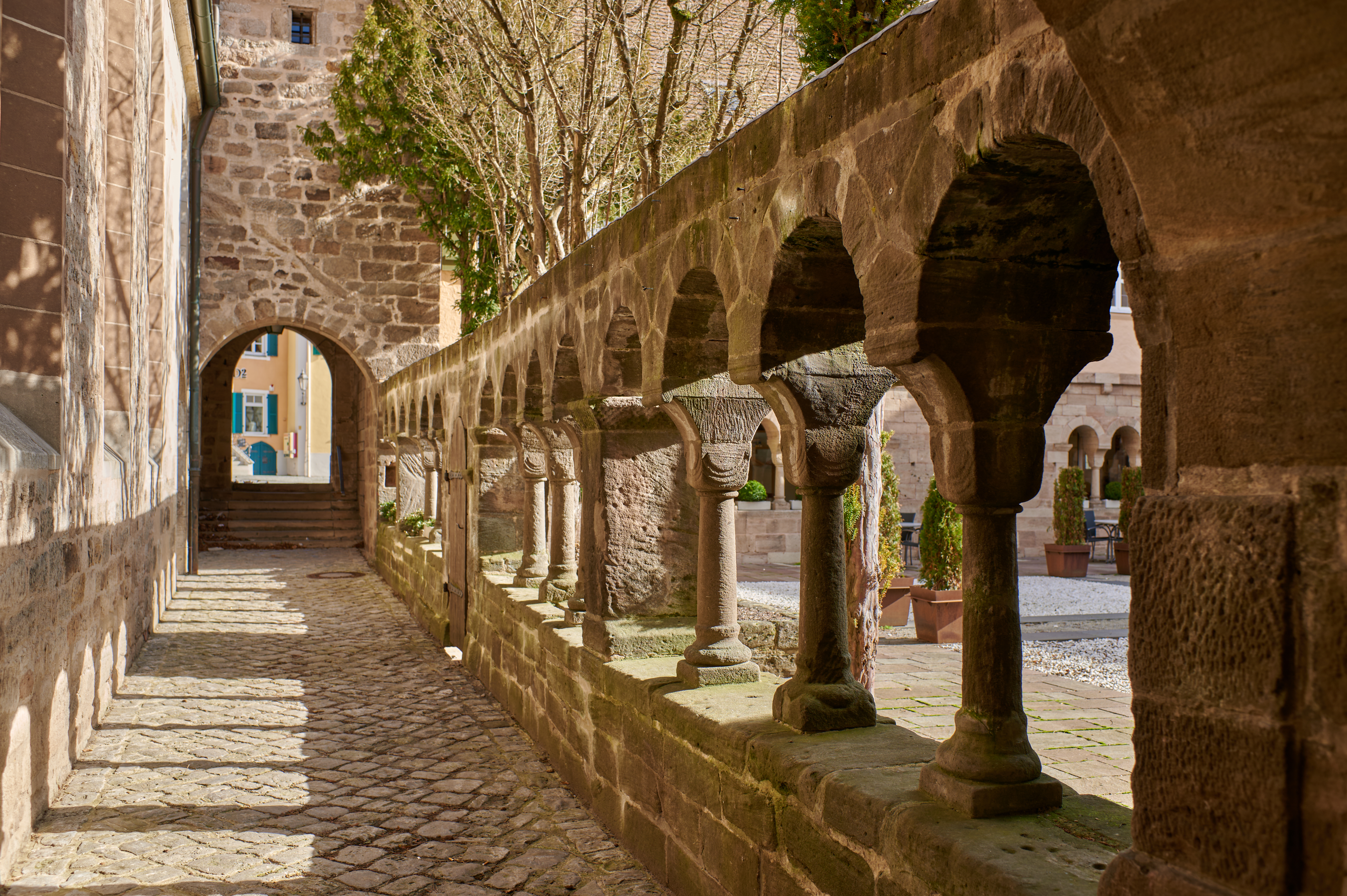
Kreuzgang Nordseite
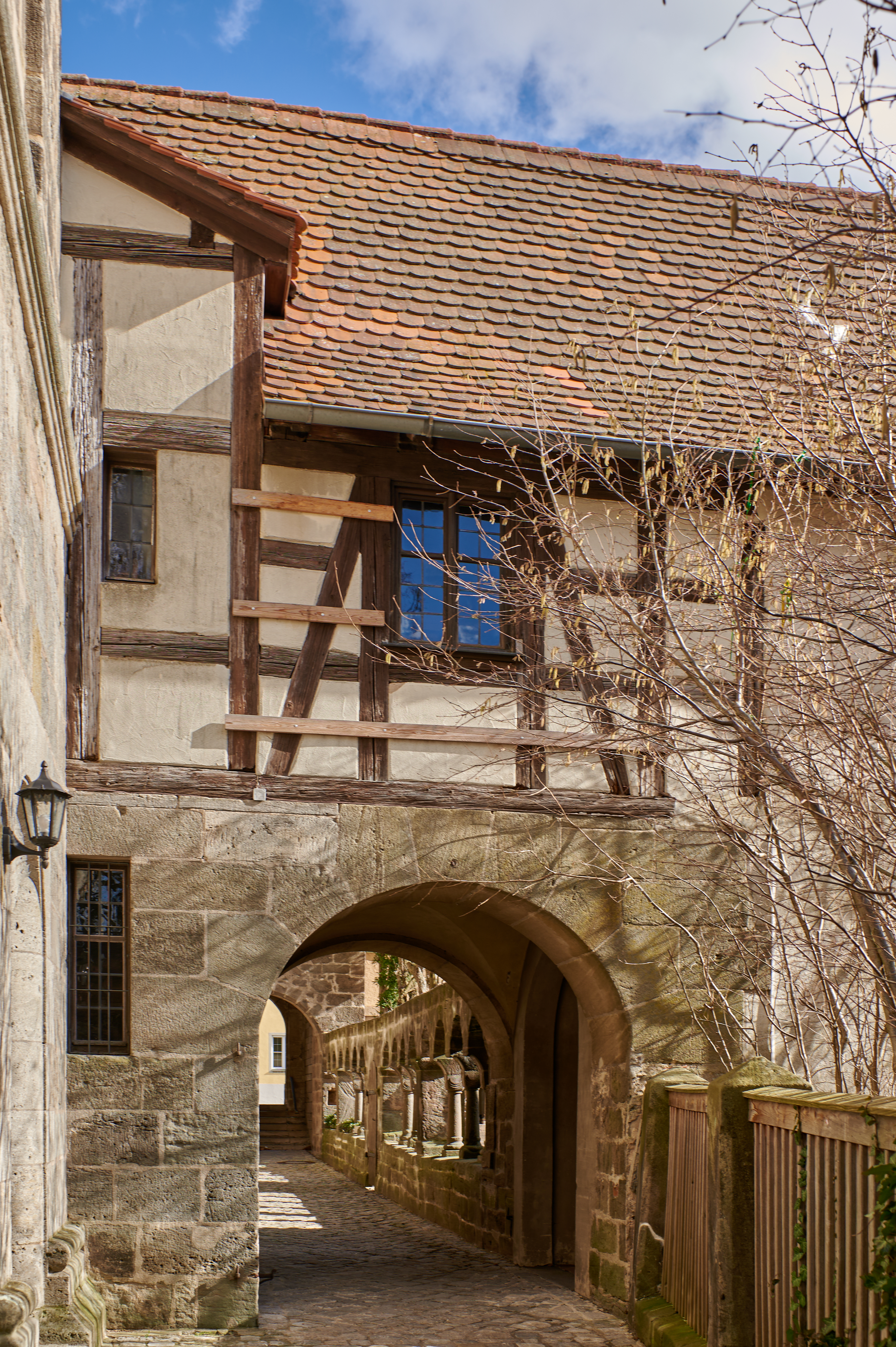
Kreuzgang Ostseite
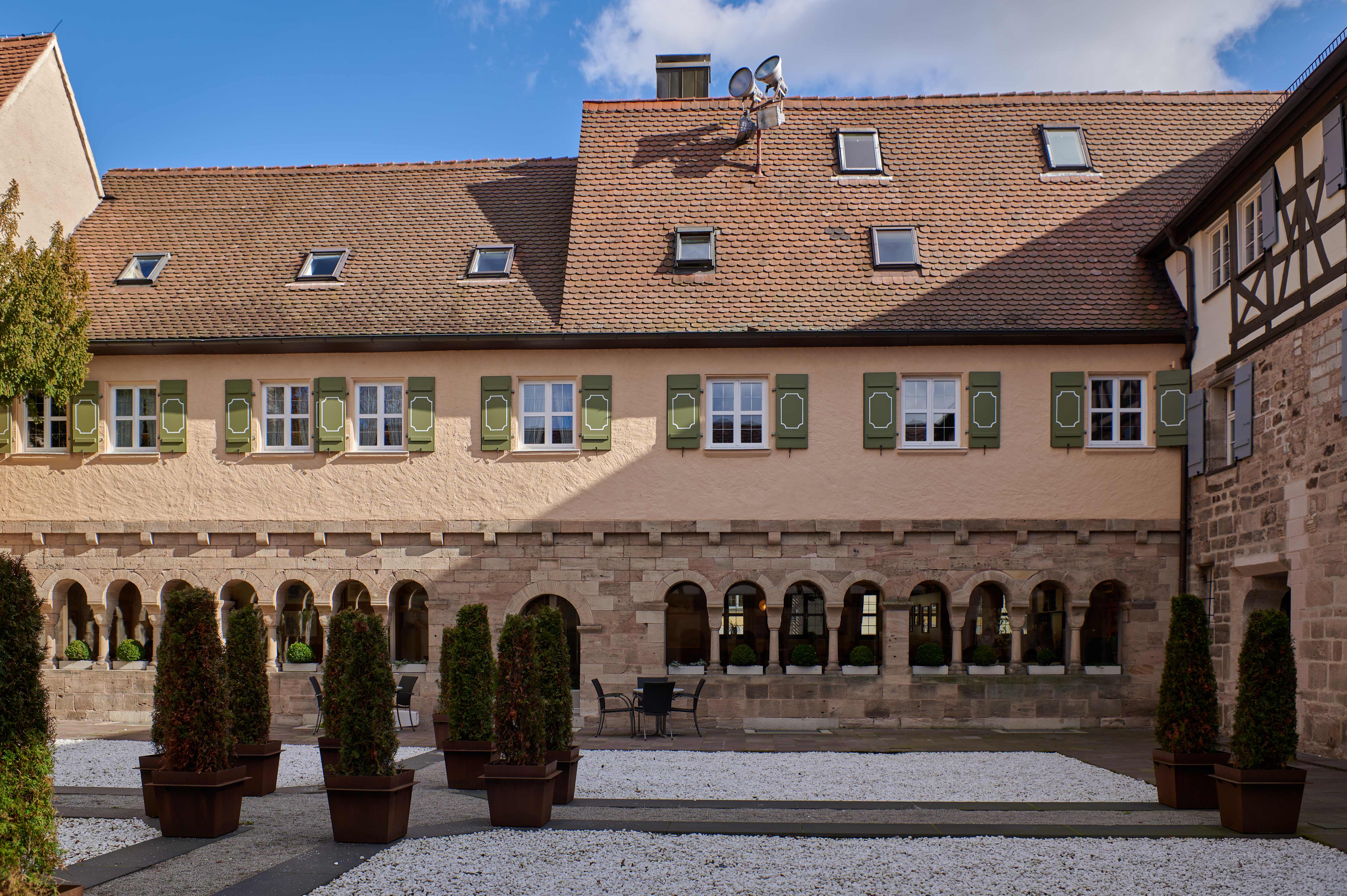
Kreuzgang Ostseite
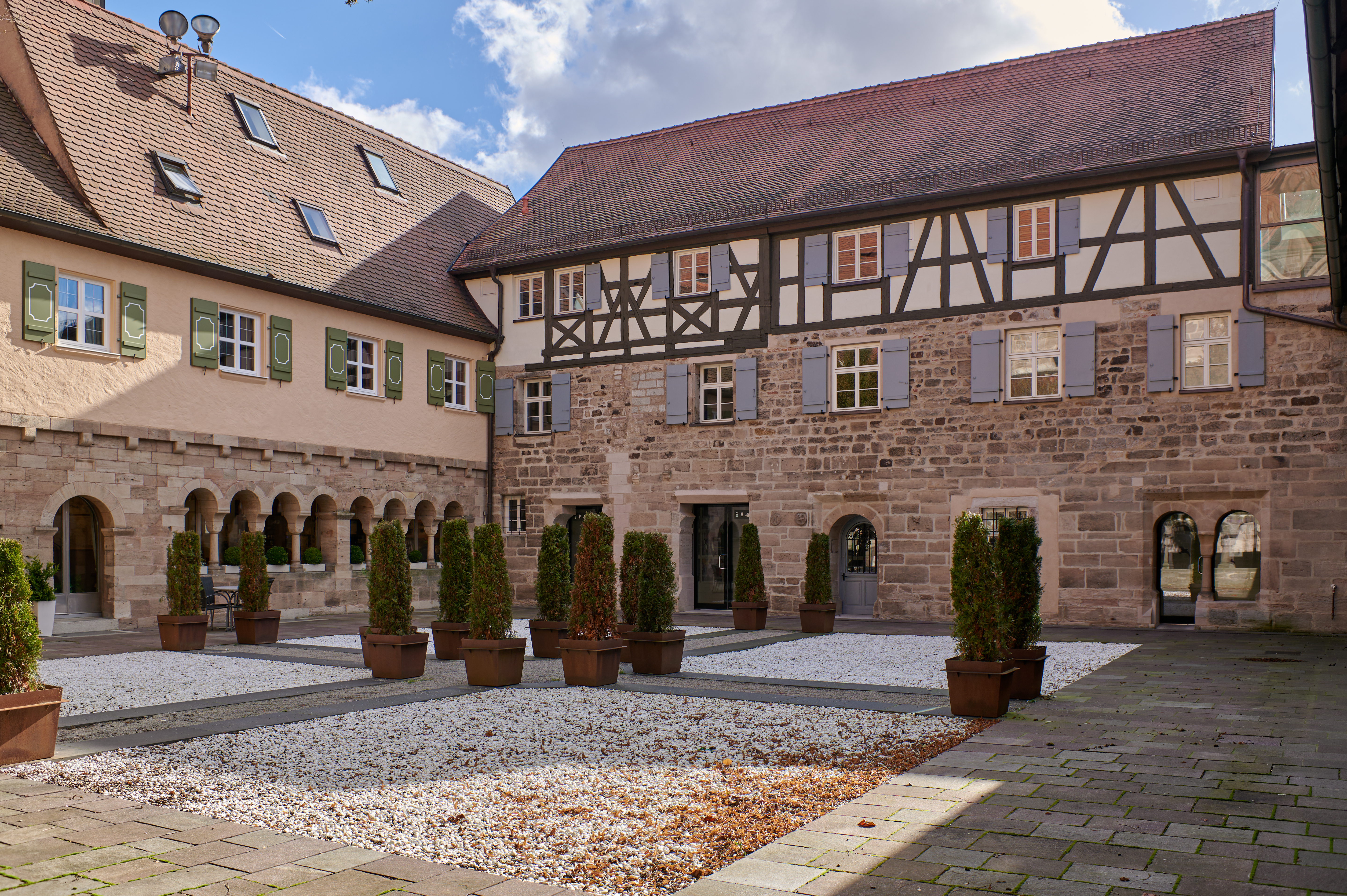
Kreuzgang Südseite

| Lage                    | Objekt                                           | Beschreibung | Akten-Nr.              | Bild           |
| ----------------------- | ------------------------------------------------ | --- | ---------------------- | -------------- |
| Kirchplatz 4 (Standort) | Zugehörig Hofmauer                               | Mit Kielbogenfragment des 15. Jahrhunderts | D-5-71-145-48 Wikidata | weitere Bilder |
| Kirchplatz 5 (Standort) | Evangelisch-lutherische Pfarrkirche St. Johannis | Ehemals Pfarrkirche, Chorturmkirche, Sandsteinquaderbau mit Satteldach und rechteckigem Chorturm mit oktogonalem Aufsatz und Haubendach, flachgedecktes Langhaus und gewölbter Chor, im Kern romanisch, Erneuerung, Bauinschrift 1414, Turmoktogon 1484, Haube von 1805; mit Ausstattung | D-5-71-145-49 Wikidata | weitere Bilder |

- Chor
- Hochaltar
- Sakramentshaus
- Orgelempore
- Orgel
- Epitaph

| Lage                               | Objekt | Beschreibung | Akten-Nr.               | Bild           |
| ---------------------------------- | --- | --- | ----------------------- | -------------- |
| Kirchplatz 11 (Standort)           | Gasthaus, ehemaliges Gasthaus zur Glocke, vermutlich Klosterbrauerei                                                            | Zweigeschossiger massiver Satteldachbau in Ecklage, Fassade mit Schweifgiebel 1870, nach Vorbild des 17. Jahrhunderts | D-5-71-145-50 Wikidata  | weitere Bilder |
| Kronenwirtsberg 3 (Standort)       | Ehemaliges Gasthaus Deutsches Haus                                                                                              | Zweigeschossiger Satteldachbau, einseitig mit Walm, teilweise Fachwerk, bezeichnet „1756“ | D-5-71-145-51 Wikidata  | weitere Bilder |
| Marktplatz (Standort)              | Marktbrunnen | Reliefierter Steinpfeiler mit bekrönender wappenhaltender Figur, achtseitiges Brunnenbecken aus Königsbronner Gusseisenplatten mit Reliefdarstellungen, Neuanlage von 1726 | D-5-71-145-65 Wikidata  | weitere Bilder |
| Marktplatz 1 (Standort)            | Ehemaliges Rathaus der Stadt (bis Mitte 20. Jahrhundert)                                                                        | Dreigeschossiges Gebäude mit Mansardwalmdach, in Ecklage, Sockelgeschoss und Ecklisenen rustiziert, mit Putzgliederungen, Portal, Innenausbau teilweise klassizistisch, Neubau von 1520, 1817 umgebaut, Fassade 1902 verändert | D-5-71-145-53 Wikidata  | weitere Bilder |
| Marktplatz 2 (Standort)            | Wohngebäude über Teilen des ehemaligen Kreuzgangs (Kapitelhaus)                                                                 | Zurückgesetzter dreigeschossiger Satteldachbau, 1444 (dendrochronologisch datiert); Veränderungen im 17. Jahrhundert, Giebel 1716, 1871 (dendrochronologisch datiert) Aufstockung; in baulichem Verband mit dem Stiftskreuzgang, siehe Kirchplatz 3 | D-5-71-145-54 Wikidata  | weitere Bilder |
| Marktplatz 3 (Standort)            | Traufseitbau | Mit Fachwerkobergeschoss, Neubau nach älterem Vorbild Mitte 20. Jahrhundert; in Bauverband mit dem Stiftskreuzgang, siehe Kirchplatz 3 | D-5-71-145-55 Wikidata  | weitere Bilder |
| Marktplatz 4 (Standort)            | Wohnhaus | Dreigeschossiger Satteldachbau in Ecklage, mit vorkragendem Obergeschoss, Fachwerk, Kellerzugang, 17. bis 19. Jahrhundert; zugleich Hindenburgstraße 2 | D-5-71-145-56 Wikidata  | weitere Bilder |
| Marktplatz 5 (Standort)            | Gasthaus zum Lamm | Zweigeschossiger traufständiger Satteldachbau mit Zwerchhaus, Kellerzugang, äußere Erscheinung erste Hälfte 19. Jahrhundert, älterer Kern | D-5-71-145-57 Wikidata  | weitere Bilder |
| Marktplatz 6 (Standort)            | Ehemaliges Gasthaus zur goldenen Krone und Brauerei                                                                             | Dreigeschossiger traufständiger Satteldachbau, Mitte 18. Jahrhundert, mit älterem Kern; Rückgebäude, zweigeschossiger Satteldachbau, Fachwerk, wohl Mitte 18. Jahrhundert | D-5-71-145-58 Wikidata  | weitere Bilder |
| Marktplatz 6 (Standort)            | Nebengebäude | Ziegelsichtiger Satteldachbau, zweite Hälfte 19. Jahrhundert | D-5-71-145-58 Wikidata  | BW             |
| Marktplatz 6 (Standort)            | Nebengebäude | Eingeschossiger Satteldachbau, wohl Mitte 18. Jahrhundert | D-5-71-145-58 Wikidata  | weitere Bilder |
| Marktplatz 7 (Standort)            | Ehemaliges Gasthaus zur Post, Hotel, seit 1731 Poststation, vorher Gasthaus zum Storchen, Fürstenherberge des ehemaligen Stifts | Zweigeschossiges giebelständiges Gebäude mit Steildach, Treppengiebelhaus, im Kern 14./15. Jahrhundert, heutige Erscheinung 16./17. Jahrhundert, zahlreiche Umbauten; mit Rückgebäuden | D-5-71-145-59 Wikidata  | weitere Bilder |
| Marktplatz 8 (Standort)            | Ehemaliges Gasthaus zum Greifen und Brauerei, jetzt Hotel                                                                       | Dreigeschossiges giebelständiges Gebäude mit Schopfwalm, mit Ecklisenen und Geschossgliederung, im Kern spätes 16. Jahrhundert (bezeichnet 1588), Relief bezeichnet „1818“, spätere Umbauten, Innenausbau zum Teil 16. Jahrhundert, mit anschließendem Rückgebäude wohl 17./18. Jahrhundert                                                                                   | D-5-71-145-60 Wikidata  | weitere Bilder |
| Marktplatz 10 (Standort)           | Bürgerhaus, später Wohn- und Geschäftsgebäude                                                                                   | Zweigeschossiger Bau mit Steildach, in Ecklage, mit vorkragendem Obergeschoss, 18. Jahrhundert, im Kern vor 1600 | D-5-71-145-61 Wikidata  | weitere Bilder |
| Marktplatz 11 (Standort)           | Wohn- und Geschäftshaus | Zweigeschossiger giebelständiger Satteldachbau, mit Ecklisenen, 18. Jahrhundert, älterer Kern | D-5-71-145-62 Wikidata  | weitere Bilder |
| Marktplatz 12 (Standort)           | Wohn- und Geschäftshaus | Zweigeschossiges giebelständiges Gebäude mit Steildach, mit rustizierten Ecklisenen, 18. Jahrhundert, im Kern vor 1600 | D-5-71-145-63 Wikidata  | weitere Bilder |
| Marktplatz 13 (Standort)           | Wohnhaus, Wohn- und Geschäftsgebäude                                                                                            | Zweigeschossiger Satteldachbau in Ecklage, mit Fachwerkgiebel, 18. Jahrhundert, mit älterem Kern | D-5-71-145-64 Wikidata  | weitere Bilder |
| Museumstraße 1 (Standort)          | Wohngebäude, Wohn- und Geschäftshaus                                                                                            | Zweigeschossiger giebelständiger Satteldachbau, mit Fachwerkgiebel, zweite Hälfte 18. Jahrhundert | D-5-71-145-66 Wikidata  | weitere Bilder |
| Museumstraße 2 (Standort)          | Gasthaus zur Sonne, ehemalige Brauerei                                                                                          | Zweigeschossiger Satteldachbau in Ecklage, einseitig mit Krüppelwalm, mit rustizierten Ecklisenen, Kellerzugang, 18. Jahrhundert, Ausleger zweite Hälfte 18. Jahrhundert | D-5-71-145-67 Wikidata  | weitere Bilder |
| Museumstraße 8 (Standort)          | Wohngebäude | Zweigeschossiger Bau mit Steildach, in Ecklage, mit vorkragendem Giebel, im Kern Fachwerk, mit Ladeluke, 17./18. Jahrhundert | D-5-71-145-68 Wikidata  | weitere Bilder |
| Museumstraße 11 (Standort)         | Wohn- und Gasthaus | Zweigeschossiges Gebäude mit Steildach, in Ecklage, Giebel und Obergeschoss seitlich vorkragend, im Kern Fachwerk, wohl 17./18. Jahrhundert | D-5-71-145-69 Wikidata  | weitere Bilder |
| Museumstraße 13 (Standort)         | Wohngebäude | Zweigeschossiger Satteldachbau in Ecklage, im Kern Fachwerkbau des 18. Jahrhunderts, mit älterem Kellerzugang und Biedermeiertür | D-5-71-145-70 Wikidata  | weitere Bilder |
| Museumstraße 16 (Standort)         | Scheune | Erdgeschossiger, weitgehend unverputzter Satteldachbau, Traufseiten Bruchsteinmauerwerk, Giebelseiten in Fachwerk, dendrochronologisch datiert 1681/82 | D-5-71-145-237          | weitere Bilder |
| Museumstraße 18 (Standort)         | Bürgerhaus | Zweigeschossiger giebelständiger Satteldachbau, Fassade mit Schopfwalm, Zierfachwerk, erste Hälfte 17. Jahrhundert | D-5-71-145-71 Wikidata  | weitere Bilder |
| Museumstraße 19 (Standort)         | Ehemaliges Gerberhaus | Fränkisches Museum, zweigeschossiges traufständiges Gebäude mit Steildach, Obergeschoss Fachwerk, teilweise verputzt, 17./18. Jahrhundert, im Kern um 1500 | D-5-71-145-72 Wikidata  | weitere Bilder |
| Postgasse 2 (Standort)             | Wohngebäude | Zweigeschossiger giebelständiger Satteldachbau, im Kern Fachwerk, Putzfassade 18. Jahrhundert, älterer Kern, mit Kellerzugang | D-5-71-145-73 Wikidata  | weitere Bilder |
| Postgasse 6 (Standort)             | Ehemalige Schmiede | Zweigeschossiges Gebäude mit Steildach, nach Süden Halbwalm, in Ecklage, Teile in verputztem Fachwerk, 17. Jahrhundert, Fachwerkgiebel aus der Zeit um 1400 (1389, 1404, 1420 dendrochronologisch datiert) mit Änderungen zweite Hälfte 16. Jahrhundert | D-5-71-145-75 Wikidata  | weitere Bilder |
| Ringstraße 34 (Standort)           | Evangelisch-lutherische Friedhofskirche St. Michael                                                                             | Saalbau mit Satteldach, dreiseitigem Abschluss und Dachreiter mit Zwiebelaufsatz, errichtet 1620, Dachreiter 1696; mit Ausstattung | D-5-71-145-80 Wikidata  | weitere Bilder |
| Ringstraße 34 (Standort)           | Friedhof | 18./19. Jahrhundert, erweitert 1901, mit zahlreichen Grabdenkmälern des 18. bis Mitte 20. Jahrhundert und Kruzifix auf Sandsteinsockel, 1901 | D-5-71-145-80 Wikidata  | weitere Bilder |
| Ringstraße 28 (Standort)           | Leichenhaus | erdgeschossiger Walmdachbau mit Säulenvorhalle, Seitenrisaliten und zwei Dachreitern, neuklassizistisch, 1924 | D-5-71-145-80 Wikidata  | weitere Bilder |
| Ringstraße 34 (Standort)           | Gruftkapelle | Walmdachbau mit Pilastergliederung, bez. 1779 | D-5-71-145-80 Wikidata  | weitere Bilder |
| Ringstraße 34 (Standort)           | Gruftkapelle | Walmdachbau mit rustizierten Ecklisenen, bez. 1788 | D-5-71-145-80 Wikidata  | weitere Bilder |
| Ringstraße 28, 34 (Standort)       | Friedhofsummauerung | 19./frühes 20. Jahrhundert | D-5-71-145-80 Wikidata  | weitere Bilder |
| Ringstraße 49 (Standort)           | Wohnhaus | Zweigeschossiger traufständiger Satteldachbau, im Kern „1796“ (bezeichnet) | D-5-71-145-82 Wikidata  | weitere Bilder |
| Ringstraße 60 (Standort)           | Wohnhaus | Zweigeschossiges Gebäude mit Mansardwalmdach, in Ecklage, 1793 | D-5-71-145-84 Wikidata  | weitere Bilder |
| Ringstraße 66 (Standort)           | Ehemaliges Gefängnis (Amtsgericht zugehörig), später Schule                                                                     | zweigeschossiger traufständiger Satteldachbau, Putzgliederungen mit Treppenfries, wohl 1827; Umfassungsmauer (ca. 4 m hoch) größtenteils Ende 20. Jahrhundert abgebrochen | D-5-71-145-180 Wikidata | weitere Bilder |
| Ringstraße 72 (Standort)           | Ehemaliges Amtsgerichtsgebäude                                                                                                  | Repräsentativer Verwaltungsbau, zweigeschossiger Walmdachbau, Mittelrisalit mit Staatswappen, Ecklisenen und Gliederungen in Naturstein, in historistischen neuklassizistischen Formen, 1891 | D-5-71-145-181 Wikidata | weitere Bilder |
| Ringstraße 86 (Standort)           | Turnhalle | Satteldachbau in Ziegelsteinmauerwerk, Lisenengliederungen, Büste des Turnvaters Jahn, bezeichnet „1900“ | D-5-71-145-86 Wikidata  | weitere Bilder |
| Rothenburger Straße 4 (Standort)   | Bäuerliches Anwesen | Wohngebäude, zweigeschossiger giebelständiger Satteldachbau, mit Putzgliederung, 19. Jahrhundert | D-5-71-145-88 Wikidata  | weitere Bilder |
| Rothenburger Straße 4 (Standort)   | Stall, Scheune | Eingeschossiges Gebäude mit Halbwalm, bezeichnet „1808“ | D-5-71-145-88 Wikidata  | weitere Bilder |
| Sandweg 1 (Standort)               | Sogenanntes Neues Spital, jetzt Hotel                                                                                           | Zweigeschossiges Gebäude mit Halbwalmdach, in klassizistischen Formen mit Putz- und Geschossgliederung, mit Dachreiter, erstes Viertel 19. Jahrhundert | D-5-71-145-90 Wikidata  | weitere Bilder |
| Spitalstraße 7 (Standort)          | Wohngebäude | Zweigeschossiger traufständiger Satteldachbau, mit vorkragendem Giebel, Zwerchhaus mit Ziergiebel, im Kern Fachwerk des 17. Jahrhunderts, Fassade um 1900 | D-5-71-145-91 Wikidata  | weitere Bilder |
| Spitalstraße 9 (Standort)          | Wohnhaus mit ehemaliger Metzgerei                                                                                               | Zweigeschossiger Massivbau mit Satteldächern und Putzgliederung, nördliche Hälfte giebelständig mit barockisierendem Schweifgiebel, südliche Hälfte traufständig und mit Fachwerkzwerchhaus mit Zeltdach sowie Fachwerkschleppgauben, von Johann Stieglitz, 1906, im Kern älter                                                                                               | D-5-71-145-236          | weitere Bilder |
| Spitalstraße 13 (Standort)         | Wohn- und Geschäftshaus | Zweigeschossiger Walmdachbau, teilweise Fachwerkobergeschoss, 18. Jahrhundert; zuvor Sitz der Spitalverwaltung (altes Spitalgebäude dahinterliegend) | D-5-71-145-92 Wikidata  | weitere Bilder |
| Spitalstraße 14 (Standort)         | Gasthaus, ehemaliges Gasthaus zur goldenen Rose                                                                                 | Zweigeschossiger traufständiger Satteldachbau, massiv, im Kern 18. Jahrhundert, Rokoko-Ausleger des späteren 18. Jahrhunderts des ehem. Gasthauses zur Rose aktuell nicht mehr vorhanden | D-5-71-145-93 Wikidata  | weitere Bilder |
| Spitalstraße 15 (Standort)         | Wohnhaus | Zweigeschossiges Gebäude mit Mansarddach mit Schopfwalm, in Ecklage, spätes 18./19. Jahrhundert | D-5-71-145-94 Wikidata  | weitere Bilder |
| Spitalstraße 17 (Standort)         | Inschriftplatte | 1421, Anno MCCCCXXIII inceptu (m) p(er) iohnem Remlein sabato post M (?) ascensionen: Im Jahre 1423 (!) begonnen durch Johann Remlein am Samstag nach Mariä (?) Himmelfahrt. Ursprünglich vom Spitaltor stammend, das 1811 außer sechs weiteren Häusern abbrannte. | D-5-71-145-95 Wikidata  | weitere Bilder |
| Spitalstraße 20 (Standort)         | Wohnhaus | Zweigeschossiger Giebelbau mit Satteldach, im Kern Fachwerk, 17./18. Jahrhundert | D-5-71-145-97 Wikidata  | weitere Bilder |
| Untere Torstraße 2 (Standort)      | Bürgerhaus | Dreigeschossiges giebelständiges Gebäude mit Steildach, Fachwerk, Erdgeschoss massiv, mit vorkragenden Obergeschossen, im Kern um 1550, 17./18. Jahrhundert | D-5-71-145-100 Wikidata | weitere Bilder |
| Untere Torstraße 3 (Standort)      | Ehemalige städtische Schranne und Feuerwehrhaus                                                                                 | Zweigeschossiger giebelständiger Satteldachbau, mit Durchfahrt, bezeichnet „1740“ | D-5-71-145-101 Wikidata | weitere Bilder |
| Untere Torstraße 4 (Standort)      | Wohngebäude | Zweigeschossiger giebelständiger Bau mit Steildach, mit Fachwerkgiebel, 18. Jahrhundert | D-5-71-145-102 Wikidata | weitere Bilder |
| Untere Torstraße 7 (Standort)      | Wohn- und Geschäftsgebäude, ehemalige Stadt-Apotheke                                                                            | Zweigeschossiger traufständiger Satteldachbau, Zwerchhaus, mit Geschossgliederung, im Kern 17. Jahrhundert (bezeichnet „1690“), Umbauten bis frühes 20. Jahrhundert | D-5-71-145-103 Wikidata | weitere Bilder |
| Untere Torstraße 11 (Standort)     | Bürgerhaus | Wohn- und Geschäftsgebäude, dreigeschossiger Satteldachbau, Zwerchhaus mit Ziergiebel, Neurenaissancefassade mit Erker, um 1900 | D-5-71-145-105 Wikidata | weitere Bilder |
| Untere Torstraße 14 (Standort)     | Wohn- und Geschäftshaus | Zweigeschossiger giebelständiger Satteldachbau, im Kern Fachwerk, 18. Jahrhundert | D-5-71-145-106 Wikidata | weitere Bilder |
| Untere Torstraße 20 (Standort)     | Wohngebäude | Zweigeschossiger giebelständiger Satteldachbau mit kurzem Schopfwalm, Fachwerk verputzt, Obergeschoss und Giebel vorkragend, 17. Jahrhundert | D-5-71-145-107 Wikidata | weitere Bilder |
| Untere Torstraße 21 (Standort)     | Gasthaus, ehemaliges Gasthaus zum Löwen                                                                                         | Zweigeschossiger giebelständiger Satteldachbau, rückwärtig Steildach, massiv, bezeichnet „1697“ | D-5-71-145-108 Wikidata | weitere Bilder |
| Untere Torstraße 22 (Standort)     | Bürgerhaus | Zweigeschossiges Gebäude mit Steildach, in Ecklage, Obergeschoss und Giebel Fachwerk, 17. Jahrhundert | D-5-71-145-109 Wikidata | weitere Bilder |
| Vorderer Spitzenberg 7 (Standort)  | Wohnhaus | Zweigeschossiges Gebäude mit Schopfwalmdach, teils verputztes Fachwerk, mit vorkragenden Giebelgeschossen, im Kern vor 1600, 1701 erneuert, bezeichnet „1781“ | D-5-71-145-111          | weitere Bilder |
| Vorderer Spitzenberg 23 (Standort) | Wohnhaus | Zweigeschossiger giebelständiger Bau mit Steildach, Fachwerkteile, im Kern 1553 (dendrochronologisch datiert), 17.–18. Jahrhundert; an die Stadtmauer gebaut. Die Namen und Berufe der Besitzer sind von 1650 bis heute lückenlos vorhanden. Seit der zweiten Hälfte des 18. Jh. ist das Haus zweigädig, d. h. auf zwei Eigentümer aufgeteilt. Ehemaliges Stadtschreiberhaus. | D-5-71-145-113          | weitere Bilder |
| Webergasse 3, 5 (Standort)         | Wohngebäude | Doppelhaus, zweigeschossiger Satteldachbau in Ecklage, im Kern Fachwerk, 18. Jahrhundert | D-5-71-145-115 Wikidata | weitere Bilder |
| Webergasse 7 (Standort)            | Ehemaliges Wohn- und Ladengebäude                                                                                               | Zweigeschossiger giebelständiger Satteldachbau, Fachwerk verputzt, mit vorkragendem Obergeschoss, im Kern Fachwerkbau von 1532 (dendrochronologisch datiert), umgebaut 1692 | D-5-71-145-116 Wikidata | weitere Bilder |
| Zum Taubenbrünnlein 1 (Standort)   | Wohngebäude, Bürgerhaus | Zweigeschossiger giebelständiger Satteldachbau, im Kern Fachwerkbau mit vorkragenden Giebelgeschossen, 17. Jahrhundert | D-5-71-145-117 Wikidata | weitere Bilder |
| Zum Taubenbrünnlein 2 (Standort)   | Evangelisch-lutherisches Pfarrhaus                                                                                              | Zweigeschossiges Gebäude mit Halbwalm, mit Ecklisenen und Putzgliederung, 1899 | D-5-71-145-118 Wikidata | weitere Bilder |
| Zum Taubenbrünnlein 2 (Standort)   | Inschriftstein | am Torpfosten, bezeichnet „Simon Priester Pfarrer 1570“ | D-5-71-145-118          | weitere Bilder |
| Zum Taubenbrünnlein 4 (Standort)   | Sogenanntes Organistenhaus, 1576–1829 auch Schulhaus                                                                            | Zweigeschossiger, verputzter Walmdachbau, zur Straße Zwerchhaus mit Walmdach, zur Kirche Fachwerkzwerchhaus mit Satteldach, im Süden schmaler, zweigeschossiger Satteldachanbau, im Kern 16. Jahrhundert, Veränderungen wohl 18. Jahrhundert | D-5-71-145-186          | weitere Bilder |
| Zum Taubenbrünnlein 5 (Standort)   | Wohngebäude | Zweigeschossiger giebelständiger Satteldachbau, im Kern Fachwerk, mit vorkragendem Giebel, 18. Jahrhundert | D-5-71-145-120 Wikidata | weitere Bilder |
| Zum Taubenbrünnlein 11 (Standort)  | Ehemaliges Jagsheimisches Schlösschen                                                                                           | Zweigeschossiger Walmdachbau, 1765; einfaches Ständerfachwerk im Obergeschoss, verputzt. | D-5-71-145-121 Wikidata | weitere Bilder |
| Zum Taubenbrünnlein 11 (Standort)  | Gerberscheune | Fachwerk, 18./19. Jahrhundert, mit Gerberbrunnen | D-5-71-145-121 Wikidata | weitere Bilder |
| Zum Taubenbrünnlein 13 (Standort)  | Wohnhaus, ehemals Chorherrenhof, später Handwerkerhaus                                                                          | Doppelhaus, zweigeschossiger, verputzter Satteldachbau mit quergestelltem, zwei- bzw. dreigeschossigem Satteldachanbau, z. T. Fachwerk, südlicher Teil zweigeschossiger, verputzter Walmdachbau, dendro.dat. 1412/13, Aufstockung des Querbaus dendro.dat. 1627, südliche Haushälfte dendro.dat. 1733                                                                         | D-5-71-145-215          | weitere Bilder |

### Bergnerzell
| Lage                     | Objekt        | Beschreibung                                                               | Akten-Nr.               | Bild           |
| ------------------------ | ------------- | -------------------------------------------------------------------------- | ----------------------- | -------------- |
| Bergnerzell 7 (Standort) | Wohnstallhaus | Eingeschossiges giebelständiges Gebäude mit Schopfwalmdach, Fachwerk, 1822 | D-5-71-145-123 Wikidata | weitere Bilder |

### Bieberbach
| Lage                                                   | Objekt     | Beschreibung        | Akten-Nr.      | Bild |
| ------------------------------------------------------ | ---------- | ------------------- | -------------- | ---- |
| Winterhalde, ca. 800 m südöstlich des Ortes (Standort) | Steinkreuz | Spätmittelalterlich | D-5-71-145-124 | BW   |

### Bonlanden
| Lage                   | Objekt        | Beschreibung | Akten-Nr.               | Bild |
| ---------------------- | ------------- | --- | ----------------------- | ---- |
| Bonlanden 5 (Standort) | Wohnstallhaus | Mühle, zweigeschossiges Gebäude mit Krüppelwalmdach, verputzt mit Ecklisenen, bezeichnet „1832“ Mit Mühlenanbau, eingeschossiger Satteldachbau, und Mühlkanal, wohl gleichzeitig | D-5-71-145-125 Wikidata | BW   |

### Breitenau
| Lage                    | Objekt                                                                | Beschreibung | Akten-Nr.               | Bild           |
| ----------------------- | --------------------------------------------------------------------- | --- | ----------------------- | -------------- |
| Breitenau 68 (Standort) | Evangelisch-lutherische Pfarrkirche St. Stephan, Nikolaus und Erasmus | Saalkirche, im Kern 1338, Neubau von Chor und Turm 1490, 1708 Verbreiterung des Langhauses; mit Ausstattung Ummauerung des Friedhofs, Natursteinmauerwerk, im Kern wohl spätmittelalterlich, mit Grabsteinen | D-5-71-145-126 Wikidata | weitere Bilder |

### Dorfgütingen
| Lage                       | Objekt                                        | Beschreibung | Akten-Nr.               | Bild           |
| -------------------------- | --------------------------------------------- | --- | ----------------------- | -------------- |
| Dorfgütingen 26 (Standort) | Evangelisch-lutherische Pfarrkirche St. Maria | Chorturmkirche, um 1400, mehrfache folgende Umbauten; mit Ausstattung                                                                   | D-5-71-145-130 Wikidata | weitere Bilder |
| Dorfgütingen 26 (Standort) | Friedhof                                      | Ummauerung wohl im Kern spätmittelalterlich, mit Grabsteinen                                                                            | D-5-71-145-130 Wikidata | BW             |
| Dorfgütingen 27 (Standort) | Pfarrhaus                                     | Zweigeschossiger Walmdachbau mit hohem Kellergeschoss, mit Ecklisenen, Freitreppe, von Johann Michael Karg, 1788                        | D-5-71-145-127 Wikidata | weitere Bilder |
| Dorfgütingen 37 (Standort) | Gasthaus                                      | Zweigeschossiger Walmdachbau, Mittelrisalit mit Zwerchgiebel, mit Lisenen- und Geschossgliederung, bezeichnet „1851“                    | D-5-71-145-128 Wikidata | weitere Bilder |
| Dorfgütingen 39 (Standort) | Wohngebäude                                   | Zweigeschossiger giebelständiger Satteldachbau, mit Fachwerkobergeschoss und Fachwerkgiebel, frühes 18. Jahrhundert (bezeichnet „1706“) | D-5-71-145-129 Wikidata | weitere Bilder |
| Dorfgütingen 39 (Standort) | Scheune                                       | Eingeschossiger Satteldachbau, mit Fachwerkgiebel, 19. Jahrhundert                                                                      | D-5-71-145-129 Wikidata | weitere Bilder |

### Esbach
| Lage                | Objekt       | Beschreibung | Akten-Nr.               | Bild |
| ------------------- | ------------ | --- | ----------------------- | ---- |
| Esbach 1 (Standort) | Austragshaus | Wohnstallhaus, zweigeschossiger giebelständiger Satteldachbau, mit Fachwerkteilen in Obergeschoss und Giebel, bezeichnet „1853“ | D-5-71-145-131 Wikidata | BW   |

### Gehrenberg
| Lage                                                                                   | Objekt     | Beschreibung    | Akten-Nr.      | Bild |
| -------------------------------------------------------------------------------------- | ---------- | --------------- | -------------- | ---- |
| Breitfeld; ca. 700 m außerhalb des Ortes nördlich der Straße nach Breitenau (Standort) | Steinkreuz | Mittelalterlich | D-5-71-145-132 | BW   |

### Herbstmühle
| Lage                     | Objekt          | Beschreibung                                                             | Akten-Nr.               | Bild |
| ------------------------ | --------------- | ------------------------------------------------------------------------ | ----------------------- | ---- |
| Herbstmühle 1 (Standort) | Ehemalige Mühle | Zweigeschossiger Satteldachbau, mit Putzgliederung, 1631, verändert 1863 | D-5-71-145-133 Wikidata | BW   |

### Kaltenbronn
| Lage                                                                | Objekt          | Beschreibung                                      | Akten-Nr.               | Bild |
| ------------------------------------------------------------------- | --------------- | ------------------------------------------------- | ----------------------- | ---- |
| Stiftsfeld; 200 m außerhalb des Ortes Richtung Larrieden (Standort) | Flachsbrechhaus | Satteldachbau, teils massiv, wohl 19. Jahrhundert | D-5-71-145-135 Wikidata | BW   |

### Koppenschallbach
| Lage                                                      | Objekt         | Beschreibung    | Akten-Nr.               | Bild |
| --------------------------------------------------------- | -------------- | --------------- | ----------------------- | ---- |
| an der Wegabzweigung der Straße Feuchtwangen-Krapfenau () | Sandsteinkreuz | Mittelalterlich | D-5-71-145-136 Wikidata |      |

### Krobshäuser Mühle
| Lage                           | Objekt                | Beschreibung                                                                                    | Akten-Nr.               | Bild |
| ------------------------------ | --------------------- | ----------------------------------------------------------------------------------------------- | ----------------------- | ---- |
| Krobshäuser Mühle 1 (Standort) | Ehemalige Wassermühle | Zweigeschossiger Satteldachbau mit Treppengiebel, Quadermauerwerk, östlich Fachwerkgiebel, 1868 | D-5-71-145-137 Wikidata | BW   |
| Krobshäuser Mühle 1 (Standort) | Scheune               | Eingeschossiger Satteldachbau, teilweise Fachwerk, 1858                                         | D-5-71-145-137 Wikidata | BW   |

### Larrieden
| Lage                                                                       | Objekt                                          | Beschreibung                                                                               | Akten-Nr.               | Bild           |
| -------------------------------------------------------------------------- | ----------------------------------------------- | ------------------------------------------------------------------------------------------ | ----------------------- | -------------- |
| In Larrieden, am Ortseingang Richtung Tribur (Standort)                    | Steinkreuz                                      | Mittelalterlich                                                                            | D-5-71-145-144          | BW             |
| In Larrieden (Standort)                                                    | Evangelisch-lutherische Pfarrkirche St. Michael | Chorturmkirche, Turm 1760–70, Langhausneubau und Einrichtung 1910; mit Ausstattung         | D-5-71-145-140 Wikidata | weitere Bilder |
| In Larrieden (Standort)                                                    | Friedhof                                        | Anlage wohl des 18./19. Jahrhunderts, mit Grabsteinen                                      | D-5-71-145-140 Wikidata | BW             |
| In Larrieden (Standort)                                                    | Friedhofsmauer                                  | Quadermauer, 18./19. Jahrhundert, 1910 wohl verändert                                      | D-5-71-145-140 Wikidata | BW             |
| Larrieden 20 (Standort)                                                    | Pfarrhaus                                       | Zweigeschossiger giebelständiger Satteldachbau, 1849                                       | D-5-71-145-141 Wikidata | BW             |
| Larrieden 25 (Standort)                                                    | Lehrerhaus                                      | Zweigeschossiger traufständiger Satteldachbau, mit Ecklisenen und Geschossgliederung, 1849 | D-5-71-145-143 Wikidata | BW             |
| Steinweiherfeld, ca. 1200 m außerhalb des Ortes Richtung Tribur (Standort) | Steinkreuz                                      | Mittelalterlich                                                                            | D-5-71-145-145          | BW             |

### Mosbach
| Lage                  | Objekt                                          | Beschreibung | Akten-Nr.               | Bild           |
| --------------------- | ----------------------------------------------- | --- | ----------------------- | -------------- |
| In Mosbach (Standort) | Friedhofskreuz                                  | Corpus Metall, an Steinkreuz, bezeichnet „1912“                                                                            | D-5-71-145-191 Wikidata | BW             |
| Mosbach 14 (Standort) | Wohnstallhaus                                   | Eingeschossig, mit verputztem Fachwerkgiebel, wohl 18. Jahrhundert                                                         | D-5-71-145-150 Wikidata | BW             |
| Mosbach 20 (Standort) | Wohnstallhaus                                   | Eingeschossiges giebelständiges Gebäude mit Steildach, mit zweigeschossigem Quergiebel, Fachwerk, Mitte 19. Jahrhundert    | D-5-71-145-149 Wikidata | weitere Bilder |
| Mosbach 44 (Standort) | Evangelisch-lutherische Pfarrkirche St. Michael | Chorturmkirche, Anlage des 15. Jahrhunderts, Turm von 1489, 1621 Turm nach Brand verkürzt wiederaufgebaut; mit Ausstattung | D-5-71-145-148 Wikidata | weitere Bilder |
| Mosbach 44 (Standort) | Friedhof                                        | Im Kern spätmittelalterliche Anlage, Veränderungen wohl 18./19. Jahrhundert, mit Grabsteinen                               | D-5-71-145-148 Wikidata | BW             |
| Mosbach 44 (Standort) | Friedhof                                        | Ummauerung, im Kern spätmittelalterlich                                                                                    | D-5-71-145-148 Wikidata | BW             |

### Oberahorn
| Lage                                              | Objekt                 | Beschreibung                                                                                             | Akten-Nr.               | Bild |
| ------------------------------------------------- | ---------------------- | --- | ----------------------- | ---- |
| Am Waldrand, gegenüber Haus Nummer 106 (Standort) | Steinkreuz             | Sandstein, mittelalterlich                                                                               | D-5-71-145-152          | BW   |
| Oberahorn 30 (Standort)                           | Kriegerdenkmal         | Steinerner Sarkophag mit Stele und Inschriftenaufsatz, 1914/1918                                         | D-5-71-145-192 Wikidata | BW   |
| Oberahorn 34 (Standort)                           | Ehemaliger Schulstadel | Eingeschossiges Gebäude mit Krüppelwalmdach, Haustein, Ende 18. Jahrhundert, mit Dachreiter, Glocke 1786 | D-5-71-145-151 Wikidata | BW   |

### Oberdallersbach
| Lage                               | Objekt          | Beschreibung | Akten-Nr.               | Bild |
| ---------------------------------- | --------------- | --- | ----------------------- | ---- |
| gegenüber Haus Nummer 8 (Standort) | Steinkreuz      | Mittelalterlich | D-5-71-145-154          | BW   |
| Oberdallersbach 3 (Standort)       | Ehemalige Mühle | Zweigeschossiges Gebäude mit Steildach, mit Quergiebel, Massivbau, teilweise natursteinsichtig, mit Fachwerkobergeschoss, östlich Fachwerkgiebel, 17. Jahrhundert | D-5-71-145-153 Wikidata | BW   |

### Oberransbach
| Lage                                                   | Objekt     | Beschreibung         | Akten-Nr.               | Bild |
| ------------------------------------------------------ | ---------- | -------------------- | ----------------------- | ---- |
| am nordöstlichen Ortsrand am Wege nach Sperbersbach () | Kreuzstein | Wohl mittelalterlich | D-5-71-145-155 Wikidata |      |

### Reichenbach
| Lage                                                            | Objekt                          | Beschreibung | Akten-Nr.               | Bild |
| --------------------------------------------------------------- | ------------------------------- | --- | ----------------------- | ---- |
| Eigenfeld, ca. 850 m nordwestlich der Ampfrachbrücke (Standort) | Steinkreuz                      | Sandstein, mittelalterlich                                                                                                | D-5-71-145-161          | BW   |
| In Reichenbach, neben Haus Nummer 16 (Standort)                 | Flachsbrechhaus                 | Eingeschossiger Satteldachbau, Naturstein, wohl aus dem 19. Jahrhundert                                                   | D-5-71-145-160 Wikidata | BW   |
| Reichenbach 12 (Standort)                                       | Bauernhaus                      | Eingeschossiges Gebäude mit Steildach, mit zweigeschossigem Quergiebel, 1839                                              | D-5-71-145-156 Wikidata | BW   |
| Reichenbach 15 (Standort)                                       | Wohnstallhaus eines Bauernhofes | Eingeschossiges Gebäude mit Steildach, mit Fachwerkobergeschoss und Fachwerkgiebel, Mitte 19. Jahrhundert, 1934 renoviert | D-5-71-145-159 Wikidata | BW   |

### Rißmannschallbach
| Lage                                                     | Objekt     | Beschreibung                                 | Akten-Nr.               | Bild |
| -------------------------------------------------------- | ---------- | -------------------------------------------- | ----------------------- | ---- |
| In Rißmannschallbach (Standort)                          | Bildstock  | Sandsteinmonolith, Relief, bezeichnet „1525“ | D-5-71-145-162 Wikidata | BW   |
| Rißmannschallbach 6, am südlichen Ortseingang (Standort) | Steinkreuz | Sandstein, mittelalterlich                   | D-5-71-145-163          | BW   |

### Seiderzell
| Lage                                                                | Objekt     | Beschreibung    | Akten-Nr.      | Bild |
| ------------------------------------------------------------------- | ---------- | --------------- | -------------- | ---- |
| Zogelfeld, 500 m außerhalb des Ortes Richtung Seiderzell (Standort) | Steinkreuz | Mittelalterlich | D-5-71-145-139 | BW   |

### Sommerau
| Lage                  | Objekt              | Beschreibung                                                           | Akten-Nr.               | Bild           |
| --------------------- | ------------------- | ---------------------------------------------------------------------- | ----------------------- | -------------- |
| Sommerau 2 (Standort) | Ehemaliges Gasthaus | Eingeschossiger massiver Bau mit Mansardwalmdach, mit Zwerchhaus, 1801 | D-5-71-145-164 Wikidata | weitere Bilder |

### Thürnhofen
| Lage                     | Objekt                                         | Beschreibung | Akten-Nr.               | Bild           |
| ------------------------ | ---------------------------------------------- | --- | ----------------------- | -------------- |
| Thürnhofen 54 (Standort) | Schloss Thürnhofen                             | Ursprünglich symmetrische Anlage: Hauptbau, zweigeschossiges Gebäude mit Mansardwalmdach, Mittelrisalit mit Zwerchgiebel, erste Hälfte 18. Jahrhundert; mit Ausstattung | D-5-71-145-166          | weitere Bilder |
| Thürnhofen 50 (Standort) | Schloss Thürnhofen: Kavaliershaus              | Zweigeschossiger Walmdachbau mit Dachreiter, Mitte 18. Jahrhundert | D-5-71-145-166 Wikidata | BW             |
| In Thürnhofen (Standort) | Schloss Thürnhofen: Schlosskirche              | Evangelisch-lutherische Filialkirche, neugotischer Bau, bezeichnet „1878“; mit Ausstattung                                                                              | D-5-71-145-166 Wikidata | weitere Bilder |
| Thürnhofen 52 (Standort) | Schloss Thürnhofen: Nebengebäude               | Zweigeschossiger Satteldachbau, im Kern 2. Hälfte 17. Jh. (dendro.dat. 1671), verkürzt und umgebaut 1764, seitl. Treppenhaus-Anbau nach 1826                            | D-5-71-145-166 Wikidata | BW             |
| Thürnhofen50 (Standort)  | Schloss Thürnhofen: Wirtschaftsgebäude         | eingeschossiger Bau teilweise in Fachwerk, im Kern 1. Hälfte 18. Jh. (dendro.dat. 1727), nachträglich erhöht                                                            | D-5-71-145-166 Wikidata | BW             |
| Thürnhofen 19 (Standort) | Schloss Thürnhofen: Wirtschaftshof             | dreiseitige eingeschossige Anlage, im Kern 18. Jh., Zwischentrakt nach 1826                                                                                             | D-5-71-145-166 Wikidata | BW             |
| Thürnhofen 54 (Standort) | Schloss Thürnhofen: Garten                     | Mit Gartenfiguren | D-5-71-145-166 Wikidata | BW             |
| Thürnhofen 54 (Standort) | Schloss Thürnhofen: Garten                     | Mit Gartenfiguren | D-5-71-145-166 Wikidata | weitere Bilder |
| Thürnhofen 52 (Standort) | Schloss Thürnhofen: Ummauerung mit Toreinfahrt | Bezeichnet „1764“ | D-5-71-145-166 Wikidata | weitere Bilder |
| Thürnhofen 52 (Standort) | Schloss Thürnhofen: Gärtnerhaus/ Orangerie     | zweischossiger Walmdachbau, Mitte 18. Jh. | D-5-71-145-166 Wikidata | BW             |

### Tribur
| Lage                 | Objekt          | Beschreibung                                                                            | Akten-Nr.               | Bild |
| -------------------- | --------------- | --------------------------------------------------------------------------------------- | ----------------------- | ---- |
| Tribur 12 (Standort) | Ehemalige Mühle | Zweigeschossiger Satteldachbau mit verputztem Fachwerkobergeschoss, 17./18. Jahrhundert | D-5-71-145-167 Wikidata | BW   |

### Ungetsheim
| Lage                     | Objekt        | Beschreibung | Akten-Nr.               | Bild |
| ------------------------ | ------------- | --- | ----------------------- | ---- |
| Ungetsheim 4 (Standort)  | Gasthaus      | Zweigeschossiges Gebäude mit Krüppelwalmdach, bezeichnet „1841“                                                 | D-5-71-145-168 Wikidata | BW   |
| Ungetsheim 29 (Standort) | Wohnstallhaus | Eingeschossiges giebelständiges Gebäude mit Steildach, Fachwerk, teilweise massiv, erste Hälfte 19. Jahrhundert | D-5-71-145-169 Wikidata | BW   |
| Ungetsheim 55 (Standort) | Wohnstallhaus | Eingeschossiges Gebäude mit Krüppelwalmdach, Fachwerk, 1792                                                     | D-5-71-145-170 Wikidata | BW   |

### Unterhinterhof
| Lage                                                                    | Objekt          | Beschreibung                                                                    | Akten-Nr.               | Bild |
| ----------------------------------------------------------------------- | --------------- | ------------------------------------------------------------------------------- | ----------------------- | ---- |
| Weiherfeld, 100 m außerhalb des Ortes Richtung Oberhinterhof (Standort) | Flachsbrechhaus | Kleiner eingeschossiger Satteldachbau, teilweise Fachwerk, wohl 19. Jahrhundert | D-5-71-145-171 Wikidata | BW   |

### Volkertsweiler
| Lage                                                                                       | Objekt    | Beschreibung                                      | Akten-Nr.               | Bild |
| ------------------------------------------------------------------------------------------ | --------- | ------------------------------------------------- | ----------------------- | ---- |
| Nähe Hainmühle, an der Straße Feuchtwangen-Krapfenau, Abzweigung Volkertsweiler (Standort) | Bildstock | Brockenmauerwerk, mit Relief, spätmittelalterlich | D-5-71-145-172 Wikidata | BW   |

### Vorderbreitenthann
| Lage                                                   | Objekt     | Beschreibung        | Akten-Nr.      | Bild |
| ------------------------------------------------------ | ---------- | ------------------- | -------------- | ---- |
| Vorderbreitenthann 1, nahe der Bronnenmühle (Standort) | Kreuzstein | Spätmittelalterlich | D-5-71-145-173 | BW   |

### Walkmühle
| Lage                                            | Objekt                        | Beschreibung                                                             | Akten-Nr.               | Bild |
| ----------------------------------------------- | ----------------------------- | ------------------------------------------------------------------------ | ----------------------- | ---- |
| Sulzach; Walkmühle 1; Nähe Walkmühle (Standort) | Ehemalige Mühle               | Zweigeschossiger massiver Bau mit Krüppelwalmdach, 1819; mit Kanalsystem | D-5-71-145-174 Wikidata | BW   |
| Sulzach; Walkmühle 1; Nähe Walkmühle (Standort) | Ehemalige Mühle, Quaderbrücke | Einbogig, gleichzeitig                                                   | D-5-71-145-174 Wikidata | BW   |
| Sulzach; Walkmühle 1; Nähe Walkmühle (Standort) | Ehemalige Mühle, Scheune      | Quaderbau mit Walmdach, erste Hälfte 19. Jahrhundert, mit Fachwerkanbau  | D-5-71-145-174 Wikidata | BW   |

### Weiler am See
| Lage                                                                        | Objekt     | Beschreibung    | Akten-Nr.      | Bild |
| --------------------------------------------------------------------------- | ---------- | --------------- | -------------- | ---- |
| ca. 200 m östlich der Ortschaft, westlich an der Bundesstraße 25 (Standort) | Steinkreuz | Mittelalterlich | D-5-71-145-176 | BW   |

### Wolfsmühle
| Lage                    | Objekt          | Beschreibung                                                                                             | Akten-Nr.               | Bild |
| ----------------------- | --------------- | --- | ----------------------- | ---- |
| Wolfsmühle 1 (Standort) | Ehemalige Mühle | Zweigeschossiger Satteldachbau, in Teilen Fachwerk, wohl frühes 19. Jahrhundert, im Kern 17. Jahrhundert | D-5-71-145-177 Wikidata | BW   |

### Zumhaus
| Lage                  | Objekt                                          | Beschreibung | Akten-Nr.               | Bild           |
| --------------------- | ----------------------------------------------- | --- | ----------------------- | -------------- |
| In Zumhaus (Standort) | Evangelisch-lutherische Filialkirche St. Kilian | Chorturmkirche, kleine, aus Hausteinen errichtete Anlage, 15./frühes 16. Jahrhundert, Fachwerkobergeschoss des Turms wohl 18./19. Jahrhundert; mit Ausstattung | D-5-71-145-179 Wikidata | weitere Bilder |

## Ehemalige Baudenkmäler
In diesem Abschnitt sind Objekte aufgeführt, die früher einmal in der Denkmalliste eingetragen waren, jetzt aber nicht mehr. Objekte, die in anderem Zusammenhang also z. B. als Teil eines Baudenkmals weiter eingetragen sind, sollen hier nicht aufgeführt werden. Aktennummern in diesem Abschnitt sind ehemalige, jetzt nicht mehr gültige Aktennummern.

| Lage                                            | Objekt      | Beschreibung | Akten-Nr.              | Bild           |
| ----------------------------------------------- | ----------- | --- | ---------------------- | -------------- |
| Feuchtwangen Postgasse 4 (Standort)             | Wohngebäude | Zweigeschossiger traufständiger Satteldachbau, östlich mit Walm, teilweise Fachwerk, mit vorkragendem Westgiebel des 17. Jahrhunderts, bezeichnet „1788“, im Kern vor 1550, mit Kellerzugang | D-5-71-145-74 Wikidata | weitere Bilder |
| Feuchtwangen Vorderer Spitzenberg 23 (Standort) | Gartenhaus  | Im Bereich des dazugehörigen Gartens im Mauergrabenbereich ein steinernes Gartenhaus, erbaut 1921 mit Räucherkamin zum Rösten von Zichorie (Kaffee-Ersatz). Zugang vom Flur des Vorderhauses, ursprünglich vom ersten Stock des Vorderhauses. Alle zum steinernen Gartenhaus gehörenden Bauakten, Zeichnungen und der Schriftverkehr sind in der Außenstelle Lichtenau des Staatsarchivs Nürnberg unter Landratsamt Feuchtwangen, Stadt Feuchtwangen Nr. 240 von 1921 zu finden. Das Bruchsteinmauerwerk ist vermutlich wiederverwendet vom Mauerdurchbruch der Jahnstraße zur Alten Turnhalle um 1900. (Das Wohnhaus ist weiterhin als D-5-71-145-113 in der Denkmalliste eingetragen) | D-5-71-145-113         | weitere Bilder |